# Union sportive Fumel Libos
Ne doit pas être confondu avec l'Union sportive vallée du Lot 47, club créé en 2019.
Maillots
L’Union sportive Fumel Libos ou USFL est un club français de rugby à XV des communes de Fumel et de Monsempron-Libos en Lot-et-Garonne.
En 2019, le club fusionne avec l'Union sportive tournonaise et le Rugby club de Saint-Vite sous le nom de Union sportive vallée du Lot 47.

## Histoire

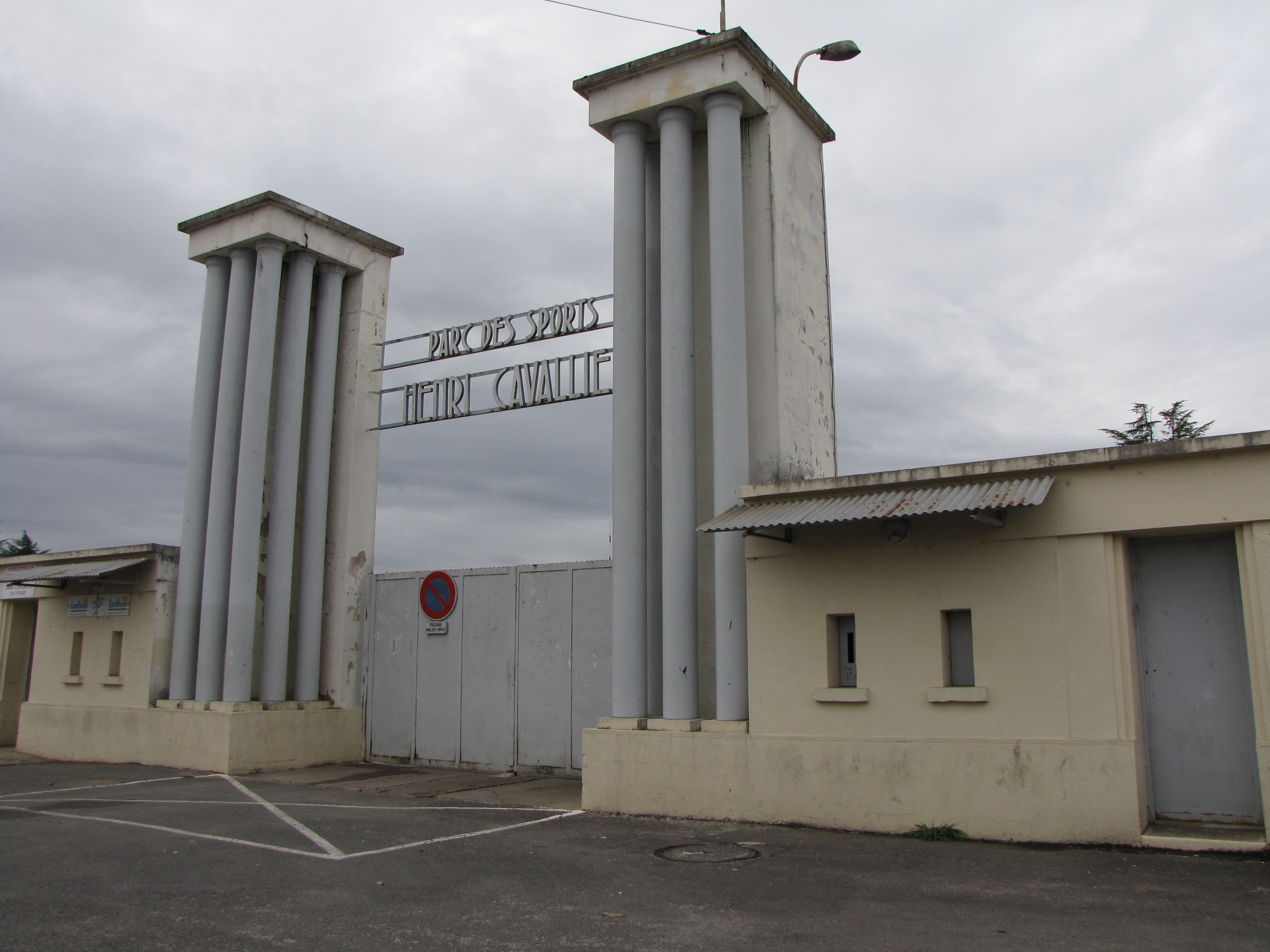
Entrée du stade Henri-Cavallier.

L'US Fumel-Libos est l'union de la ville de Fumel et celle de Monsempron-Libos. Cette agglomération aux confins du Lot-et-Garonne et des premiers contreforts du Quercy a vu la naissance du rugby au cours des premières années du XXe siècle. L'histoire de Fumel est liée à son château qui tour à tour fut possession des Anglais puis des Français et à son usine métallurgique et ses tuyaux en fonte ductile emblème érigée à l'entrée du stade. En bordure du Lot et au cœur des bois et de la nature sauvage, la ville de Fumel, chef-lieu de Canton et ville centre de la communauté de communes du Fumélois-Lémance, offre un espace de vie dans un cadre naturel propice aux loisirs et aménagé d'équipements sportifs, circuits de randonnées...

### Les années 1900 à 1920
Au début du siècle, le club s'appelait « La Vaillante » et jouait sur le terrain de Florimont.
En 1908 il existe une photographie de l'équipe au siège. Elle était composée par M. Lassagne, qui deviendra par la suite président de l'USFL.
1909-1914
L'équipe évolue en deuxième série du championnat du Périgord Agenais.
Première Guerre mondiale
Il n'y a pas d'activité connue pendant la guerre 1914-1918.
En 1919 sous la présidence de M. Mazuc, percepteur à Fumel, le club repart et joue sur le terrain de Cussac. Le capitaine-entraîneur est Jean Ducos, libéré du service militaire effectué à Bayonne. Les joueurs de l'équipe étaient les suivants : Segol, Munier I, Filhol, Munier II, Delvit, Ruffier (o), Sarrazin (m), Lacaze, Paganel, Ducos (cap), Bou, Fargel, Foissac, Billard, Razat.
Saison 1922-1923

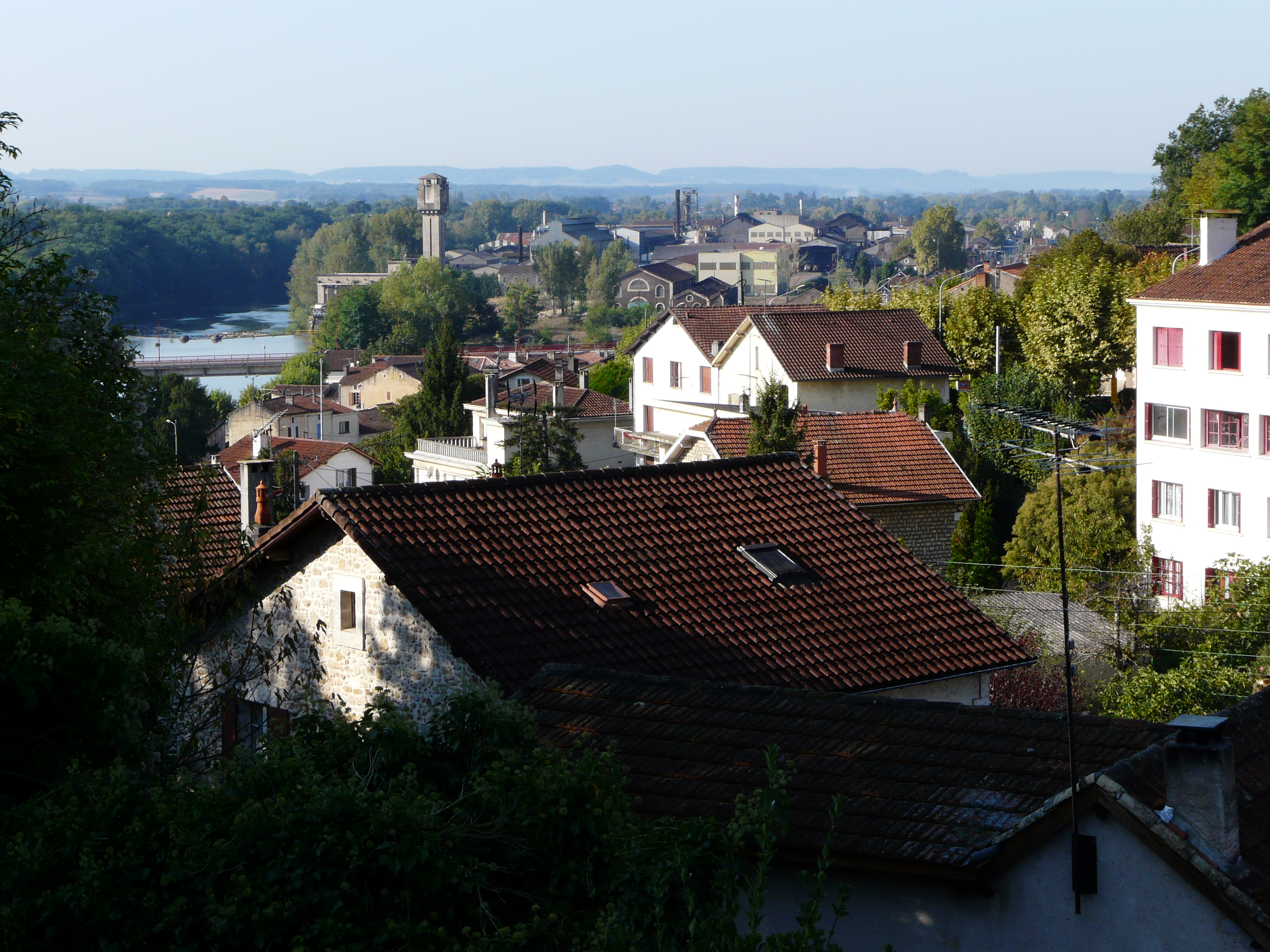
Fumel - Vue de l'usine.

L'USFL s'installe pour un an au stade Henri-Cavallier, sur un terrain adjacent (emplacement du fronton actuel). L'équipe, alors dirigée par M. Ducos, ex-Aviron bayonnais et futur joueur du SU Agen, arrive en demi-finale du championnat de France de deuxième série et se fait éliminer par l'Avenir Moissac (12-3).
Saison 1923-1924
C'est à partir de cette saison que l'USFL va alors évoluer sur le terrain actuel (stade Bon-Accueil jusqu'en 1942) qu'elle ne quittera plus. M. Paganel en est le capitaine. L'USFL gagne son accession en promotion, soit la troisième division actuelle.
Saison 1924-1925
Vivifiée par la présence en ligne arrières de jeunes espoirs, l'équipe accède en quart de finale de promotion et se fait éliminer par l'AS Prades sur le score de 19 à 0.
Saison 1927-1928
Les mauvais résultats obtenus sèment la discorde. Résultat : sept des meilleurs joueurs, habitant Libos, passent avec armes et bagages au petit club qui s'était formé, l'Avenir libossien. L'équipe décapitée, le club se met en sommeil pendant deux ans.
C'est au printemps de 1929 que le bon sens finit pourtant par prévaloir. À la suite d'une rencontre amicale entre Fumel et Libos, la création d'une seule équipe est décidée. Ce fut le match de la réconciliation. Dès lors, l'USFL pouvait repartir du bon pied. Participaient à cette rencontre deux dirigeants actuels : Henri Labroue dans les rangs de Fumel et Jean Vissol dans ceux de Libos.
Saison 1929-1930
Les Fumélois sont dans la même poule que le Biarritz olympique, l'US Quillan, Saint-Girons et le CS Vienne puis ils se retrouvent en phase finale avec Carcassonne et Toulon.

### Les années 1930

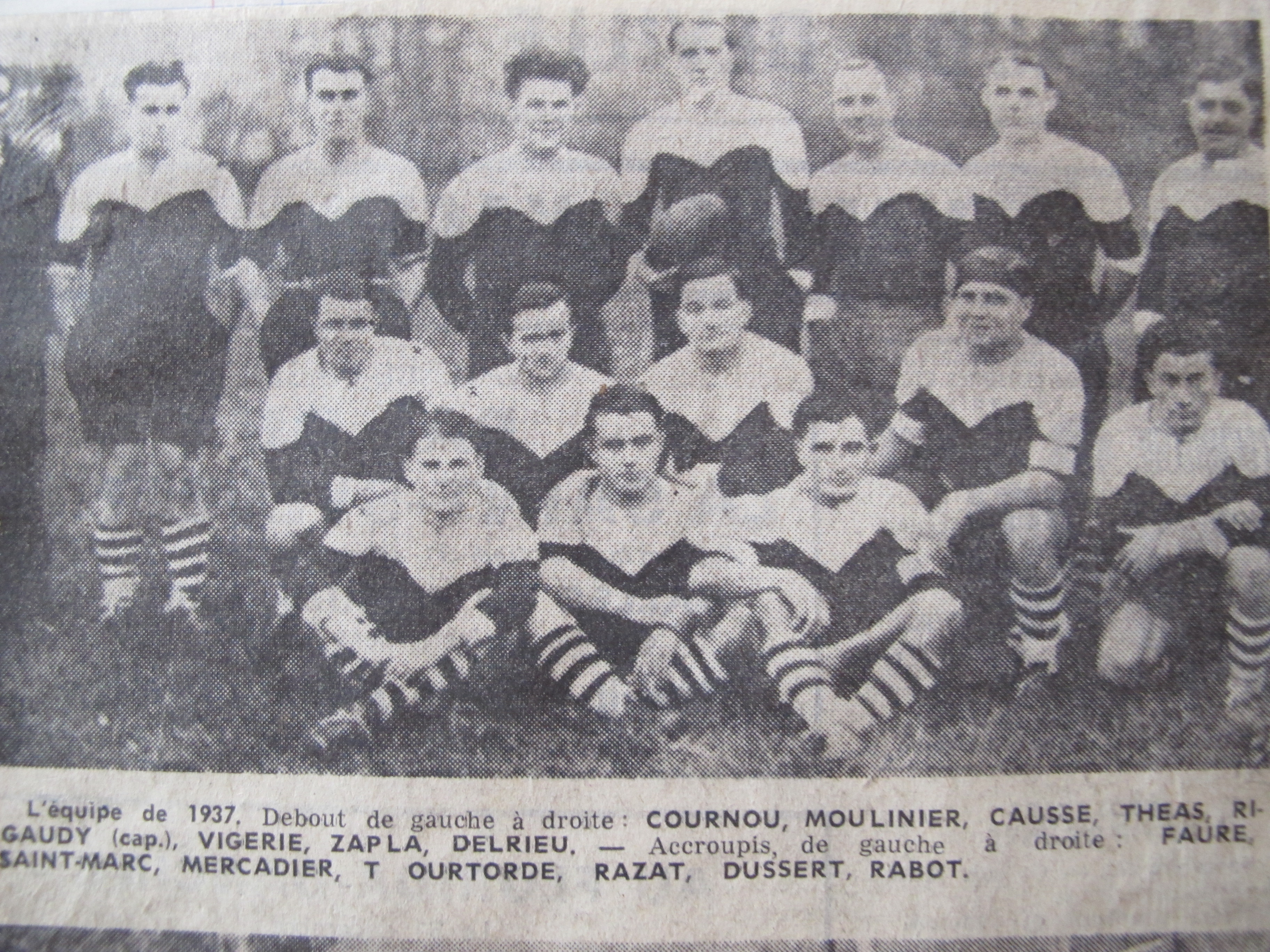
Équipe Fumel 1937.

M. Menon succède à la présidence à M. Issandou. Le club participe à la demi-finale du championnat de France de deuxième série qu'elle perd face à Orthez (1935) puis accède à l'échelon supérieur, la promotion (1936). Toujours le vent en poupe, Fumel gravit une division en triomphant (barrages) de Carmaux, à Cahors (1937). Lors de la saison 1931-1932 le championnat met aux prises 40 équipes réparties en huit poules de cinq. les Fumélois sont dans la même poule que SA Bordeaux, Stade Nay, Stade Pézenas, NAC Roanne (champion Honneur 1929). Ils se qualifient pour la deuxième phase et se trouvent dans la même poule que Vienne et Auch. Ils se retrouvent en quart de finale face à l'AS Montferrand et seront défaits sur le terrain de Bordeaux sur le score de 8 à 3.
Année 1934
L'équipe est composée de Jambert, Delsol, Doumerc, Caminade, Dussert, Mazet, Rouqié, Delalix, Vissol et Rabot.
Réintégrée en Excellence, l'équipe devait jusqu'en 1936 faire parler d'elle. Elle gagne pendant trois ans la coupe Michel-Pradier. Ses joueurs ont noms : Jambert, Delsol, Delrieu, Guilberteau, Clerc, Henri Robert, Caminade, Douvière, Arassus, Mazet, Rabot, J. Vissol, Rouquié, Delalix, Peré, Dussert et Martinez.
Année 1937
L'équipe est composée de Cournou, Moulinier, Causse, Theas, Rigaudy, Vigerie, Zapla, Delrieu, Faure, Saint-Marc, Mercadier, Razat, Dussert et Rabot.
Année 1938
L'USFL rencontre, en huitième de finale du championnat de France, l'équipe de l'US Foix. Elle est battue, qu'à cela ne tienne, on remettra ça en 1938-1939, où un quart de finale mémorable verra les Fumélois affronter le Stade rochelais. Une fois de plus, le sort sera contraire : l'USFL sera disqualifiée pour avoir fait jouer un joueur non licencié. On parle de Fumel, les années à venir mettront le nom de Fumel dans toutes les bouches.
Année 1939
Les titres de journaux sont éloquents : « Fumel déboulonne le SC Graulhet (11 à 3), écarte le SC Mazamet (9 à 5). » Le 19 octobre, Fumel s'impose face au FC Auch 18 à 0. Pierre Cambou et Jean Lissal sont en pleine actualité. En octobre 1939, Fumel se trouve démembrée par la guerre. Pierre Cambou entreprend avec quelques moins de 20 ans de faire revivre le rugby dans la cité. Pendant toute la saison de guerre, il tiendra bon en surmontant les nombreuses difficultés qui ne manqueront pas de se présenter.
De cette époque, le rugby fumélois jouissait déjà d'une réputation flatteuse, qui avait largement dépassé le cadre de notre région. Une équipe flambante, avec à la tête Delalix fit au cours de plusieurs saisons des ravages. On y trouvait des joueurs qui firent longtemps parler d'eux : Cournou, Saldana, Cler, Henri Robert pour n'en citer que quelques-uns. Ce fut au tour du Président Issandou de prendre la relève.
Année 1941
C'est l'exode de nombreux joueurs se présentent au portillon afin d'échapper au STO. La « grande équipe » va voir le jour.

### La grande équipe

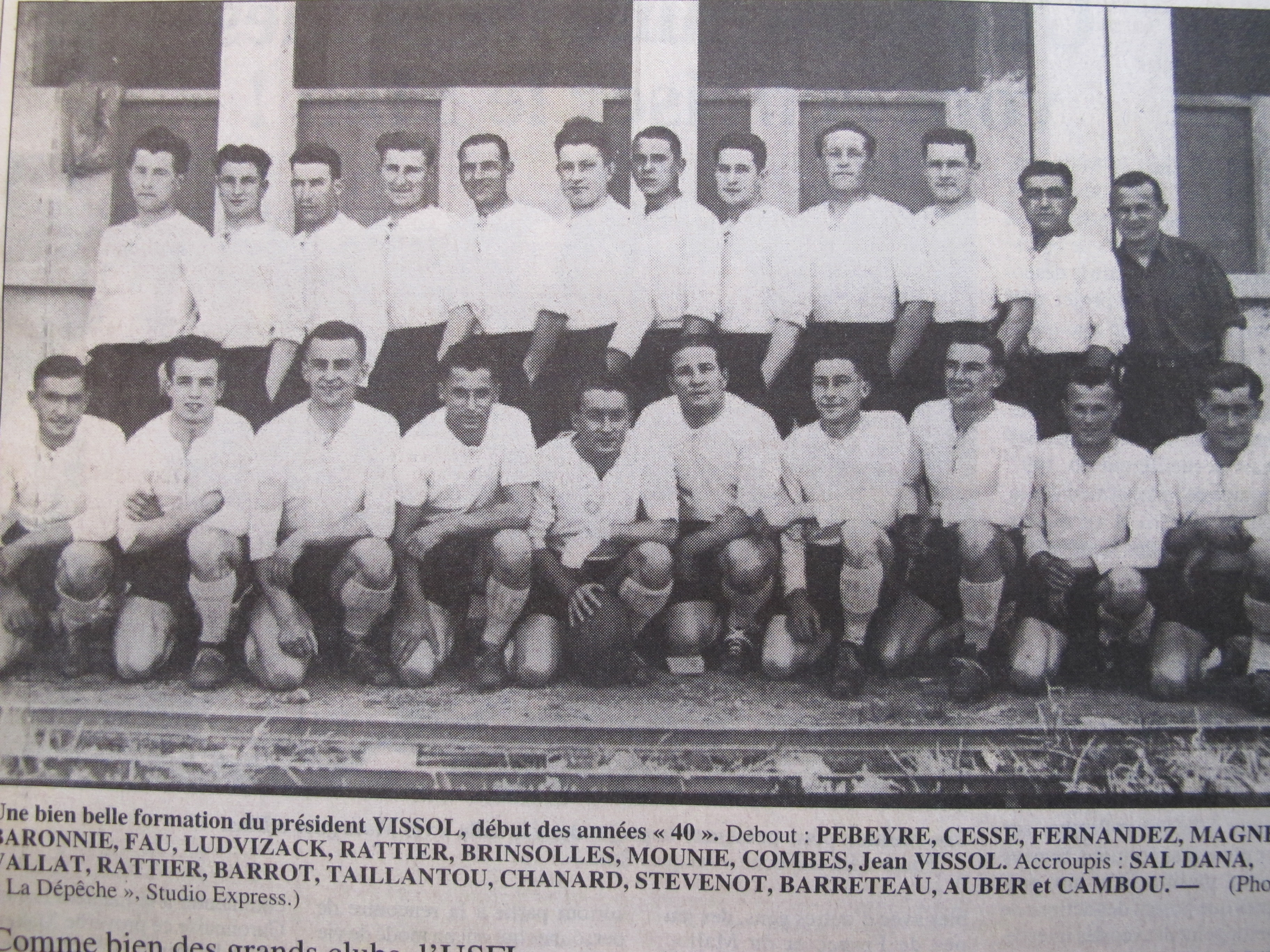
L'USFL en 1940.

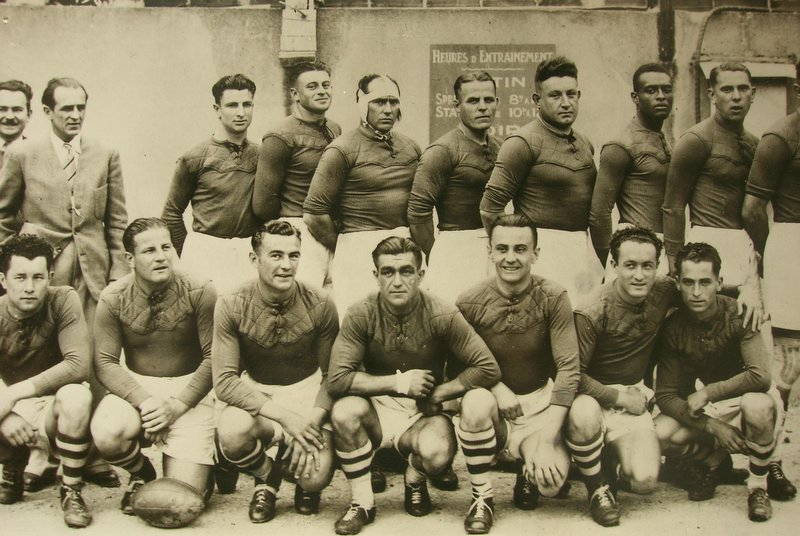
La Grande équipe de 1941.

Construction du stade de 1941 à 1942
Commencé en 1941, il est inauguré le 22 mars 1942 par Joseph Pascot. Le terrain de rugby est entouré d'une piste en cendrée et les spectateurs disposent d'une grande et d'une petite tribune. Le stade a été construit à l'initiative de Jean Cavallier, directeur de l'usine de Fumel. Il est dédié à son oncle Henri Cavallier. Les équipements sportifs comprennent, en plus du stade et de sa tribune, une piste d'athlétisme, 3 courts de tennis, une ancienne piscine, une salle pour le basket-ball, un fronton de pelote basque et une salle des fêtes. Des tuyaux de fonte ont été utilisés pour réaliser l'entrée du stade. La mairie de Fumel a acheté le stade en 1991 à la SADEFA. En 2008, le Ministère de la Culture et de la Communication a attribué le « Label Patrimoine du 20e siècle » au Parc des Sports Henri Cavallier. Le label Patrimoine du XXe siècle concrétise l’attention portée par l’État à la connaissance, la conservation et la mise en valeur du patrimoine architectural et urbain du XXe siècle, patrimoine très exposé.
De nombreuses individualités arrivent à Fumel en 1941. Elles auront pour nom : Pierre Taillantou, Jean Barreteau, Theux, Gaston Combes, Brinsalles, Bernard Cesses, Élie Pebeyre, Chamand, Steveno et Mounier. Une page est tournée, l'avenir de l'USFL s'inscrira en lettres d'or dans les annales du rugby. Le championnat sera rétabli en 1942-1943 et Fumel termine troisième d'une poule où figuraient le Stade toulousain et Brive.
L'US Fumel est éliminée du Challenge de l'Amitié en novembre 1941 pour avoir recruté des joueurs appartenant à d'autres clubs.
Saison 1943-1944
Les Fumélois terminent en tête de la poule de classement et se retrouvent en poule de six où ils battent successivement Toulon, Perpignan et Pau, font match nul à Lourdes avant de perdre à domicile face au Stade nautique bayonnais laissant la qualification et le titre aux Catalans.
Saison 1944-1945
Fumel règne sur le rugby français. Du fait de la situation, des aléas de l'occupation, nombre de joueurs de valeur vinrent se fixer momentanément dans l'agglomération. Fumel verra la venue de tous les grands clubs de l'époque : l'USA Perpignan, le Stade toulousain, Toulon, Agen, la Section paloise, Toulouse olympique, Bayonne. Ils connurent tour à tour, après bien d'autres la loi des Fumélois. Sous la houlette de Jean Vissol, avec des appuis des plus larges sur le plan local, le quinze fumélois avec les Fau, Bernard Cesses, Magne, Moulinié, Baronie, Gomis, Gaston Combes et Pebeyre, qui devaient à cette époque, instrumenter en équipe de France, Pierre Taillantou, Theux, Jean Barreteau, Bellan, Barrau, Daguino, Pierre Brinsolles, Cam et bien d'autres, remirent à l'honneur le jeu à la main qui d'emblée enthousiasma les foules. Premier en poule de six devant le Stade toulousain, Narbonne et Castres puis de quatre après des victoires sur le SBUC, Tyrosse, et le Stade français à Paris, l'USFL élimine Roanne en huitième, Perpignan en quart avant de s'incliner devant Agen en demi-finale du championnat de France. Emmenés pas ses futurs internationaux Gaston Combes, Elie Pebeyre et le troisième ligne Jacky Gomis, l'USFL atteindra les quarts de finale de la coupe de France perdant d'un petit point à Paris devant Aviron bayonnais. Les raisons de cette épopée tiennent sans aucun doute aux talents des joueurs mais aussi à un homme : Jean Vissol. Disposant de joueurs extrêmement mobiles, l'USFL privilégie le jeu déployé en envoyant la balle aux ailiers qui recentrent à la main ou au pied. Cette volonté de jouer vite et de solliciter le plus souvent possible les trois-quarts est caractéristique du rugby que pratiquaient les grandes équipes de l'époque.
Elie Pebeyre avait quitté Brive pendant la guerre pour échapper au STO (Service de Travail Obligatoire) en Allemagne. « Les dirigeants de Fumel savaient que je me cachais pas loin de chez eux, raconte Elie Pebeyre, ils sont venus me voir et j’ai signé à Fumel sous le nom de Perrin. Par la suite, on a officialisé la chose et j’ai retrouvé mon vrai nom. Fumel ne fut qu’un passage pour moi et une fois la guerre terminée, je suis naturellement retourné à Brive ».
De cette période faste pour le rugby fumélois, Il faut noter dans les tablettes du club, une demi-finale du championnat de France perdue en 1945 face au SU agenais et un quart de finale de la Coupe de France disputé à Paris face à l'Aviron bayonnais.
En 1944 : la lecture de la presse régionale apporte quelquefois, de savoureuses histoires. Lorsqu'il s'agit de rugby, elles n'en sont plus que croustillantes. Le 13 février 1944, Fumel « équipe grande favorite du Championnat de France » rencontre Limoges et ce jour-là, c'est Limoges qui mit fin à l'invincibilité du XV fumélois. « Bien entendu, Limoges n'avait aucune chance de remporter la victoire face à Fumel, qui était à l'époque le champion du jeu à la main et de contre-attaque. Tout le monde était d'accord là-dessus : Les Lot-et-Garonnais ne se déplaçaient à Limoges que pour faire une démonstration de rugby. Un seul limougeaud croyait à une petite possibilité de victoire. C'était Pierre Maury, qui était à l'époque un des dirigeants du club. S'il pleut à seau, pensait-il, nous pourrons les clouer sur place, dans la gadoue, et marquer des essais d'avants. Hélas le ciel printanier ne semblait guère venir à son secours. Qu'à cela ne tienne, il fallait forcer le destin. Une petite pluie fine tombée le samedi aller favoriser son entreprise ; On le vit alors toute la matinée courir chez les uns et chez les autres et emprunter tous les tuyaux de caoutchouc disponibles qu'il put trouver. Puis on l'aperçut faisant du porte à porte dans les rues et chemins bordant le stade. Il sut convaincre tout le monde de lui permettre de brancher ses tuyaux afin de noyer la pelouse toute proche. En fin de soirée le résultat dépassait toutes ses espérances : le terrain était véritablement inondé. Chacun fut prié de tenir sa langue et le lendemain Fumel s'englua dans les cloaques qui lui avait été préparé. Limoges arracha la victoire par deux essais d'avants de Tricard, sur deux échappées de Gérard au ras de sa mêlée. Tandis que Limoges fêtait dans la joie ses nouveaux héros, les chroniqueurs du rugby versaient des torrents de larmes sur cette pauvre équipe de Fumel, battue et éliminée par la pluie… »
Saison 1945-1946
Le départ de Combes n'était qu'un prélude, en cette saison 1945-1946, les choses vont devenir difficiles. Ce départ isolé se transformera en hémorragie : Barreteau, Gomis, Cèze, Barot, puis Élie Pebeyre quitteront à leur tour le club. Les résultats s'en ressentent : « Fumel faible en avant, subit la loi du Stade toulousain ». Le championnat de France devient difficile : Le SC Tulle bat Fumel par 10 à 3. Au parc de Princes, contre le Stade Français, on joua, mais on joua mal. Fumel « frigorifié » rata le coche. Le 24 février 1946, le CA Brive écrase Fumel par 31 à 0. Elie Pébeyre entre en Équipe de France.

### Le creux de la vague de 1946 à 1959

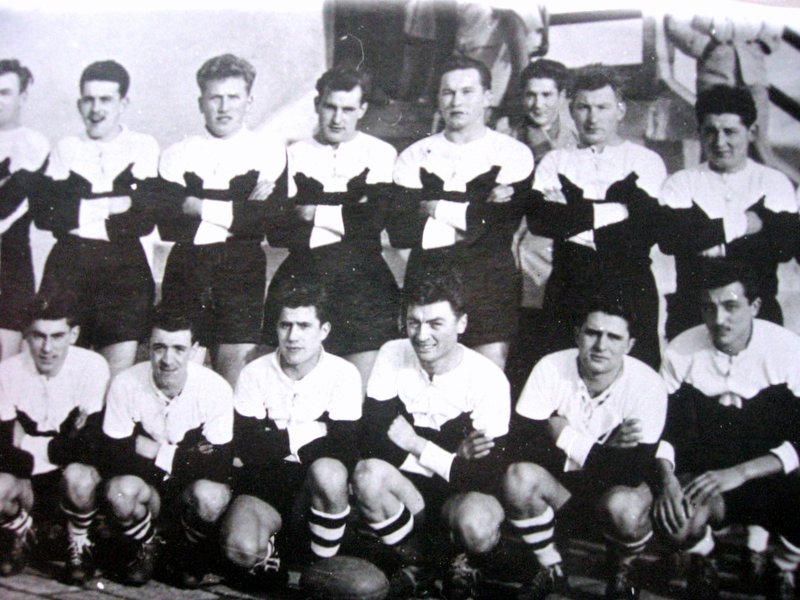
Fumel Fin des années 1950.

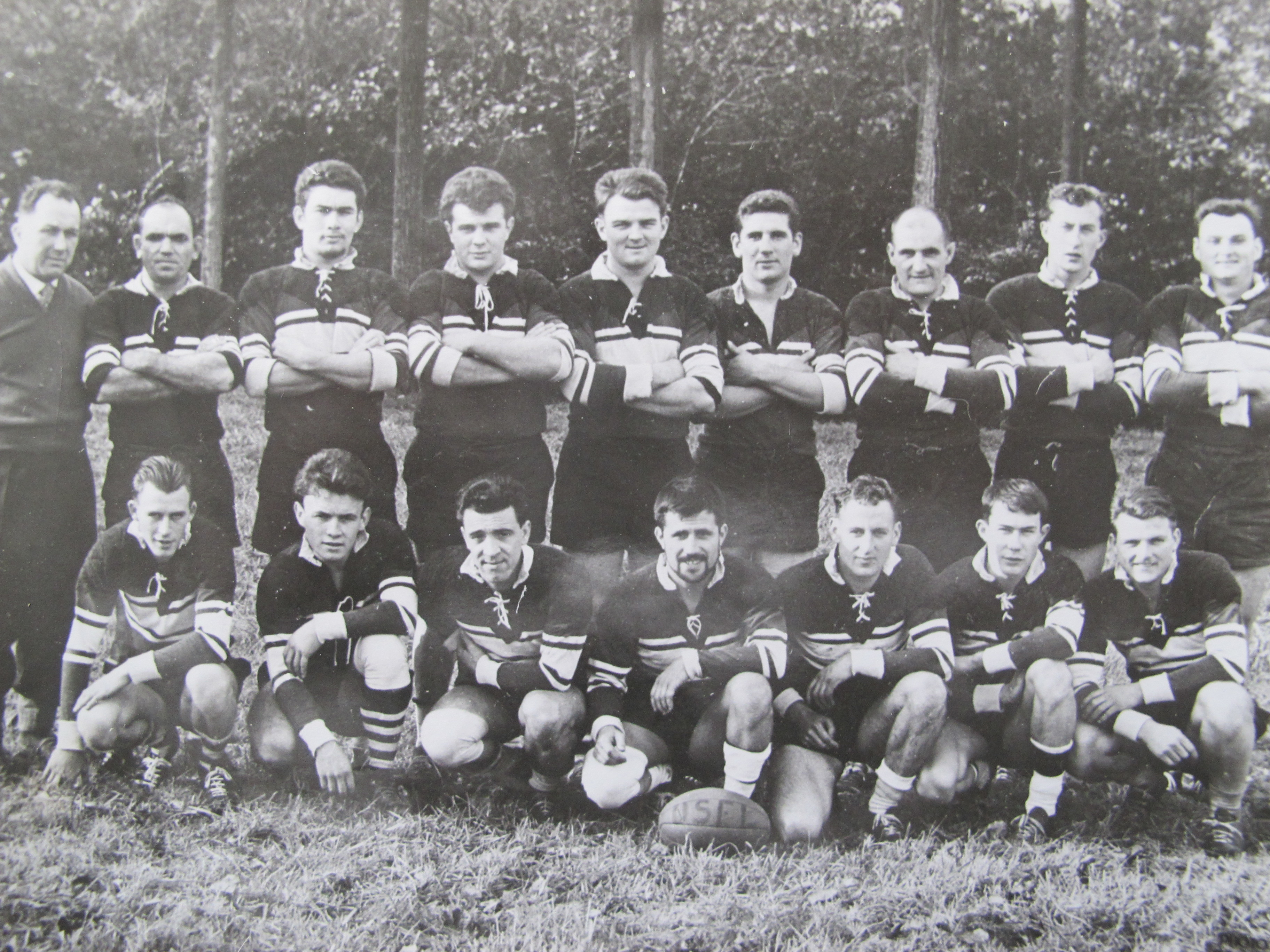
Fumel 1957-1958.

Après la Libération, l'équipe se désagrégea et peu à peu le club retomba lentement mais sûrement aux abîmes du classement. Chaque année, le club descendait de catégorie pour se retrouver en 1950 en Excellence. Mais sans appui, sans argent, pratiquement sans joueur, il devait déclarer forfait et abandonner volontairement sa place. Sarlat devait bénéficier de ce retrait et prenait la relève. Mais une saison sans rugby à Fumel était chose impensable. C'est alors qu'une poignée de « mordus » serra les rangs, rassembla les quelques énergies encore valables et décida de continuer le championnat régional en honneur. Daguino, qui devait devenir président, joueur et capitaine ; Pierre Lacube, entraîneur et Dubert allaient avec des éléments extrêmement jeunes, issus des juniors, réussir l'exploit de remettre le quinze local sur le bon chemin. Certes cela ne fut guère facile, sans public ou presque, jonglant constamment avec les chiffres pour boucler le maigre budget ; de très honnêtes résultats n'en étaient pas moins réussis.
Saison 1946-1947
L'équipe est composée de Montes, Blanc, Antoine, Jardel, Delsol, Bouscales, Saldana, Cesar, Lacube, Moron, Cambou, Dubieff, Rodriguez.
Fumel est groupé autour des hommes qui n'ont jamais douté : Fau, Baronnie et l'infatigable président Denuel. L'équipe est composée des joueurs suivants : Dagnigno, Czapla, Delsol, Léger, Lapascalie, Stevenol, Cambou, Magne, Vallat, Fernandez, Vergnol, Jardel, Belotti, Rodriguez, Mazon.
La clôture de la saison 1948, se fait sur un mode mineur. Les premiers matchs auraient pu, avec un entraînement plus assidu, voir l'équipe première s'assurer quelques victoires. Si l'USFL au lieu d'accéder en division fédérale a dû rétrograder en Honneur, il faut considérer qu'elle est ainsi classée dans la division où elle pourra normalement se maintenir avec le seul appoint des joueurs locaux.
En 1946 L'équipe est composée de Denuel, Cambou, Piaf, Ceasr, Fantin, Fabre, Lajeski, Martin, Saldana, Teixera, Theillol, Curie, Martin et Moron.
La saison De 1949-1950 est brillamment ouverte aux dépens du SC Angoulême. Le 23 octobre, le Parc des Sports Henri Cavailler sert de cadre à une rencontre d'importance capitale pour Fumel. Beaumont placé sur un pied d'égalité veut tout tenter pour monter en Excellence A. La rencontre se soldera par un match nul.
En 1952 L'équipe est composée de Causse, Goch, Leal, Alvez, Cestac, Monribot, Combes, Cèze, Lopez, Vignal, Basti et Daguino.
En 1954 Durant cette période eurent lieu des rencontres mémorables. Parmi elles, Fumel-Nérac où par-delà des parties fort disputées se nouèrent des liens qui pour la plupart sont intacts à l'heure actuelle. Le stage en division d'honneur devait durer huit ans. L'arrivée de deux anciens, Silva et surtout Corce, qui après avoir fait les beaux jours de SC Angoulême venait aider le club de ses débuts.
Saison 1956-1957
L'équipe évolue en Honneur Périgord Agenais avec Lacube comme entraîneur. les joueurs étaient : Sistac, Loudes, Texeira, Alazard, Crayssac, Pintos, Jean Robert, Cackowski, Ubiali, Delrieu, Marius Lopez, Pintos, Vallaperta, Pierre Robert, Winger
Saison 1957-1958
Le 4 février 1958, les Fumélois remporteront la finale du Championnat Honneur du Périgord Agenais face à Mussidan. Le début de la rencontre devait voir un départ fulgurant des trois-quarts fumélois. Cela ne dure, hélas ! qu'une dizaine de minutes, temps qu'il fallut aux huit mussidanais pour prendre la mesure de son rival. C'est d'ailleurs au cours de ce premier quart d'heure qui vit une légère domination locale, que le demi de mêlée fumélois, Pintos, devait ouvrir le score en bottant une magnifique pénalité des quarante mètres en coin. C'en était fait des chances locales, car à partir de ce moment Mussidan peu à peu prenait l'initiative des opérations et marquait un drop avant la mi-temps. Le score final fut de 3 à 3 et les Fumélois furent sacrés Champions du PA Honneur grâce à leur pénalité. Lors des phases du Championnat de France (Honneur) les Fumélois s'inclineront à Roquefort sur le score de 15 à 0, puis les Fumélois s'imposeront à domicile face à Tartas grâce à 3 buts de Pinto. Les matchs retour verront les Fumélois faire match nul à domicile face à Roquefort (0 à 0) avec un fin de match très difficile. La fin du match fut des plus houleuses et les spectateurs auraient fait un mauvais parti à l'arbitre si les dirigeants locaux, MM. Fau et Lacube en tête n'avaient assuré sa sortie. La FFR ne pouvait que sévir, on le comprend en suspendant le terrain et trois joueurs de l'équipe. Les Fumélois de la saison 57-58 : Daguino, Sistac, Lagiewski, Goch, Alazar, Léal, Pintos, Combes, Delfarguiel, Courtine, Monribot, Vallaperta, Ortéga, Loup, Lopez et Vignal.
Saison 1958-1959
L'ouverture officielle de la saison verra les Fumélois s'imposer face au Bugue sur le score de 8 à 0. Pour son premier match, l'arrière Vignal a réalisé une très bonne prestation. Ensuite, face à Ribérac, les Fumélois s'imposeront sur le score de 22 à 3. Après une partie qui valut par le jeu pratiqué en deuxième mi-temps, les Fumélois ont obtenu un large succès, malgré l'absence de ballon en mêlée. Puis, devant Sarlat les Fumélois s'imposeront sur le score de 11 à 3. Cette rencontre a tenu toutes ses promesses. Fumel fut sacré Champion d'Automne talonné par Nérac, Le Bugue, Lalinde et Sarlat. Après des victoires face à Saint-Cyprien (17 à 3), Fumel s'adjugera le titre de Champion du Périgord Agenais Honneur avec une victoire face à Mussidan sur le score de 5 à 0 (très bel essai du centre Faure sur un coup de pied de rencontre de l'ailier Marcel Goch après une course de 40 mètres). En Championnat de France Honneur, les Fumélois prirent un bon départ en s'imposant face à Parthenay 8 à 0. C'est avec le plus grand sérieux que les Fumélois avaient abordé cette importante rencontre qui au terme d'un lourd déplacement devait les opposer à l'équipe des Deux-Sèvres. Mené au score les Fumélois réagirent et un coup franc face aux poteaux faillit amener l'égalisation. Par la suite, les Fumélois s'enhardirent, mettant à leur actif quelques belles attaques non sans subir à leur tour celles de leurs adversaires. C'est d'ailleurs une d'elles qui devait amener le second essai. un arrêt magistral de Philippe Lopez permettait à Ortega d'entrer en possession de la balle. Celui-ci suivait le long de la touche et parvenait à marquer malgré l'opposition de la défense. C'est donc par 6 points à 0 que les Fumélois sont revenus vainqueurs. Le dimanche suivant, les Fumélois s'inclinèrent à Roquefort sur le score de 3 à 0. La formation qui avait effectué le déplacement était composée de : Lagiewski, Sistac, Lavayssière, Goch, Robert, Léal, Crayssac, Vallaperta, Delfargueil, Robert, Ubbiali, Lopez, Ortega et Lopez II. Lors des matchs retour, les Fumélois se qualifièrent aux dépens de Roquefort sur le score de 12 à 0. Fumel a en effet joué une de ses meilleures parties disputées depuis quelques années. La maîtrise, l'autorité avec lesquelles fut conduite cette importante rencontre laissent en effet la porte ouverte aux plus sérieux espoirs pour la poursuite de la compétition. À peine remis de leur victoire sur Roquefort, les Fumélois vont rencontrer Gaillac en quart de finale Honneur et perdirent en prolongation sur le score de 11 à 3 (sur le terrain de Valence d'Agen). Une nouvelle fois, Fumel a trouvé sur sa route un adversaire de taille qui lui a laissé peu de chances de poursuivre sa route. Gaillac, en effet, au gabarit imposant de ses avants, a monopolisé la balle et imposé son jeu presque tout au long de la partie. La fin du temps règlementaire devait voir les deux équipes terminer à égalité : 3-3. La première prolongation ne devait rien donner mais au cours de la seconde, les Tarnais prirent le large par deux essais. Reconnaissons toutefois que le meilleur a gagné. Mais il est non moins juste de dire que sans l'essai heureux de Cochen (Gaillac) à la cinquantième minute les Fumélois créaient la surprise du jour. Fumel contré en avants, ne put jamais desserrer l'emprise adverse. Partie courageuse de l'ensemble.

### Les années 1960: du Championnat Honneur à la montée en Nationale
Saison 1959-1960

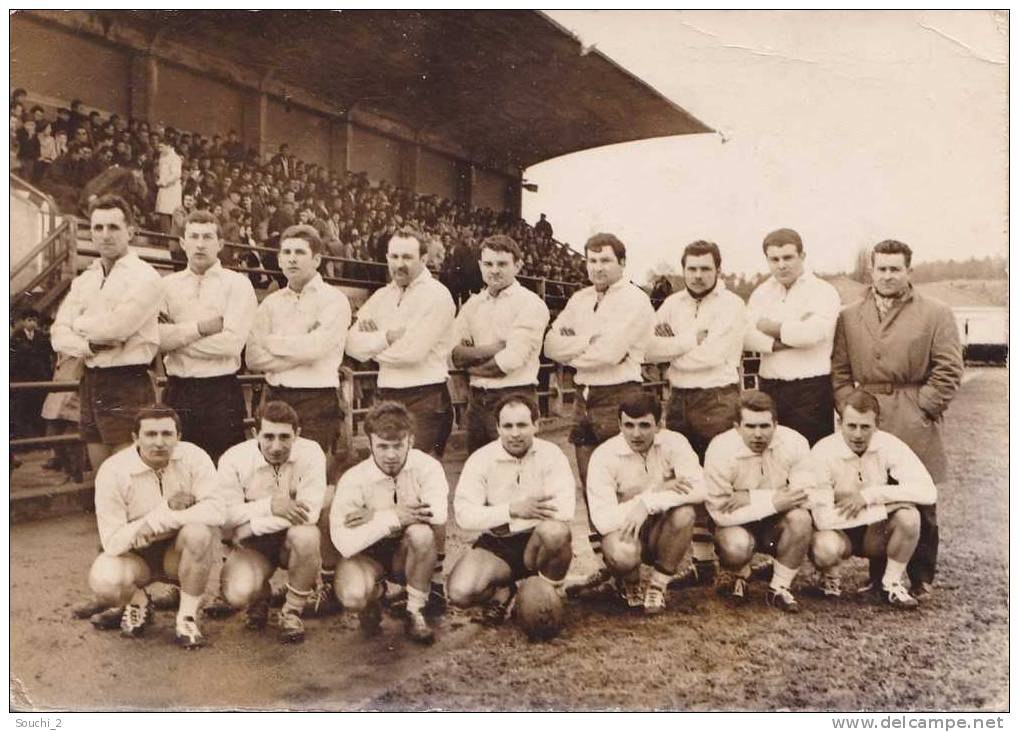
Fumel en 1962-1963.

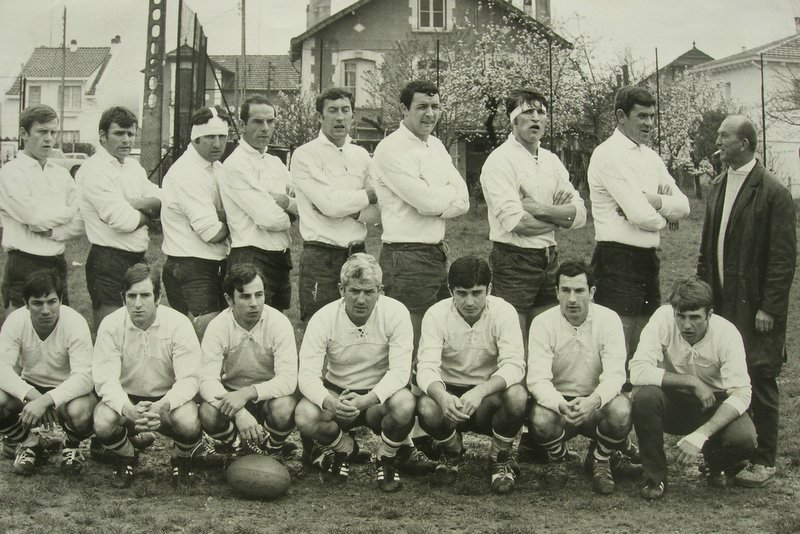
Fumel 1967.

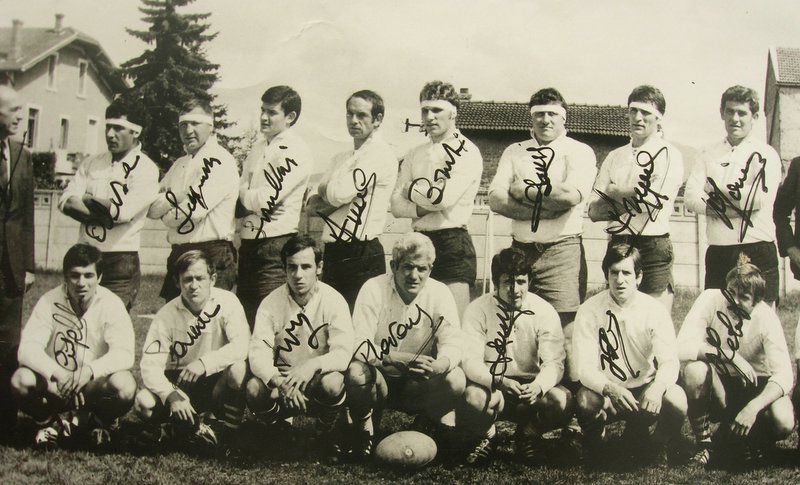
Fumel Vainqueur du Challenge de l'Espérance 1968.

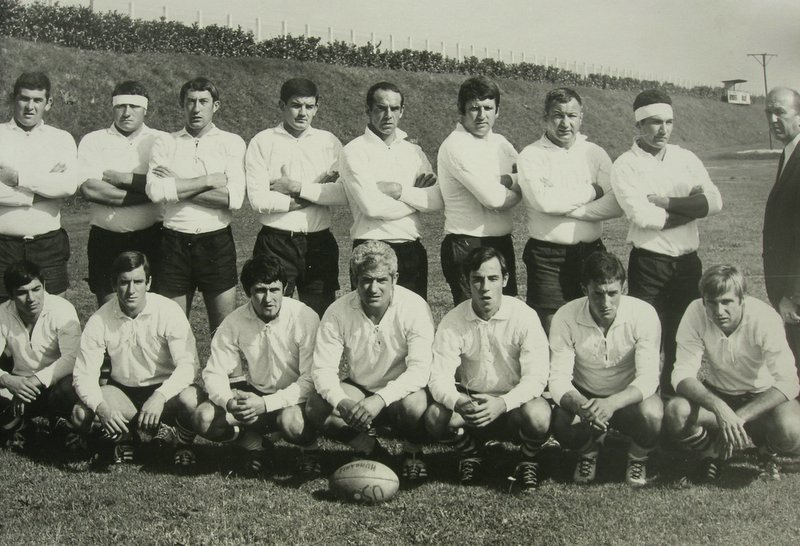
Fumel Dax 1969.

Les Fumélois disputeront le Championnat Honneur Périgord Agenais avec Le Bugue, Ribérac, Saint-Cyprien, Mussidan, Sarlat, Lalinde, Neuvic et Nérac. Le capital joueur dont disposa l'USFL a subi quelques changements. Le président est Guy Toussaint avec dans l'équipe dirigeante MM. Huillet, Asius, Macard, Leroux, Combes, Antic, Mannec, Martin, Bouillaguet, Maolla, Fronty, Lacubes, Calpena, Garcia, Sistac, Jonie, Sanchez, Seraphin, Delpech et Baillargues. Après le passage au XIII de Daguino et Lagiewski et la retraite de quelques anciens, l'USFL nouvelle formule a subi un profond remaniement à l'intersaison. C'est le jeune Delrieu qui fit l'an dernier une belle saison en équipe junior, qui eut la rude tâche de remplacer Delfarguiel, émigré à Brive au poste de demi d'ouverture. Parmi les Fumélois de l'époque : Sistac, Carneiro, Maury, Teixera, Alazar, Crayssac, Robert, Delrieu, Pintos, Rouqié, Vallaperta, Lopez, Ubiali et Gavrilof. Face à Saint-Cyprien, les Fumélois s'imposeront difficilement sur le score de 11 à 8 puis vaincront Lalinde sur le score de 6 à 0. Mais dans la Poule, les équipes de Sarlat et Mussidan vont dominer la saison.
Saison 1960-1961
Les Fumélois sont en Championnat Honneur Périgord Agenais avec Neuvic, Mussidan, Sarlat, Saint-Cyprien, Nérac, Ribérac, Lalinde, Casteljaloux et Eymet. Lors de l'ouverture de la saison au Parc des Sports, Fumel et Sarlat feront match nul 3 à 3. La formation fuméloise était composée de Vignals (arrière), Robert, Calassou, Morente, Ortega, Combes (o), Delrieu (m), Ito, Pintos, Filleul, Cakowski, Jaudinaud, Ceconato, Mauri et Carneiro. Après une défaite 5 à 0 à Casteljaloux, Fumel disposera de l'équipe de Neuvic sur le score de 6 à 0 avec deux pénalités de Winger. Puis deux victoires face à Saint-Cyprien (5 à 3) et face à Ribérac (6 à 5) permirent aux Fumélois de se retrouver 4e au classement derrière les équipes de Lalinde, Nérac et Neuvic. Une victoire face au leader Lalinde 5 à 3 et un match nul face à Nérac 3 à 3 puis une victoire face à Mussidan 3 à 0 permirent aux Fumélois de se maintenir dans le haut de tableau. Lors de la 13e journée de championnat, Fumel sera battu à Neuvic sur le score de 6 à 3. Ils réalisèrent devant leurs adversaires un match digne d'éloges, tant tous les équipiers mirent un point d'honneur à réaliser l'exploit. Celui-ci toutefois ne put avoir lieu. L'adversaire égalisa à un quart d'heure de la fin et s'imposa à la 83e minute sur une pénalité litigieuse. Malgré cette défaite imméritée, les Fumélois conservent au classement une excellente position pour une place qualificative qui ne saurait leur échapper. Fumel disposera ensuite de Ribérac sur le score de 23 à 3 (cinq essais de Cassan, Albino (2), Jaudinaud et Morente). Les Fumélois terminèrent à la 4e place avec 39 points derrière Lalinde (Champion d'Honneur P-A), Neuvic et Mussidan. Fumel fit partie des 64 clubs qualifiés pour le Championnat d'Honneur et se trouva dans la même poule que Pouillon (Côte d'Argent), Mauvezin (Armagnac-Bigorre) et Castelsarrasin. Lors du premier match à Castelsarrasin, les Fumélois seront défaits sur le score de 9 à 5 puis disposeront de Pouillon sur le score de 13 à 0 mais s'inclinera face à Mauvezin terminant là leur saison. Avant l'été, l'USFL formera son bureau. Le président est M. Guy Toussaint, le président adjoint est Me Huillet, et les Vice-présidents sont MM. Asius, Macard, Lacombe, Bernard et Fronty. Les 19-20 et 21 avril eut lieu au Parc des Sports Henri Cavallier une très grande manifestation sportive sous la présidence de MM. Aurin, Lamothe, Kaichinger, Wehrlé et Dufour. Basket, football, rugby et tennis furent à l'honneur pendant 3 jours. Les joueurs issus de la Briquetterie et de la SMMP s'affrontèrent en toute amitié.
Saison 1962-1963

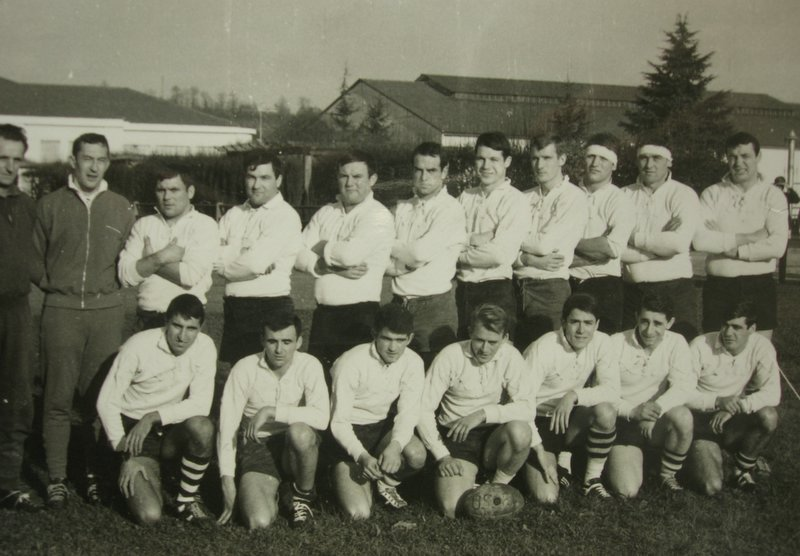
Fumel Saison 1966

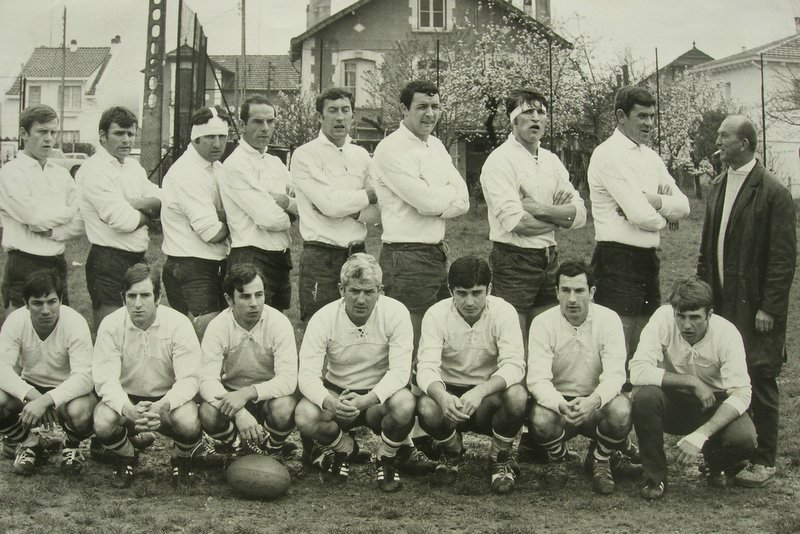
USFL en 1967.

L'équipe est composée de Curie, Robert, Crayssac, Jaudinaud, Alazrd, Carneiro, Darquié, Texera, Maurice, Lopez, Delrieu, Silva, Falga, Plages et Ubbiali. Les Fumélois se renforcent au niveau de l'équipe dirigeante. C'est l'arrivée du Docteur Guy Toussaint (Président), de M. Huillet. Jean Curie, 3e ligne, signe à Fumel et l'objectif des Fumélois est d'avoir un plan quinquennal en vue de l'accession à la division fédérale. Les Fumélois sont toujours en Honneur Périgord Agenais avec l'US Nérac, l'AS Passage, le RC Villeneuve XV, le Stade Sainte-Livrade, l'AS Miramont, l'US Lavardac-Barbaste et l'AS Eymet. Parmi les Fumélois de l'époque : Loup, Cassan, Ubilali, Maurice, Robert, Lopez, Plages, Boudou, Delrieu, Falga, Curie, Crayssac, Filleul, Alazard, Jaudinaud, Eito, Teixera, Belotti et Darquié. Après une très grande saison, les Fumélois se retrouvent en finale du Périgord Agenais face au CA Sarlat. Le match aller à Fumel fut un festival d'attaques et avec trois essais (Falga, Robert et Ubiali) les Fumélois s'imposeront sur le score de 16 à 3. Le match retour fut gagné par Sarlat sur le score de 8 à 3 mais au bénéfice du goal average les Fumélois furent sacrés Champion du PA. Les poules de 4 du championnat de France Honneur, virent les Fumélois affronter Saint-Céré Rugby, l'AS Eymet et des Ilets Montluçon. Les Fumélois après une dernière victoire face à Montluçon (42 à 9), furent qualifiés pour les huitièmes de finale où ils réussirent à battre le Rugby olympique Castelnaudary. Le match de la montée eut lieu sur le terrain de Châteauroux face au RC Compiègne. À l'issue d'un très grand match, les Fumélois l'emportèrent sur le score de 34 à 13. Ainsi après 13 années d'efforts méritoires et valeureux dans le Championnat Régional, le grand jour pour l'U.S. Fumel-Libos venait de sonner. Un accueil triomphal fut réservé aux Fumélois lors de l'arrivée du train spécial en gare de Libos. À 22h57, au moment d'entrer en gare, près de huit cents personnes qui avaient patiemment attendu l'arrivée des joueurs firent une véritable ovation aux Fumélois. On notait la présence du sénateur M. Jacques Bordeneuve, M. Kléber Thoueilles (Maire de Monsempron-Libos). En quart de finale les Fumélois méconnaissables sombrèrent face au landais de l'US Roquefort le futur vice-champion. La montée en 3e division sera l'occasion de l'arrivée d'André Melet (ex-entraîneur de Cahors) en tant qu'entraîneur de l'USFL.
Saison 1963-1964
Les Fumélois sont en Troisième Division avec dans leur poule les équipes d'Argentat, de Viviez, de Blagnac, de Issoire et de Grenade. Les Fumélois de l'équipe sont : Texeira, Darquié, Carneiro, Cassang,Vergnolles, Sassi, Robert, Mouly, Capelli, Fabre, Falga, Ubbiali, Ladhui, Plages, Maurice. Parmi les nouveaux visages, Gérard Ladhui est devenu très rapidement un des plus familiers. Il fut formé dans les rangs de CA Villeneuvois. Après deux saisons passées à Agen et Bergerac, Gérard Ladhui fut une très bonne recrue pour l'USFL. (quelques résultats à Fumel : Fumel bat Argentat 3 à 0, Fumel bat Issoire 33 à 8, Fumel bat Blagnac 6 à 0, Fumel bat Viviez 13 à 0, Fumel bat Grenade 9 à 3). En seizième de finale, à Vierzon, Fumel dispose de Saint-Denis sur le score de 12 à 0 avec 3 essais de Maurice, Mouly et Sassi. En Huitième de finale, à Marmande, Fumel s'impose difficilement face à Salles sur le score de 5 à 3. En quart de finale, sur le terrain de Castelnaudary, les Fumélois vont affronter Saint-Saturnin. Vainqueurs, c'est la montée en Deuxième Division qui peut avoir des grandes répercussions. Renversant tous les pronostics, le quinze fumélois, en grande équipe, battra au terme d'une rencontre très spectaculaire, le grand favori de ce championnat sur le score de 16 à 10 (avec un essai de Darquié à la 77e). Ce match à suspens a été vécu, et surtout fini, dans l'enthousiasme délirant des supporteurs fumélois qui très nombreux avaient tenu à accompagner leur équipe. En demi-finale, face à Valence d'Agen les Fumélois s'inclineront sur le score de 11 à 9. On jouait les arrêts de jeu normaux lorsqu'un recentrage de l'ailier valencien Larrat était repris par le talonneur Pascual qui servait le deuxième ligne qui s'écroulait dans l'en-but. Vingt ans après avoir joué les « premiers grands rôles », l'USFL a repris sa place dans l'antichambre de la Nationale. Lorsqu'en 1945, le Sporting-Union Agenais décrocha son second titre de Champion de France en battant le FC Lourdes, il avait trouvé sur sa route l'USFL qu'il avait battue, sur le stade des Ponts-Jumeaux au terme d'une rencontre difficile. Ce fait « historique » étant simplement rappelé pour bien souligner que les Fumélois ne sont pas des nouveaux venus parmi les grands du rugby français et que leurs ambitions nouvelles s'appuient sur des bases solides. Les qualités et les mérites de l'arrière Ladhuie, des ailiers Mouly et Maurice, des centres Boudou, Plages et Lopez, de l'ouvreur Ubbiali et de son « complice » Bertin, de la triplette Curie, Robert, Mouly, de la seconde ligne Sassi, Vergnolles ou de ces messieurs des « fauteuils » d'orchestre Texeira, Darquié et Carneiro.
Saison 1964-1965
Les Fumélois sont en Deuxième Division avec dans leur poule les équipes de Bagnères, Valence d'Agen, Pamiers, Castelsarrasin, Ussel, Bort et Moissac. Les Fumélois de la saison 1964-1965 : Carneiro, Darquié, Delbourg, Sassi, Crayssac, Curie, Robert, Filleul, Thomas, Constanti, Ubbiali, Mouly, Plages, Boudou, Maurice, Massoure, Ladhui. Après avoir lutté avec des fortunes diverses durant de longues années dans le championnat honneur régional, les Fumélois sont en deuxième division avec une équipe dirigeante renforcée : Président Docteur Guy Toussaint, Président Délégué Maître A. Huillet et MM. Duffour, Villard, Audeguis, Antic, Asius, Vissol, Macard, Garrigue, Issandou, Lacombe, Léger, Gabriel, Belmon, Labrou, Roussille, Coustou. Lors du match d'ouverture face à Cahors, un nouveau venu dans le XV fumélois : Jean-Claude Thomas. Il opèrera au poste de troisième ligne. En octobre 1964, le premier match opposa les Fumélois à Bagnères et se termina sur un match nul 3 à 3. Face à Moissac, Fumel l'emporta 6 à 3, puis s'inclina face à Valence d'Agen sur le score de 14 à 11. Après un nouveau match nul à domicile face à Castelsarrasin sur le score de 0 à 0, Fumel s'imposa à Ussel sur le score de 17 à 3. À la fin des matchs aller, les Fumélois se trouvèrent en deuxième position derrière Pamiers et se qualifieront à l'issue des matchs retour.
Saison 1965-1966
En deuxième division, les Fumélois sont dans la même poule que Saint-Girons SC, le stade saint-gaudinois, le stade hendayais, le Stade Lavelanet, le stade Bagnères de Bigorre, le SA Mauléon et le FC Oloron. 

Parmi les Fumélois de l'époque : Carneiro, Darquié, Delbourg, Caujolle, Miorin, Arnoul, Curie, Mouly, Robert, Delrieu, Ubiali, Falga, Capelli et Thomas. Les Fumélois se qualifièrent pour les seizièmes de finale mais seront vaincus par CA Castelsarrasin. Cependant ils parviendront en finale du Challenge de l'Essor et s'inclineront sur le score de 9 à 5 face à l'UA Gaillac.
Saison 1966-1967
Les Fumélois sont toujours en deuxième division et sont dans la même poule que le GS Figeac, l'UA Gaillac, CA Sarlat, AS Bort, US Nérac, US Bergerac et RC Guéret.

Après des victoires face à Bort (19 à 3), Guéret (22 à 0) et Sarlat (13 à 0), les Fumélois se qualifient pour les seizièmes de finale de deuxième division. 

Pour leur premier seizième de finale, les Fumélois sont tombés la tête haute face au CA Castelsarrasin (sur le terrain de Marmande) sur le score de 6 à 5. Ils ont perdu un match qu'ils auraient pu eux aussi remporter s'ils avaient su concrétiser leur domination en première mi-temps.

Le dimanche suivant, les Fumélois s'inclineront de nouveau en finale du Challenge de l'Essor face à l'US Bergerac toujours sur le terrain de Marmande. Parmi les Fumélois de l'époque : Constanty, Carneiro, Rigal, Grimaud, Roudil, Capelli, Miorin, Caujolle, Thomas, Boni, Fitte, Filleul et Morente.
Saison 1967-1968
Après avoir échoué pour la montée face au CA Castelsarrasin en 1966, les Fumélois avec leur entraîneur André Melet parviendront à monter en première division à la fin de cette saison  1967-1968.

En effet, avec l'arrivée de Roland Lavau (en provenance de Cahors), en 1967, le club bénéficie d'un système de jeu « vif argent ». 

En mai 68, les yeux des Fumélois étaient tournés vers Bergerac où une lutte fratricide allait opposer le quinze fumélois à l'US Marmande pour le match de la montée en Division Nationale. Dans le camp marmandais entraîné par Grimaud, on comptait beaucoup sur l'étoile montante d'un certain Moretti. Chez les Fumélois, la présence au poste d'ouvreur du fils de l'entraîneur marmandais posa quelques problèmes chez certains esprits chagrins. Achille Grimaud allait balayer tous les doutes et en vrai sportif allait largement participer à la victoire de son équipe. 

Par 9 à 3, le quinze fumélois s'ouvrait les portes de la Nationale où elle allait se maintenir durant six ans. Une période faste allait démarrer.

En quart de finale les Fumélois battront l'Étoile Sportive Gimont sur le terrain du Stade Armandie à Agen. Enfin la demi-finale à Arcachon face à Saint-Jean-de-Luz olympique rugby fut exceptionnelle. Les Fumélois s'inclineront en prolongation après avoir eu plusieurs fois l'occasion de l'emporter menant même 16 à 11 à 5 minutes de la fin. Parmi les Fumélois de l'époque : Thomas, Miorin, Arnoul, Robert, Filleul, Lavau, Amorena, Grimaud, Melet, Kong, Roudil, Capelli, Crayssac
Saison 1968-1969
Ce sont les grands débuts de l'USFL en première division qui est constituée de huit groupes de huit clubs, soit 64 clubs au total. À l'issue de la phase qualificative, les quatre premières équipes de chaque groupe sont qualifiées pour les 1/16e de finale. L'épreuve se poursuit ensuite par élimination sur un match à chaque tour. Dans leur poule, les Fumélois affrontent les équipes de Dax (avec Bastiat et Dourthe), Vichy, Montauban, Saint-Claude (avec Roland Crancée), le Racing club de France, Dijon, et Montlucon. À Fumel, à l'issue d'un très grand match les Fumélois battent Montauban 5 à 3 avec un essai magnifique de Melet devant une foule record. Les Fumélois évitent la descente après avoir battu Montlucon et fait match nul avec Dijon. Ils terminèrent à la 7e place devant Montluçon. Couronnement d'une brillante saison, le quinze fumélois disposeront de Carmaux en quart de finale du Challenge de l'Espérance. À Aurillac, les Fumélois affrontèrent la redoutable équipe de La Rochelle. Deux pénalités de Boreski eurent raison du pack rochelais et c'est en toute justice que les Fumélois jouèrent la finale du Challenge de l'Espérance. Le 4 mai 1969, sur le terrain de Romans (Isère) les Fumélois furent opposés au TOEC. Renversant tous les pronostics, et ceci le plus logiquement du monde, les Fumélois s'imposeront sur le score de 10 à 3 (Deux essais de Lavau et Roudil et deux transformations de Boreski). Ceci constitua un exploit puisque cette victoire se situa au terme de la première saison des Fumélois en Division Nationale. Pour les responsables, pour les supporters, pour les joueurs, ce fut l'apothéose d'une saison. Ce fut la récompense des nombreux efforts. Lors de ce match, la fraîcheur des Fumélois prévalut. Elie Cester (international qui jouait au TOEC) résumait d'ailleurs parfaitement la situation après la rencontre. « Vous étiez moins fatigués que nous, c'est pourquoi vous avez gagné ! » a-t-il déclaré aux Fumélois. Les 17 et 18 mai 1969, eu lieu la fête du Rugby. Lors d'un match de gala, le SU Agen remporta la rencontre face aux Fumélois sur le score de 35 à 24. Ce match fut joué sous le signe de l'amitié. Les Fumélois qui remportèrent le Challenge de l'Espérance étaient : Kong, Capelli, Simonelli, Lagiewski, Garcia, Sassi, Boreski, Filleul, Anould, Miorin, Lavau, Paillet, Roudil, Melet, Albesa.
Saison 1969-1970
Les Fumélois sont en première division et ont dans leur poule les équipes de Dax, Chalon, La Voulte, Aurillac, Tulle, Avignon et Tyrosse. Les Fumélois de l'époque : Lavau, Falga, Dubreuil, Rigal, Melet, Casanova, Capelli, Bouydron, Roudil, Garcia, Calvo, Grimaud, Paillet, Pailhes, Kong, Simonelli, Robert, Pardies, Filleul, Boreski, Plassin, Belotti, Arnoul, Miorin, Rassié, Franzinetti, Sassi, Crayssac, Puyoo, Lagiewski, Albesa, Barbance, Geoffre, Echeverria (entraîneur : Roland Lavau - Conseiller technique : André Mélet). À Fumel, pour le premier match de la saison en challenge de l'espérant, les Fumélois s'imposeront face à Tyrosse sur le score de 16 à 11 (quatre essais de Melet, Puyoo, Calvo (2)). En championnat ils seront défaits à Tyrosse 16 à 5, à La Voulte sur le score de 28 à 13. À Fumel, l'US Dax s'imposa sur le score de 16 à 6 avec 4 essais de Dourthe (2), Arrieumerlou et Laborde. L'équipe de Fumel était composée de Lavau, Melet, Calvo, Garcia, Roudil, Paillet, Kong, Filleul, Arassus, Duclos, Arnoul, Rassié, Puyoo, Albesa et Sassi. Dès le mois de Janvier 1970, les Fumélois vont perdre à Chalon sur le score de 11 à 6 puis à Aurillac sur le score de 8 à 3. Ils vont ensuite vivre un grand événement avec la venue de La Voulte au Stade Herni Cavallier. Après un match âpre, deux buts de Capelli mirent La Voulte KO. La Voulte comptait alors dans ses rangs les frères Cambérabéro (internationaux), Faillon, Savitsky et Courtial. En fin de saison, les Fumélois s'imposeront à domicile face à Avignon sur le score de 20 à 5 (cinq essais de Moumen, Melet, Capelli, Arnoul et Roudil). Il était important contre La Voulte de ne pas céder à la tentation de prendre des risques sachant bien que cela aurait servi l'adversaire et que Guy Camberabero l'aurait pas manqué de faire des siennes à l'aide de son coup de pied meurtrier. Sur le vu de la première mi-temps, La Voulte aurait mérité de l'emporter. Mais il y eut la seconde ! Et là les rôles furent inversés. Les avants fumélois qui n'avaient pas le match en mains jusqu'alors, se montrèrent plus énergiques et la pression fuméloise se fit plus nette et un but de Capelli sella la victoire. Puis les Fumélois vont vaincre à domicile Tyrosse sur le score de 3 à 0 (un essai Roudil). La saison s'acheva avec une défaite à Tulle sur score de 11 à 3. Dax termina premier de la poule devant La Voulte et Avignon. Les Fumélois terminèrent 6e avec 26 points devant Aurillac et Chalon. La fin de la saison fut un moment très douloureux avec la mort d’André Mélet. Il comptait parmi ces êtres d'exception qui, dès qu'on les approche forcent l'estime et l'amitié. À 52 ans, il avait conservé la puissance physique et l'enthousiasme du jeune champion qu'il avait su rester.

### Les années 1970: la première division
Saison 1970-1971

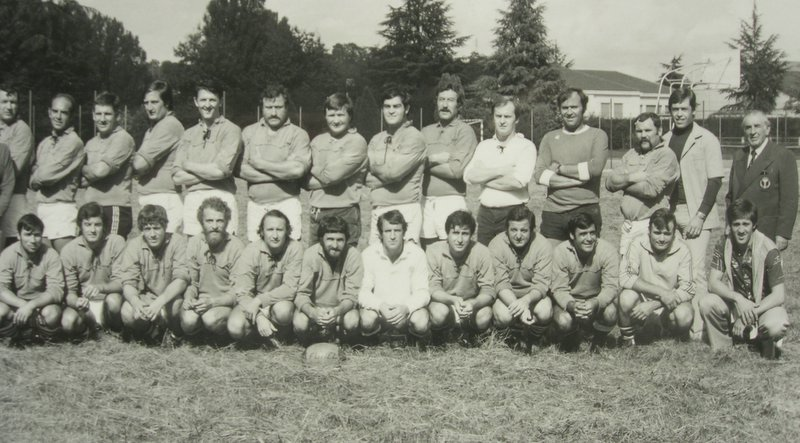
Équipe Fumel Début des années 1970.

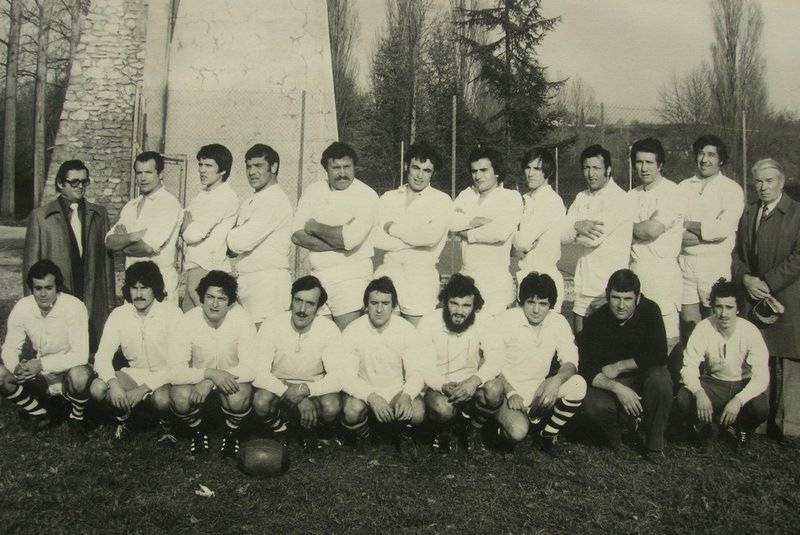
Fumel Saison 1974-1975 Deuxième division.

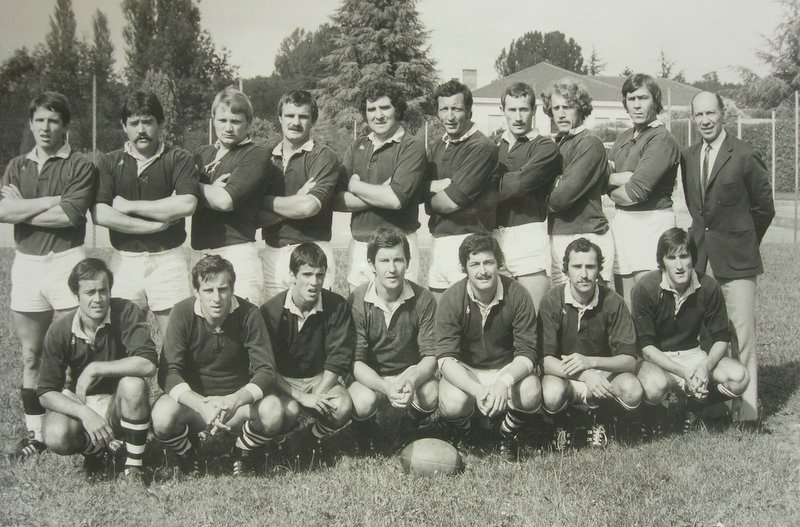
Équipe Fumel Saison 1976.

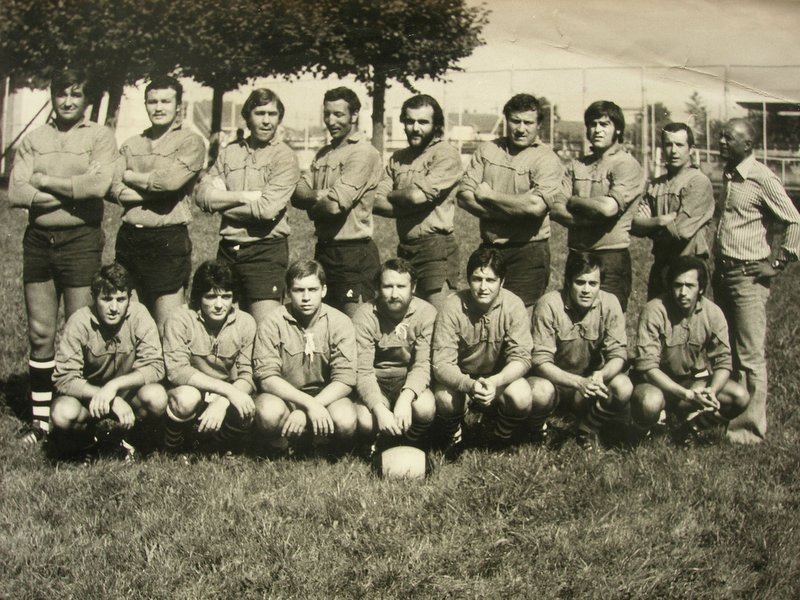
Équipe Fumel Saison 1977.

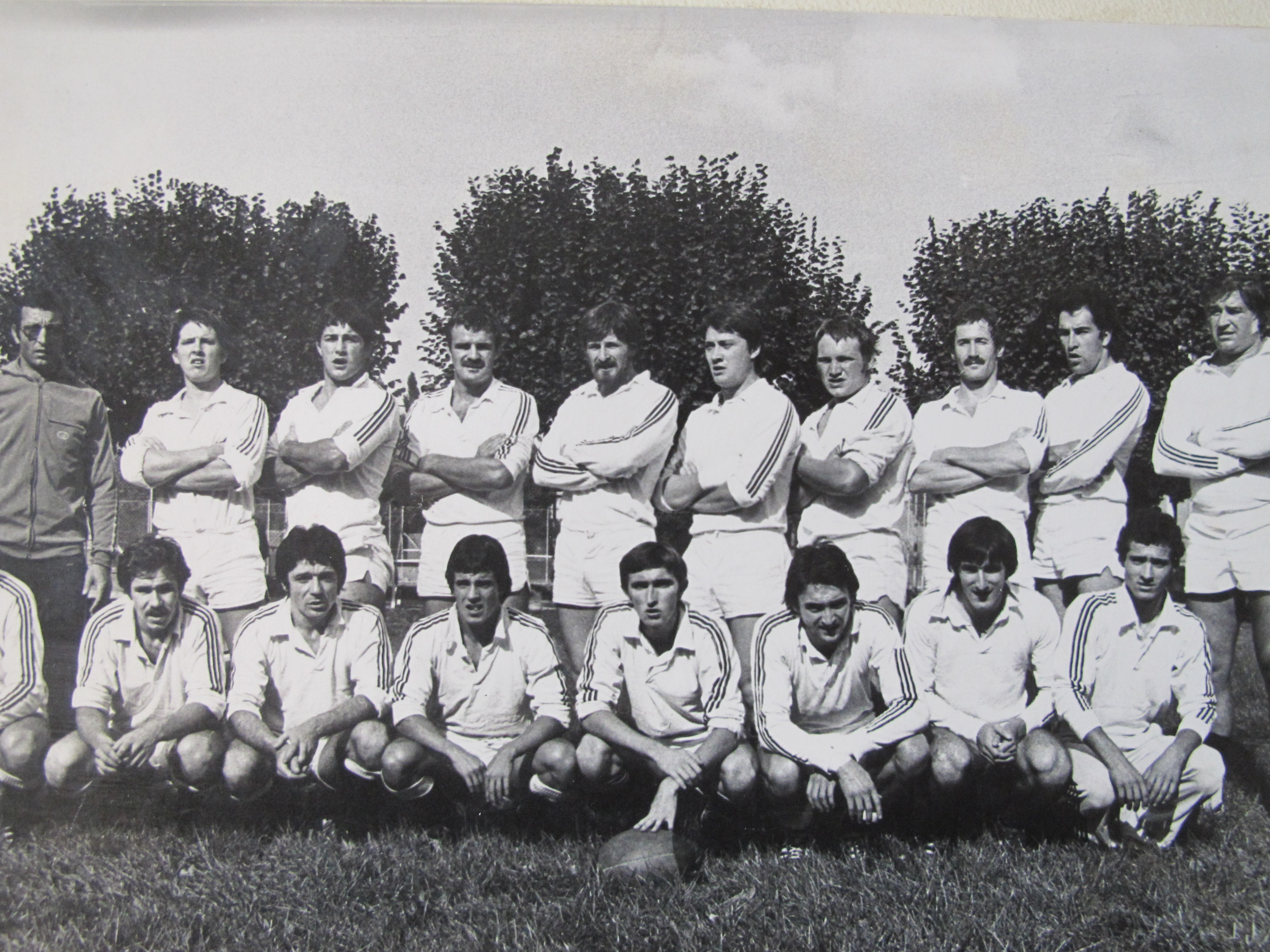
Équipe Fumel Saison 1979.

Le président de l'USFL est Roger Dubieff et le vice-président est Maître Huillet. Les Fumélois sont dans le Championnat de France 1re Division avec : CA Brive, Castres olympique, Sporting club graulhetois, FC Lourdes, Boucau Tarnos stade, Condom, Union sportive carmausine. Parmi les Fumélois de l'époque : Pailhes, Casanova, Calvo, Corpel, Bales, Chambanneau, Kong, Moumen, Belotti, Abad, Boreski, Rassié, Franzinetti, Poiret, Torressan, Puyoo, Crayssac, Albesa, Moron et Barbance. Les Fumélois réalisèrent un début de championnat très prometteur avec en particulier une victoire sur le FC Lourdes sur le score de 9 à 8 (deux essais de Moumen et Corpel et un drop de Corpel). Pour ce match face à Lourdes, la composition du XV fumélois était la suivante : Paillet, Capelli, Pérez, Biasini, Corpel, Calvo (o), Kong (m), Moumen, Filleul, Pardies, Rassie, Franzinetti, Sassi, Puyoo et Albesa. Puis, après un match nul à Condom (6 à 6), les Fumélois seront défaits à domicile par le CA Brive sur le score de 21 à 9. Malgré une victoire face à Castres, les Fumélois vont perdre face à Graulhet. Heureusement une belle victoire face à Chalon (23 à 9) et deux autres face à Périgueux (12 à 10) et Oyonnax (6 à 0) permettront à l'USFL de terminer 7e juste devant Oyonnax et donc de se maintenir. Lors de cette saison, les Fumélois seront remarquables en Challenge de l'Espérance. En effet, sur le terrain de Marmande, ils vont s'imposer magistralement face aux landais de Soustons sur le score de 18 à 9. Une semaine plus tard, toujours sur le terrain de Marmande, ils vont également s'imposer face à l'équipe de Beaumont de Lomagne sur le score de 11 à 9. La demi-finale aura lieu sur le terrain de Bergerac et les Fumélois seront opposés aux redoutables Rochelais. Ils réaliseront un très grand match et s'imposeront sur le score de 17 à 6 sans trembler. Enfin face à Dijon, en finale, les Fumélois remporteront pour la deuxième fois le challenge de l'Espérance et s'imposeront sur le score de 18 à 14 sur le terrain de Limoges. La fin de la saison fut exceptionnelle et consolidera l'USFL parmi les clubs de l'élite du rugby français.
Saison 1971-1972
Les Fumélois sont dans le championnat de France 1re division avec : CA Brive, USA Perpignan, Stade dijonnais Côte D'Or, Aviron bayonnais, CA Périgueux, Racing club chalonnais, Oyonnax rugby. Les Fumélois seront opposés à Bayonne et ses internationaux (Iraçabal, Dospital et Duprat). L'équipe qui reçut Bayonne au stade Henri-Cavallier était composée de : Pailhès, Casanova, Pérez, Corpel, Frecheville, Chambanneau (o), Kong (m), Demarchi, Belotti, Moumen, Rassié, Franzinetti, Sassi, Albesa et Mazak. Les Fumélois se déplacèrent à Oyonnax et subirent une défaite 16 à 7. Lors des matchs retour, la rencontre Fumel-Brive au stade Henri-Cavallier fut grandiose. Un essai de plus de 60 mètres du centre Perez sur un exploit de l'ailier Casanova permit aux Fumélois de mener 4 à 0 à la pause. Les avants fumélois bien enlevés par Titi Mazak, Antoine Rassié et Smaïl Moumen ont permis en gagnant quelques bonnes balles d'alerter leurs trois-quarts dans des conditions avantageuses. Mais réduits à 14, les Fumélois s'inclineront finalement sur le score de 14 à 4. Les brivistes comptaient dans leur rang : Fite, Merlaud, Genois, Rossignol, Yachvilli (le père de Dimitri), Puget, Puydebois, Roques et Marot. Le quinze fumélois de l'époque était composé de : Pailhès, Castets, Pérez, Casanova, Mouly, Chambanneau (0), Roudil (m), Moumen, Rassié, Boreski, Franzinetti, Mazak, Crayssac, Garay & Sassi. Par la suite des victoires face à Périgueux, Oyonnax et Dijon permirent au Fumélois de se maintenir.
Saison 1972-1973
Les Fumélois sont dans le Championnat de France 1re division avec : Stade beaumontois Lomagne rugby, Entente sportive Avignon Saint-Saturnin, Stade toulousain, Racing club Vichy rugby, Union sportive carmausine, CA Périgueux, Union sportive cognaçaise et Fumel. Lors du 1er match de la poule les Fumélois iront à Toulouse au stade Ernest Wallon ; Le Stade toulousain battra Fumel sur le score 34 à 15 avec 2 essais de Bourgarel (28e et 60e), 1 essai de Skrela (42e), 1 essai de Laroussinié (63e)et 1 essai d'Azon (75e). Les Fumélois se contenteront d'un essai de Costes (81e). L'équipe fumélois pour ce premier match était composée de Delsol ; Picard, Pérez, Pierre, Frécheville ; Pailhés (o), Costes (m) ; Curie, Rassié, Moumen ; Franzinetti, Mazak ; Sassi, Geoffre et Labrande. Lors du match retour le 19 novembre 1972, ce fut un match d'anthologie. Fumel s'impose face au Stade Toulousain sur le score de 22 à 18 (Mi-temps : 12 à 9). Il y avait plus de 1 500 spectateurs ce jour-là. Trois essais fumélois furent marqués par Costes ; Rassié et Franzinetti. Cette équipe fuméloise était composée de Delsol ; Roudil, Casanova, Perez, Picard ; Pailhès (o), Costes (m) ; Farina, Rassié, Moumen ; Mazak, Franzinetti ; Sassi, Geoffre et Labrande. Le Stade Toulousain quant à lui était composé de Villepreux ; Jacomet, Laborie, Massat, O'Callaghan ; Bérot (o), Barrau (m) ; Skrela, Billière, Salut ; Laroussinié, Bariolet ; Garrigues, Brousse et Baron.
Saison 1973-1974
Le président de l'USFL est Guy Malardeau avec parmi les dirigeants : MM. Huillet, Lautié, Issandou, Pierre Malardeau, Beuvelot, Espagnol, Vissol, Gabriel, Labroue. Les Fumélois sont en groupe B avec Saint-Vincent de Tyrosse, Villeneuve s/lot, Saint-Jean-de-Luz, Peyrehorade, Quillan, Condom et Mérignac L'entraîneur est Jacky Gomis. En challenge de l'Espérance est dans la même poule qu'Aurillac, Bergerac, Gaillac et le SBUC. Après six années au cours desquelles le XV de Fumel-Libos a joué en Nationale, la saison 73-74 lui a été finalement fatale puisqu'à l'issue d'une noire série de contre-performances qui lui vit seulement gagner un match à domicile devant Quillan et deux exploits sans lendemain avec ses victoires à Tyrosse et Condom, allaient faire de lui la lanterne rouge de la poule. Seule la Coupe Jauréguy, aurait pu lui permettre de sauver sa saison. Is s'en fallut finalement de très peu. Romans, lui soufflant le maintien grâce à un goal-average plus favorable. Allait-on assister comme cela arrive souvent en période noire à une démission collective des forces vives du club ? Heureusement il n'en fut rien. Le Président Guy Malardeau restera au côté du club.
Saison 1974-1975
Retour en 2e Division - Les Fumélois sont dans la même poule que Gujan-Mestras, Libourne, Objat, Saint-Junien, Sainte-Foy-la-Grande, Sarlat et Saujon. Les Fumélois domineront de la tête et des épaules les phases de poule avec des victoires éclatantes face à Saint-Junien Gujan-Mestras. Seul Objat réussit à tenir tête aux Fumélois qui réaliseront une très grande saison. Cette année-là, un jeune demi de mêlée, Sartran, éclata au grand jour. Après avoir dans les phases éliminatoires battus aisément les équipes du TUC (à Castelsarrasin), d'Orléans, de Roanne (pour le match de la montée) et de Fleurance dans les rangs desquels jouait un certain Biemouret (à Armandie), les Fumélois échouent en 1/2 finale face à Carcassonne sur le score de 11 à 6 sur le terrain de Graulhet. Parmi les Fumélois de l'époque : Sartran, Casanova, Roudil, Maillard, Moumen, Rassié, Denis, Dubreuil, Pérez, Moumen, Rassié, Prieur, Gilis, Rossi et Labrande. Cette année-là, les Fumélois regagnent la première division en groupe B.
Saison 1975-1976
C'est le retour en 1re Division groupe B. Le président est Guy Malardeau et les ambitions du club sont importantes avec l'arrivée comme entraîneur de Jacky Gomis (grand troisième ligne qui a joué à l'USFL dans les années 1940). Les Fumélois évoluent alors avec Beaumont de Lomagne qui eut l'occasion dans le passé de voir des joueurs évoluer comme Max Barrau ou Jean-Pierre Rives. Dans leur poule les Fumélois seront opposés aux équipes de Saint-Claude, Langon, Castelsarrasin, Gaillac, Beaumont de Lomagne, Coarraze-Nay et Châteaurenard. Le début de saison sera réussi avec de très belles victoires (à l'extérieur à Chateaurenard) puis à domicile face à Beaumont. Par contre la fin de la saison sera plus difficile avec une défaite à domicile face à Coarraze-Nay. Néanmoins, les Fumélois arrivent à se maintenir.
Saison 1976-1977
L'USFL est toujours en groupe B avec les équipes d'Albi, Mérignac, Périgueux, Orthez, Oyonnax, Dijon et Carmaux. Là encore la saison sera très satisfaisante puisque les Fumélois s'imposeront à domicile face à toutes les équipes.
Saison 1978-1979
L'entraîneur est Jep Lacoste. Parmi les joueurs fumélois de l'époque : Estrada, Cluzeau, Rossi, Moumen, Cheyrou, Lagarde, Cabalet, Lataste, Sartran, Alicot, Perez, Cazor, Rassié, Sassi et Savinien. Les Fumélois sont dans le groupe B et dans la même poule qu'Angoulême, Saint-Girons, Lombez-Samatan, Peyrehorade, Vichy, Montchanin, Dijon, Voiron et La Teste. Fumel s'impose face à Peyrehorade (17 à 9), puis Dijon (29 à 6), puis Voiron (35 à 15), puis La Teste (11 à 6) et Saint-Girons (23 à 3). Les Fumélois terminèrent 8e de leur poule juste devant Dijon et Voiron.
Saison 1979-1980
Les Fumélois sont en groupe B avec Albi, Carmaux, Lombez-Samatan, Lannemezan, Rodez, Vic-Bigorre, Gaillac, Sarlat et Castelnaudary. Dans l'effectif on compte Fouriscot, Alicot, Lataste, Choy, Rossi, Estrada, Terrières, Marcati, Gilis, Perez, Rassié et Clavières. Fumel remporte de très belles victoires à domicile en particulier face à Albi, alors leader sur le score de 21 à 11. Ils se qualifièrent pour les 16e de finale. Sur le terrain de Villeneuve sur Lot, les Fumélois furent opposés à Marmande. Il y avait la foule des grands jours à Villeneuve. D'entrée de jeu, les marmandais ont fait honneur à leur excellent classement après les matchs de poule et marquèrent deux essais par Moretti et Derrien. En seconde mi-temps, les Fumélois vont faire le forcing. Trois pénalités de Fouriscot ne suffiront pas et les Fumélois s'inclinèrent sur le score de 13 à 9.

### Les années 1980: le groupe B

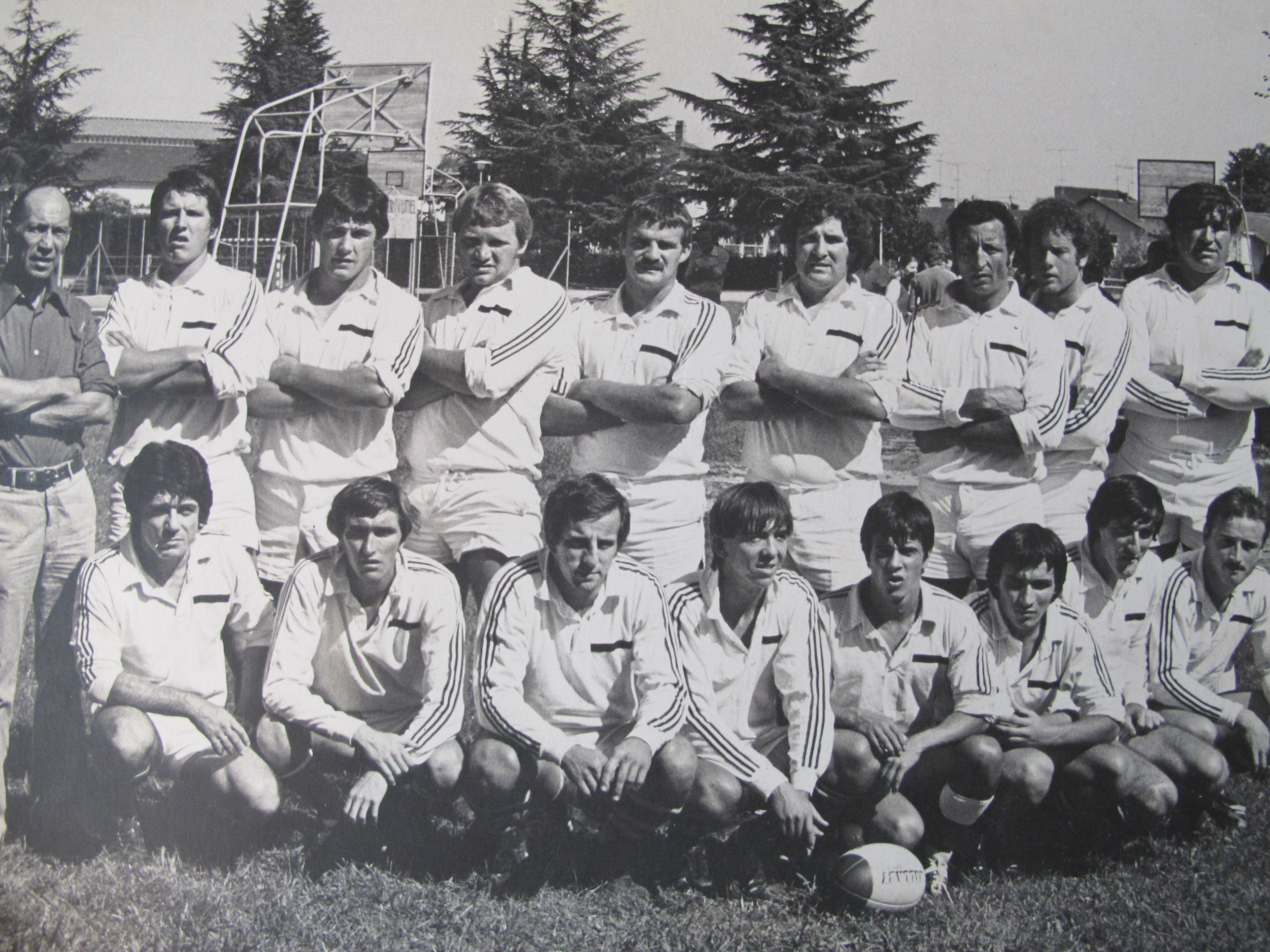
Équipe Fumel Saison 1980.

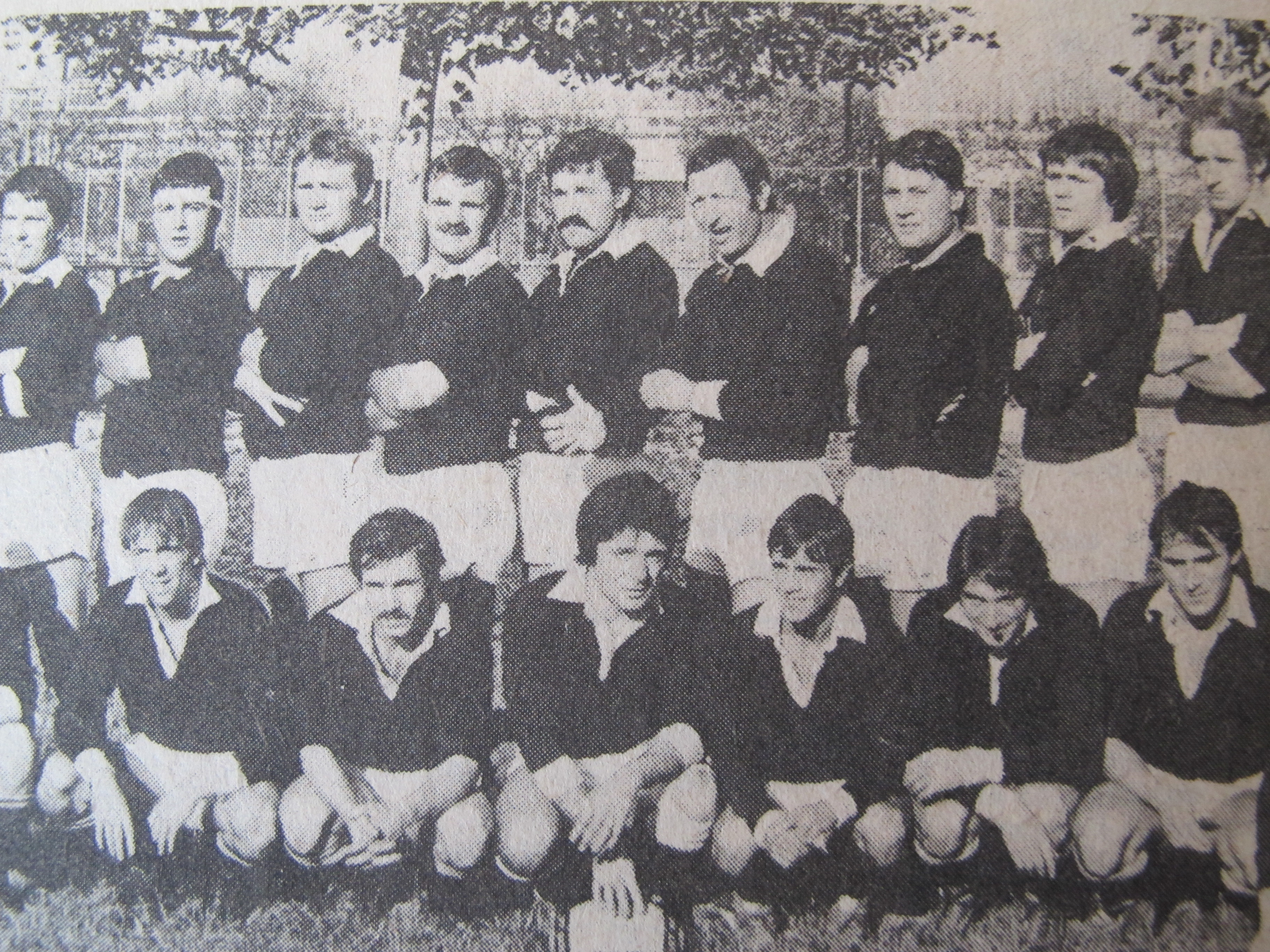
Équipe Fumel 1981.

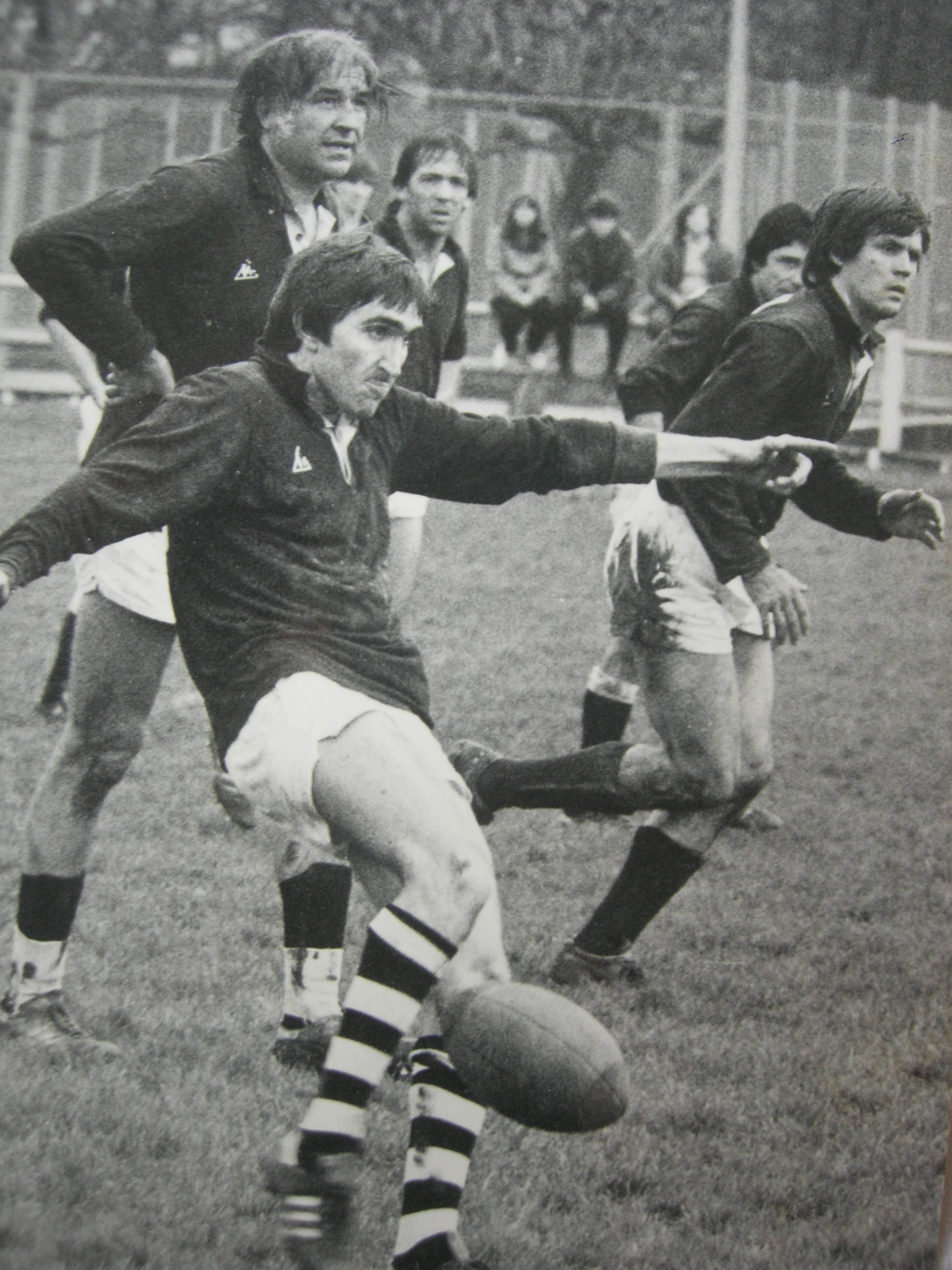
Équipe Fumel Estrada, Rassié et Dugué années 1980.

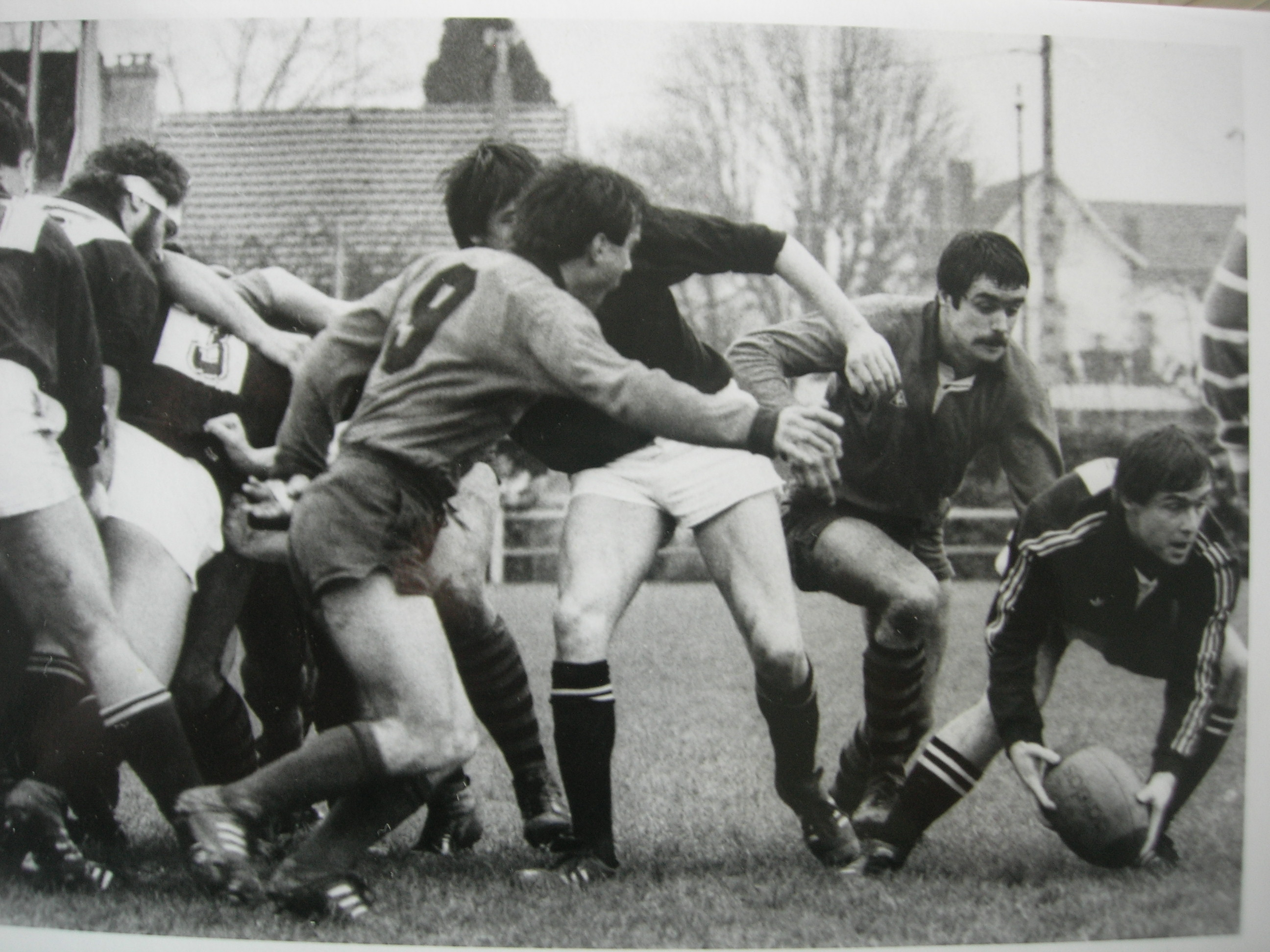
Match Fumel Le Port 1985.

Les années 1980 voient des hommes marquer les annales du club. Ils ont pour nom Smaïl Moumen, entraîneur de 1980 à 1984, James Carles, Jacques Alicot, qui permet au club de réaliser une saison inoubliable avec un retour en groupe B tant attendu, puis petit passage à vide, Fumel se retrouve en deuxième division et le président est M. Saccarrère. Philippe Dugue est nommé entraîneur (1987). L'équipe se maintient en deuxième division durant six saisons. Max Martin succède à M. Saccarrère (1989), Moumen et Estrada sont entraîneurs
Saison 1980-1981
Les Fumélois sont en groupe B avec Cognac, Decazeville, Limoges, Mérignac, Niort, Rodez, Sainte-Foy-la-Grande, Racing Club de France et La Teste. Dans l'effectif il y a Estrada, Faucher, Perez, Graulout, Périé, Cabalet, Lataste, Cheyrou, Clavières, Duguet, Rassié, Bousquet, Marcati, Gilis et Rossi. Après une phase de poule très réussie, les Fumélois se qualifièrent pour les seizièmes de finale. À Périgueux, ils vaincront Limoges 10 à 3 puis en huitième de finale ils battront Rodez sur le terrain d'Aurillac sur le score de 15 à 6. Les quarts de finale seront joués à Périgueux. Face à Montauban, les Fumélois vont rêver de la montée en groupe A. Mais fatigués par leur match face à Rodez, ils seront éliminés sur le score de 7 à 0 devant plus de 1700 spectateurs. Les Fumélois pour le match face à Montauban étaient : Estrada, E. Graulout, Pérez, D. Graulout, Périé, Cabalet (0), Lataste (m), Cheyrou, Verhoeven, Duguet, Rassié, Bousquet, Marcati, Gilis et Rossi.
Saison 1981-1982
Les Fumélois sont en groupe B avec Cahors, Orléans, le PUC, le Racing club de France, Vichy, Limoges, Niort et Rodez. Dans l'effectif on compte Gilis, Rossi, Verhoven, Clavières, Lataste, Malardeau, Faucher, Graulout, Rassié, Estrada et Cabalet. Les Fumélois réaliseront un très grand match face au Racing qui à l'époque comptait dans ses rangs Lafond, Rousset, Destribats et Blanc. Le dernier match face au PUC gagné sur le score 17 à 4 permit aux Fumélois de sauver le maintien.
Saison 1982-1983
Les Fumélois sont en groupe B avec Périgueux, Marmande, Mérignac, Cahors, Niort, Langon, Limoges, Salles et Condom. Dans l'effectif on compte Estrada, Marès, Gilis, Laborde, Calvet, Terrières, Graulout, Périé, Cheyrou, Duguet, Rassié et Mazak. Les Fumélois descendront cette année-là après une mauvaise saison.
Saison 1983-1984
La poule de Fumel s'annonce particulièrement relevée. Les Fumélois sont en deuxième division avec le Stade Rodez, le Club athlétique Villeneuve-sur-Lot, l'US Carmaux, l'UA Gaillac, l'US Souillac, Stade Sainte-Livrade et l'Avenir olympique de Viviez.
Tous ces clubs constituent de vieilles connaissances et nombreux sont ceux ayant l'intention de jouer les premiers rôles.
En challenge de l'Essor, ce n'est guère plus facile puisque les Fumélois sont dans la poule de leurs voisins du Club athlétique Villeneuve-sur-Lot, de l'US Bergerac et de l'US l'Isle-Jourdain. Trois sud-africains vont rejoindre les rangs des Fumélois.
Il s'agit du pilier Brent Jordaan, du centre Low et du troisième ligne Cockrell. Dans l'effectif on compte Gleyze, Plance, Raffy, Bossuet, Estève, Mares, Faure, Labatut, Hernandez, Sassi, Rassié, Bousquet, Lopez, Laborde, Duguet, Skalesky, Bourdeix, Delmas, Calvet, Escande, F. et E. Malardeau, Estrada, Perrier, Graulout, Duluc, Togni, Lautié. L'entraîneur est James Carles. Le président de l'USFL est Guy Malardeau et le vice-président est André Lautié.
En début de saison, les Fumélois s'imposeront face à l'US Objat sur le score de 36 à 7 (cinq essais de Skaleski, Sassi, Jordaan, Lautié et Graulout), contre l'US Ussel les Fumélois sont vaincus sur le score de 13 à 6. Face à l'US Carmaux à domicile les Fumélois s'imposeront sur le score de 21 à 9 avec deux essais de Bourdeix et Graulout puis ils vaincront l'US Caussade sur le score de 26 à 12.

À la fin des matchs aller les Fumélois terminèrent à la 6e place avec 4 victoires et 5 défaites.

Lors de matchs retour, les Fumélois s'imposeront face au SC Decazeville (16 à 3), l'US Objat (19 à 6), l'US Ussel (22 à 3), l'US Souillac (12 à 6), l'US Terrasson (27 à 16) et terminèrent à la 4e place de la poule avec 10 victoires et 6 défaites derrière les équipes du SC Decazeville, de l'US Bergerac et de l'Avenir valencien.
Saison 1984-1985
Si en début de saison on ne donnait pas cher de la peau des Fumélois avec une phase aller souvent faite de petites victoires à l'arraché, la phase retour avec, il est vrai, un pack plus aguerri par les rentrées tardives de Rassié, Moussard, Jordaan et Heuer laissait apparaître un redressement sensible de la situation qui se soldait par une qualification obtenue à l'extérieur contre Caussade. Le président de l'USFL est Guy Malardeau et l'entraîneur est Jammes Carles. L'effectif fumélois est composé de E.Malardeau, Lautié, Perié, Graulout, Combes, Faucher, Duluc, Togni, Estrada, Calvet, Escande, F. Malardeau, Laborde, Dugué, Skalesky, Bourdeix, Delmas, Jordaan, Heuer, Rassié, Bousquet, Lopez, Raffy, Bossuet, Estève, Marès, Faure, Labatut, Hernandez, Sassi, Gleyze et Planche. La poule de l'USFL est composé de Decazeville, Bergerac, Ussel, Valence d'Agen, Souillac, Caussade, Terrasson, Carmaux, Objat. À Decazeville : Decazeville bat Fumel 22 à 6 (deux pénalités d'Estrada), puis à Fumel, Fumel bat Objat 36 à 7 (Cinq essais Skaleski, Sassi, Jordaan, Lautié, Graulout, deux pénalités et cinq transformations Estrada). Ensuite à Ussel : Ussel bat Fumel 13 à 6 puis Fumel bat Carmaux 21 à 9 puis Caussade 27 à 12 et Valence d'Agen 6 à 3. En de fin de saison, Fumel bat Ussel 22 à 3 (Cinq essais de Dugué, Bouteil, Graulout (2), Duluc) et bat Terrasson 27 à 16. Les Fumélois terminent 4e de la poule derrière Decazeville, Valence d'Agen et Bergerac. En Huitième de finale Challenge de l'Essor, à Port-Sainte-Marie, Fumel bat Sainte-Foy-La-Grande 12 à 7, en quart de finale à Mauvezin, Fumel bat Morlaas 10 à 3 (deux essais de Dugué et Skaleski, une transformation Estrada). En demi-Finale à Sainte-Foy-la-Grande, Fumel bat Valence d'Agen 15 à 3 (un essai de Skaleski, trois pénalités et une transformation Estrada)et enfin à en finale à Hagetmau, Fumel bat le CASG Paris par 14 à 13 avec deux essais de Laborde (30e) et Jordaan (50e) et deux pénalités Estrada (20e, 47e).
La puissance des avants lot-et-garonnais a lourdement pesé sur l'issue finale de cette rencontre. Battus devant, les Parisiens privés pour la plupart du temps des ballons, seront réduits à contre-attaquer les rares fois où la balle arrivera dans leurs mains. Ce sera le cas à deux minutes de la fin de la rencontre où une très dangereuse relance de l'arrière Crozat sera à deux doigts de faire basculer la rencontre. Victoire logique de Fumel compte tenu de l'emprise de ses avants.
Équipe victorieuse : 
 

1. Jordaan  2. Labatut  3. Moussard 

4. Heuer 5. Rassié 

6. Dugué 8. Skaleski  7. Laborde 

9. Calvet  10. Malardeau 

11. Duluc 12. Graulout 13. Lautié  14. Faucher 

15. Estrada 

le quinze fumélois était composé de : Estrada ; Faucher, Lautié, Collado, Duluc, (o) Malardeau, (m) Calvet ; Skaleski, Laborde, Dugué (capitaine) ; Miorin, Heuer ; Moussard, Labatut, Jordaan. La puissance des avants lot-et-garonnais a lourdement pesé sur l'issue finale de cette rencontre. Battus devant, les Parisiens privés la plupart du temps des ballons, seront réduits à contre-attaquer les rares fois où la balle arrivera dans leurs mains. Ce sera le cas à deux minutes de la fin de la rencontre où une très dangereuse relance de l'arrière Crozat sera à deux doigts de faire basculer la rencontre. Victoire logique de Fumel compte tenu de l'emprise de ses avants. Les lignes arrières furent, hélas pratiquement réduites à la défensive. En championnat, en 32e de finale, sur le terrain de Castelsarrasin, les Fumélois vont rencontrer Gaillac le 14 avril 1985. lorsque l'arbitre siffla la mi-temps sur le score de 10 à 6 en faveur de Gaillac, tous les espoirs étaient encore permis dans le camp fumélois. Jusque-là en effet, jouant face à un vent violent qui soufflait dans l'axe du terrain, les avants noirs et blancs étaient certes dominés terriblement. Pourtant bien soudés autour de leurs tours de contrôle, le ballon était le plus souvent dans le camp lot-et-garonnais. Les Heuer, Jordaan, Moussard et consorts à grand coup de courage éloignaient sans trop de mal le danger. Certes dès la 10e minute l'excellent ouvreur Pont sur une touche favorable n'avait aucune peine à passer des 30 mètres le drop ouvrant ainsi la marque. Après la pause, vent dans le dos, les avants fumélois vont dominer. Une belle occasion d'essai sera manquée à la suite d'un regroupement tumultueux sur la ligne de Gaillac. Devant cette carence, Estrada va monter à l'ouverture et à la 67e minute portera le score à 10 à 9 sur pénalité. Ce sera le chant du cygne des Fumélois, qui complètement débordés par les attaques de Gaillac vont alors définitivement subir la rencontre. Le match basculera à la 72e minute en faveur des tarnais qui marqueront l'essai. Le score final fut de 16 à 9. La victoire ayant souri à la jeunesse et la vitalité des tarnais portés tout au long de la rencontre vers le grand large et l'esprit offensif de ses joueurs. Cette élimination prématurée des Fumélois et surprenante à plonger les dirigeants dans l'après saison. Après quinze ans de grands et loyaux services, Antoine Rassié s'en va. Comme au premier jour où il est arrivé à Fumel, Antoine Rassié a su rester lui-même vivant en accord avec son temps sans oublier que ses racines plongeaient profondément dans le sol séculaire de son petit village natal des Cabanes-de-Fleury à l'embouchure de l'Aude. D'Antoine Rassié, le président Malardeau qui aimait les hommes sérieux au travail et fidèle en amitié dit : « C'est une montagne qui n'a pas accouché d'une souris. Il a fait l'unanimité auprès des dirigeants, des joueurs et des supporters depuis la saison 1969-1970 où je l'ai fait venir à Fumel en ne lui proposant qu'une ambiance séduisante à laquelle a adhéré en même temps son épouse Cécile. Son goût de jouer a fait de lui un prestigieux serviteur du club, digne d'être cité en exemple aux jeunes. »
Saison 1985-1986
Fumel se retrouve en Deuxième division avec Sainte-Livrade, Rieumes, Castelsarrasin, Valence d'Agen, Port Sainte-Marie, Saint-Médard, Villeneuve sur Lot, Sainte-Foy la Grande et Moissac Les Fumélois comptent dans leur rang : Mercadie, E. Malardeau, Lautié, Alicot, D. Graulout, Ghislain & Vincent Faucher, Cabalet, Estrada, F. Malardeau, Dugué, D. Pozzer, Sassi, Bourdeix, Lopez, Jordaan, Fuynel, Marsant, Pio, Rossi, Escande et Delmas. L'entraîneur est Jacques Alicot. Parmi les belles victoires lors des phases de poule, il faut noter la victoire face à Valence d'Agen. Dès les premières minutes on sentit bien que Fumel allait se voir accuser par le leader de crime de lèse-majesté. En effet, dès la première mêlée, l'attelage valencien dut enclencher la marche arrière et dès les premières touches le jeune Miorin (qui deviendra international quelques années plus tard) fit admirer sa détente en captant les lancers à deux mains. Et comme Estrada enquillait dès la troisième minute de jeu, une pénalité des 51 mètres, on se prit rapidement à espérer. Finalement avec quatre pénalités d'Estrada, les Fumélois s'imposeront sur le score de 12 à 6. Les Fumélois terminèrent 2e de leur poule avec 11 victoires, 2 nuls et 5 défaites. Ils se qualifièrent pour les 32e de finale. Sur le terrain de Marmande, Fumel se défait de Saint Médard en Jalles sur le score de 18 à 18 (vainqueur au bénéfice de l'essai) puis après avoir battu L'Isle Jourdain en 16e de finale sur le score de 10 à 7, le Fumélois vont vaincre pour le match de la montée l'équipe de Mouguerre sur le score de 15 à 12 (au Bouscat). Les Basques, qui ne comptaient jusqu'à hier qu'une seule défaite ont complètement manqué la rencontre décisive. Si l'on excepte le drop initial d'Estrada qui répondait à une pénalité de Dirriberry dès la première minute, les points de Fumel ont été inscrits consécutivement à des erreurs plus ou moins grossières des Basques. À défaut d'être spectaculaire, le match a été engagé et indécis jusqu'au bout. L'équipe de la montée en Groupe B était composée de Rossi, Pio, Jordaan, Miorin, Pozzer, Marsand, Sassi, Bourdeix, Cabalet, Estrada, Faucher, Alicot, Graulout, Lautié et Mercadié. Les remplaçants étaient Gleyze, Lopez, Delams, Frare, Escande, Fabrice et Eric Malardeau. Sur le terrain de Souillac, en quart de finale, les Fumélois s'inclinent face à Decazeville sur le score de 9 à 3. Deux décisions discutables de l'arbitre et une chance insolente du côté des mineurs de Decazeville ont fait basculer le match à la 55e minute en faveur des Aveyronnais. Le succès de Decazeville n'est pourtant pas usurpé, ne serait-ce que sur la très nette domination territoriale exercée au cours de la première mi-temps grâce à une meilleure organisation de l'ensemble et à l'excellente distribution du jeu. Dans les vestiaires fumélois, c'était la frustration. Jacques Alicot (entraîneur) : « …Voyez comme c'est le rugby ! C'est le meilleur match que nous avons fait depuis les phases finales et on le perd. On a été secoués en début de match mais tout le monde s'est très bien repris. Après la montée, voilà que nous tombons en beauté, ce n'est déjà pas si mal ».
Saison 1986-1987
Fumel se trouve en groupe B avec Périgueux, La Rochelle, Orléans, Bergerac, Cognac, Marmande, Salles, Auch et Condom. Le départ du pilier sud-africain Brent Jordaan pour Grenoble et celui du seconde ligne Hugues Miorin qui a décidé de poursuivre sa carrière au Stade toulousain seront les pertes principales du XV fumélois à quelques heures de la clôture des mutations. Jérôme Collado en conctate avec le stade toulousain, Agen et brive et D. Bourdeix restent au club. Côté rentrée, mis à part l'arrivée du centre Maniaval (ex Fleurance) qui va prendre en charge les destinées de la Nationale B, on assiste surtout au retour au club de quelques joueurs qui avaient émigré ces dernières saisons. Ce sera le cas du troisième ligne Laborde (Belvès), du seconde ligne Pascal Pozzer (Marmande) et du pilier Bossuet (Saint-Front). Parmi les Fumélois de l'époque on trouve : E. Malardeau, C.Basset, Guettache, D. Graulout, V. Faucher, Alicot, Lautié, G. Faucher, Mayor, Périé, Estrada, F. Malardeau, Maniaval, Bourdeix, Sassi, P. Pozzer, Laborde, Frare, Marsand, Mangeas, Delmas, Delpon, Gleyze, Little, Marais, D. Pozzer, Gonzalez, Pio, Rossi, Fuynel, Lenzi, Bossuet, Antoine et Raffi (avec quelques juniors qui faisaient leur apparition, T.Bonnefond,S.Zacchia,JM.Lopez,D.Khaiza, J.Crayssac). En Espérance, les Fumélois sont dans la Poule 9 avec Le Boucau, Blagnac et Cognac. Pour la première affiche de championnat, les Fumélois se rendent à Marmande. Ils seront défaits sur le score de 13 à 6. Les marmandais durent attendre la 70e minute pour se débarrasser définitivement des Fumélois. Venus à Marmande sans trop se faire d'illusions, l'USFL est néanmoins parvenue à brouiller les cartes et rester au score à portée d'une pénalité ou d'un drop. À l'issue du match, le président Malardeau déclarait : « Le score prouve que l'on peut faire confiance aux joueurs. Il faut persévérer sur cette voie même si notre jeu, à défaut d'être aéré, n'en conserve pas moins le mérite de s'adapter aux conditions du moment ». Lors du match face à Marmande, le quinze fumélois était composé de Eric Malardeau, Lautié, Faucher, Maniaval, Mayor, Estrada (o), Fabrice Malardeau (m), Sassi, Pascal Pozzer, Bourdeix, Dominique Pozzer, Little, Raffi, Pio et Rossi. Puis ce sera la réception de La Rochelle au stade Henri-Cavallier le dimanche suivant. Les Fumélois s'imposeront sur le score de 11 à 6. Face au club de Jean-Pierre Ellisalde, les protégés de Jacques Alicot ont réalisé leur objectif avec à la clé deux essais marqués par Denis MAYOR et Domique BOURDEIX.La Rochelle n'était pas le premier venu, les Fumélois en étaient conscients. D'entrée de jeu, les locaux sous l'impulsion d'un « huit » de devant ravageur, essaient de s'imposer en touche, en poussées, dans le jeu, le pack fumélois fait mieux que résister, il prend au contraire des initiatives aidé dans leur tâche par des lignes arrières conquérantes. Par la suite, les Fumélois s'inclineront à Périgueux sur le score de 36 à 6. Face à Orléans, à domicile les Fumélois s'imposeront sur le score de 20 à 0 (trois essais de Pozzer, Graulout et Bourdeix). Les Fumélois après une défaite à Auch puis à domicile face au leader Bergerac (11 à 6) seront en très grande difficulté. Lors des matchs retour, les Fumélois seront défaits à Condom (défaite 24 à 7). Puis la venue de Salles, permettra au Fumélois de l'emporter sur un petit score 6 à 3 (deux pénalités d'Estrada). Pour les Fumélois qui devaient assurer le maintien, le derby face à Marmande ne venait pas au meilleur moment. Les avants marmandais répondirent présents et permirent à leur équipe de l'emporter sur le score de 15 à 3. Les Fumélois malgré beaucoup de vaillance mais un manque flagrant de cohésion ne purent rien faire face aux visiteurs. Une victoire à La Rochelle sur le score de 33 à 39 sera suivie par une victoire à domicile face à Cognac sur le score de 13 à 10 (deux essais Bourdeix et Maniaval). Les Fumélois se redonnent une raison d'espérer et dans la foulée enchaînent une victoire à domicile face à Périgueux sur le score de 26 à 6 (trois essais de Frare, Marais et Faucher). Les Fumélois tomberont ensuite pavillon haut devant Cognac à domicile (défaite 10 à 7). Il faudra saluer le panache avec lequel l'ensemble fumélois disputa cette rencontre que malgré la valeur de l'adversaire il fut à deux doigts de remporter. Battus ensuite 30 à 9 à Orléans, les Fumélois s'inclineront lourdement à Bergerac (défaire 68 à 3). Le salut passe par un succès face à la grosse écurie auscitaine. Battus 10 à 9 par Auch, les Fumélois perdirent leurs dernières chances de maintien. Plus triste que tout, l'interruption prématurée du match (à la 73e minute), après que Little a bousculé l'arbitre. Dieu sait si les Sud-africains dénichés par Guy Malardeau auront longtemps servi le rugby fumélois. Ironie du sort, c'est l'un d'entre eux qui a causé la perte de l'USFL en s'en prenant à l'arbitre puis plus grave encore en refusant de quitter le terrain. Après la triste fin de la rencontre, c'est une équipe, un club et toute une agglomération qui se trouvaient en état de choc. La fin de la saison verra une nouvelle défaite à domicile face à Condom (23 à 13). Une page ovale est tournée. Le club évoluera la saison prochaine en deuxième division. Guy Malardeau et son comité directeur ne se représentent pas. Une assemblée générale eu lieu le 2 avril. Ariégeois d'origine c'est Roger Sacarrère qui sera nommé Président de l'USFL en remplacement de Guy Malardeau démissionnaire. Après dix-sept années à la tête de l'USFL, M. Guy Malardeau vient d'abandonner définitivement la présidence de Fumel. Venu aux affaires du rugby après la vague de mai 68 et la montée du club en division nationale, M. Guy Malardeau aura été un grand président. Roger Saccarère va lui succéder à la tête de l'USFL. L'équipe dirigeante verra l'arrivée de nouveaux comme MM. René Cazette, Jean-Claude Rigal et Jean Maradènes et pour être dans le vent, deux candidatures : Mme Claude Maradènes et Mlle Sylvie Faucher. Beaucoup de départs marqueront l'intersaison : Benoît Mercadié, Gilbert Pailhès, Marc Delmas, Antoine, Vaccari, Philippe Laborde, Vincent Faucher, Dominique Bourdeix, Alain Guettache.
Saison 1987-1988
Fumel se retrouve en Deuxième Division avec Souillac, Figeac, Eauze, Périgueux, Moissac, Castelsarrasin, Beaumont, Decazeville, Gaillac. En Essor, les Fumélois sont avec le TOEC, Gaillac & Cahors. Le président est Roger Saccarère avec comme vice-présidents MM. Henri Boisset, Marcel Espagnol et Jean Pozzer. Les Fumélois de cette saison sont : E. Malardeau, C. Basset, Mayor, G. Faucher, D. Graulout, Lautié, Périé, Estrada, Galet,Rougié, Delsol, Crayssac, F. Malardeau, P. Pozzer, Dugué, Mangeas, Bénaglia, Lopez, Cazella, D. Pozzer, Ferassin, Bossuet, Khaiza, Raffy et Zacchia. L'entraîneur est philippe dugue. En championnat, les Fumélois s'impose à Figeac (12 à 9) pour le premier match de championnat. Puis au stade Henri-Cavallier, les Fumélois s'imposeront face à Gaillac sur le score de 14 à 6 avec deux essais de Périé et Dugué. Ensuite ils s'inclinent à Beaumont de Lomagne sur le score de 9 à 3 après les expulsions P.Pozzer. La suite sera plus difficile avec une défaite à domicile face à Souillac (11 à 7) puis à Decazeville (21 à 12). À Périgueux, les Fumélois seront étouffés par des périgourdins en état de grâce qui marqueront 7 essais (défaite 38 à 0). Avec la venue d'Eauze qui marquera la fin des matchs aller, le quinze fumélois se trouve dans une situation inconfortable. Force en effet est de constater, les chiffres parlant d'eux-mêmes. Philippe Dugué qui s'évertue à remonter ses troupes et leur redonner un moral de vainqueurs, devra composer avec le retrait définitif du Sud-Africain Van Wik dont la masse physique n'a jamais réussi à être profitable à son équipe. La victoire face à Eauze 15 à 7 sonnera la révolte. L'équipe fuméloise était composée de Delteil, Périé, Lautié, Mayor, C. Basset, Estrada (o), Fabrice Malardeau (m), Dugué, Lopez, D. Pozzer, Casella, P. Pozzer, Ferracin, Zacchia et Bossuet. Le dimanche suivant la victoire face à Figeac permet aux Fumélois d'espérer le maintien. La confirmation ne sera pas au rendez-vous à Gaillac (défaite 14 à 6). Ensuite les Fumélois viendront difficilement à bout de Beaumont (4 à 3)Un match qui ne restera pas dans les annales à la suite des cartons rouges de Lopez, Pozzer, sera battu à domicile par Decazeville (13 à 6), subiront une défaite cinglante à Souillac (52 à 13). Par contre, contre toute attente, le quinze fumélois l'emportera face à Périgueux sur le score de 16 à 6 avec deux essais de Mayor et Pozzer. Il s'agissait du match de la survie face au leader de la poule. Jouant avec cœur et une vaillance à toute épreuve, les Fumélois constamment sur la brèche et disputant tous les ballons avec acharnement allaient littéralement asphyxier les visiteurs. Ces derniers, pris à la gorge à chacune de leurs tentatives vont, peu à peu, lâcher du lest pour finalement subir la rencontre et encaisser deux essais. S'ensuivit une victoire face à Castelsarrasin (20 à 3) dont trois essais de Denis Mayor qui permettra aux Fumélois de sauver leur saison.
Saison 1988-1989
Le président est Roger Saccarère. L'effectif est composé de Terrières, Estrada, C. Basset, Delsol, Périé, Graulout, Rassoul, Carmona, Sylvestre, Guettache, Collado Jérôme, Calvet, Orriols, Dugué, Bourdeix, P. Pozzer, Gleize, D. Pozzer, Zanoni, Néotti, Bonnefond,Khaiza, Ferracin et Benaglia. Fumel se trouve en deuxième division avec Périgueux, Gaillac, Beaumont, Souillac, Moissac, Castelsarrasin, Eauze, Decazeville et Figeac. Les Fumélois négocièrent bien le premier match avec une victoire face à Figeac sur le score de 12 à 9. Ils réalisèrent le doublé à domicile avec une victoire face à Gaillac 14 à 6 (deux essais de Périé et Dugué). Ils s'inclinèrent à Beaumont sur le score de 9 à 3. Tenus en échec 9 à 9 à domicile face à Moissac, ils seront défaits 11 à 7 par Souillac. L'hiver sera difficile avec une victoire à l'arraché 4 à 3 face à Beaumont et une défaite 13 à 7 face à Decazeville ou Fumel réduit à 13 cartons rouge Collado Pozzer. Une lourde défaite à Souillac 52 à 13 mettront les Fumélois en situation difficile. La venue du leader Périgueux verra les Fumélois signer un impossible exploit. Jamais en effet, l'USFL n'aurait osé espérer pareil dénouement de la rencontre qui opposait son équipe au leader Périgueux, venant toutes voiles dehors confirmer à Fumel une qualification et des ambitions depuis toujours exprimées d'évoluer l'an prochain au niveau supérieur. La victoire fuméloise acquise sur le score de 16 à 6 fut réalisée avec les tripes, et un courage à toute épreuve. Les Fumélois signèrent deux essais par Malardeau et Pozzer, un drop, une pénalité et une transformation d'Eric Malardeau. Les Fumélois récidivèrent face à Castelsarrasin (victoire 20 à 3) et purent ainsi effectuer le voyage à Eauze en toute tranquillité.
Saison 1989-1990
Fumel se trouve en deuxième division avec Castelsarrasin, Caussade, Moissac, Sainte-Foy-La-Grande, Fleurance, Mauvezin, Decazeville. Le président de l'USFL est Max Martin qui a succédé à Roger Saccarère. Smaïl Moumen a été reconduit au poste d'entraîneur de l'équipe fanion. L'effectif de l'USFL est composé de Delteil, Lautié, Malardeau, C. Basset, Guettache, Jerome Collado, Estrada, Frare, Lapierre, Lopez, Duguet, D. Pozzer, Bossuet, Bourdeix, Sassi, Rosa, Ferracin, Néotti, Khaïza, Dao et Jabet. Les Fumélois inaugurèrent la saison par une victoire face à Decazeville sur le score de 12 à 6. Après une défaite à Sainte-Foy-La-Grande sur le score de 27 à 15, ils seront défaits à domicile par Caussade sur le score de 13 à 12. Puis s'enchaîneront une défaite à Castelsarrasin sur le score de 15 à 9, une victoire face à Souillac 27 à 16 et une nouvelle défaite à Grignols sur le score de 15 à 4. En s'inclinant à Grignols, les Fumélois ont encaissé leur quatrième défaite de la saison et se retrouvent 7e à un point seulement du dernier Sainte-Foy-La-Grande. Après une défaite à Fleurance 37 à 6, les Fumélois remporteront une victoire capitale face à Decazeville à l'extérieur sur le score de 10 à 6 avec un essai de Basset et deux pénalités d'Estrada. Forts de cette victoire ils s'imposeront à domicile face à Sainte-Foy-La-Grande sur le score de 29 à 6 avec cinq essais (Rosa (2), Hacini, Sassi et Basset.

### Les années 1990: deuxième et troisième division
Saison 1990-1991

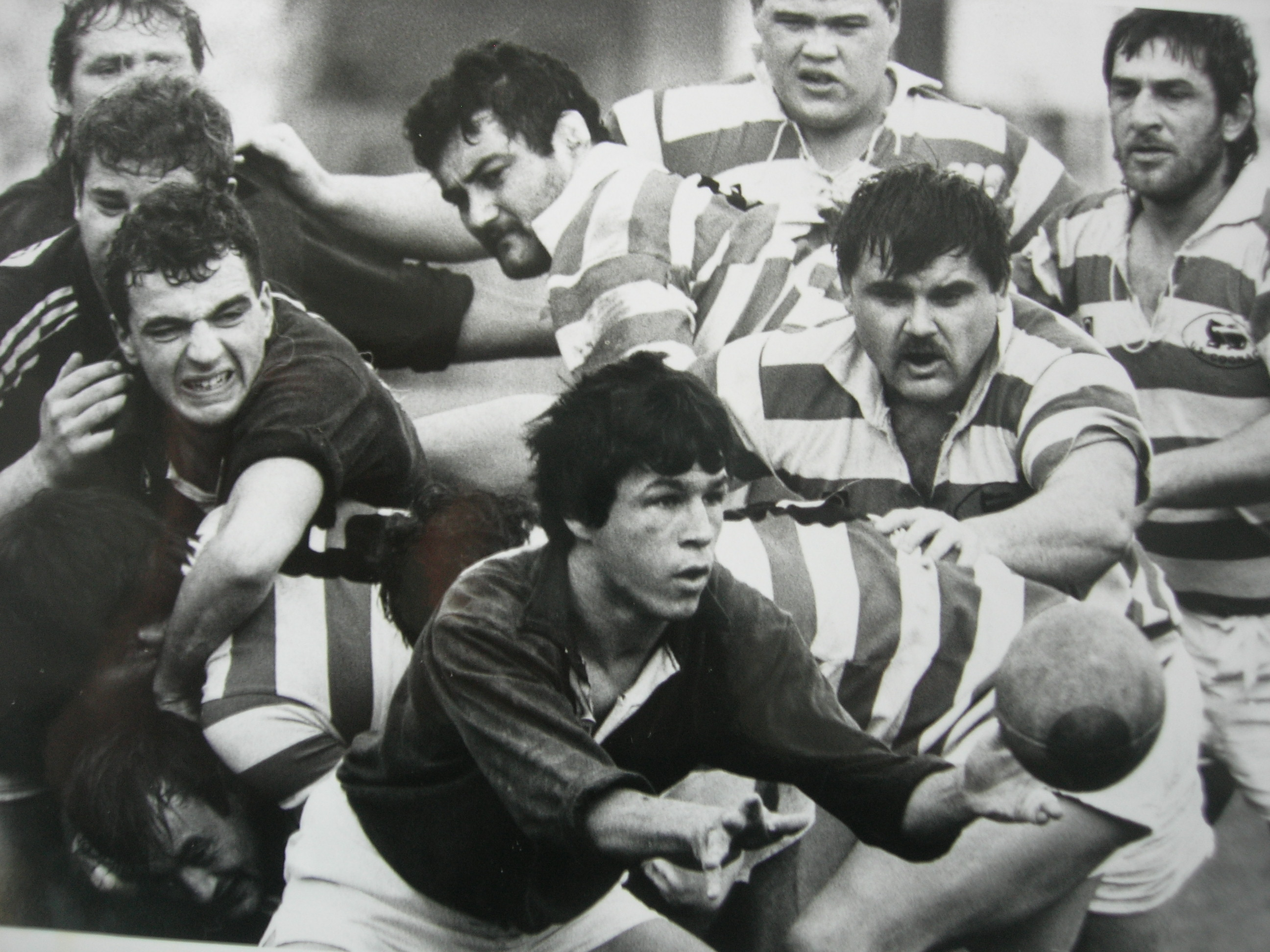
Équipe Fumel 1997.

Fumel est toujours en Deuxième Division avec Villeneuve s/Lot, Bort les Orgues, Carmaux, Muret, Saint-Céré, Sarlat, Rieumes, Caussade, Saint-Yriex. L'effectif fumélois pour la saison était composé de Delteil, Galarraga, Guettache, Nini Lafleur, Navarro, Ross, Leymarie, Frayssinous, Crayssac, Estrada, Dannacher, Champeil, Orriols, Dugué, Collado Jérôme, Collado Jose, Lopez, Vaccari, Bourdeix, Pozzer, Costes, K'Haîza, Avelino, Zacchia, Néotti, Bénaglia et Mousset. L'entraîneur est Smail Moumen. Pour le premier match de championnat Fumel fait match nul à Villeneuve sur Lot sur le score de 9 à 9 puis sera défait à Rieumes sur le score de 28 à 18. À domicile les Fumélois s'imposent face à Saint-Yrieix 13 à 3 puis face à Bort-les-Orgues sur le score de 42 à 6 (avec huit essais de Zacchia, Galarraga, Rosé, Dugué, Orriols, Bourdeix, Vaccari et Guettache). Les Fumélois s'imposeront ensuite à Caussade 9 à 7, feront match nul à domicile 12 à 12 face à Saint-Céré, s'imposeront ensuite face à Sarlat 15 à 9. Avant la fin des matchs retour, les Fumélois s'imposeront à Sarlat sur le score de 12 à 6. En luttant avec acharnement et étant très opportunistes, les hommes de Pascal Pozzer sont arrivés à leurs fins. Dire que cet exploit relèverait presque de la pure fantaisie tant les deux équipes ont fait preuve d'une pauvreté dans la conception du jeu. La fin de la saison fut très difficile. Saint-Céré s'imposa à Fumel sur le score de 15 à 13. En saisissant leur chance, les lotois inversèrent la situation en fin de match. Ceci provoqua la démission de Michel Estrada avec ensuite un vent de fronde déclenché par les joueurs de l'équipe fanion. Le comité directeur décida de démissionner le 9 avril 1991. Les Fumélois qualifiés pour la suite de la compétition se retrouvèrent en play-off avec les équipes de Monein, Saint-Céré (de nouveau) et Caussade. Les Fumélois s'inclinèrent à Monein (18 à 13), à Caussade (25 à 0), puis à domicile face à Monein 12 à 9. Pour ce dernier match de la saison, comme il fallait s'y attendre, il n'y eut pas de surprise. Déjà, dans les tribunes désertées pour moitié par le public fumélois, c'étaient les supporter béarnais qui avec cris et bravos faisaient largement la loi. Une loi que leur équipe allait dicter dès les premières minutes de jeu par un essai très volontariste marqué par l'ailier Séré. Côté fumélois, on s'en remettait à la vaillance de l'ensemble, en pratiquant un rugby à la petite semaine, sans grande envergure, aggravé d'un manque de réussite totale dans les tirs au but tentés principalement par le centre Guettache. Avec un score de 12 à 9, Fumel a perdu certes, mais l'honneur est sauf.
Saison 1991-1992

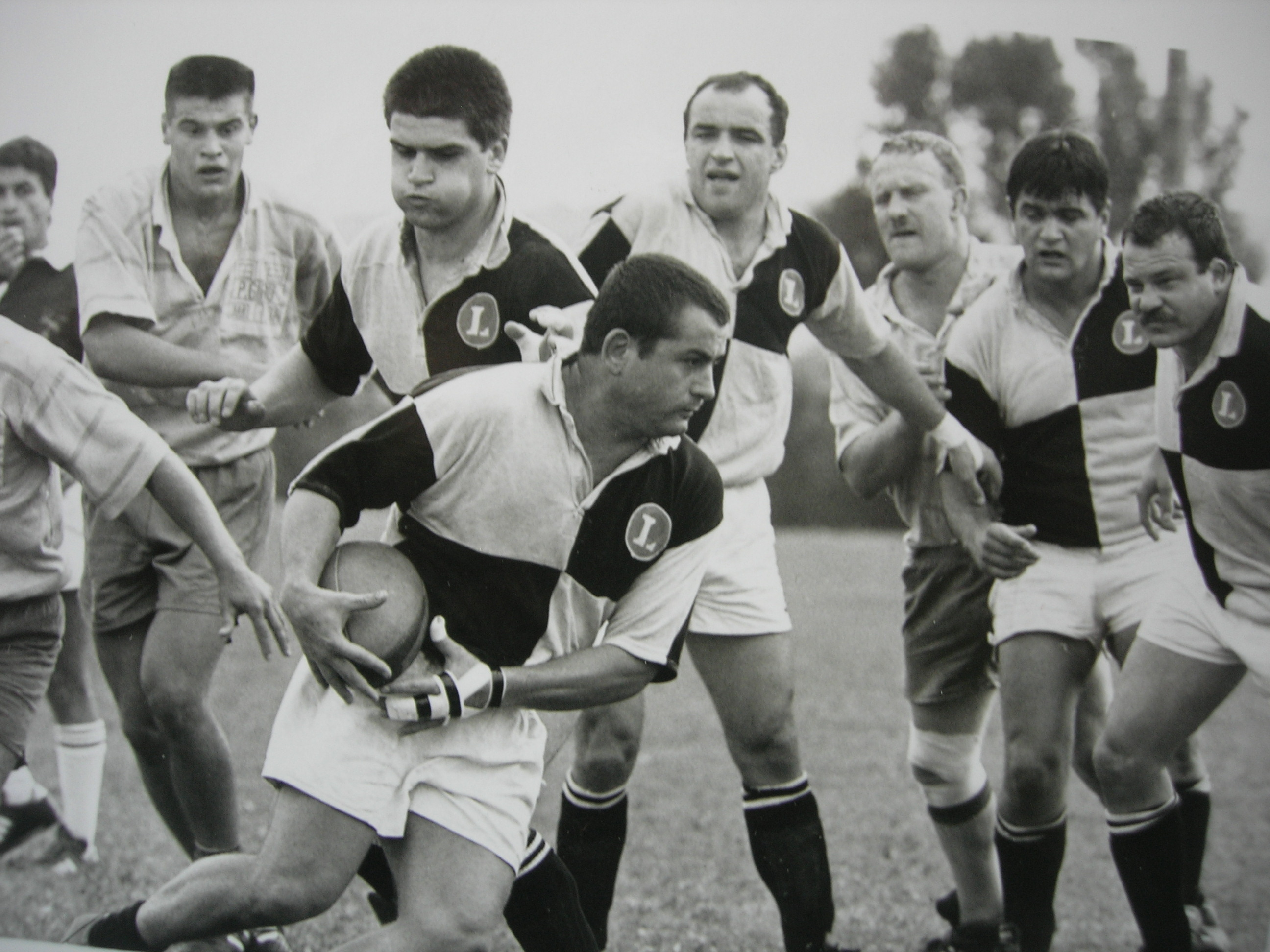
Fumel dans les années 1990.

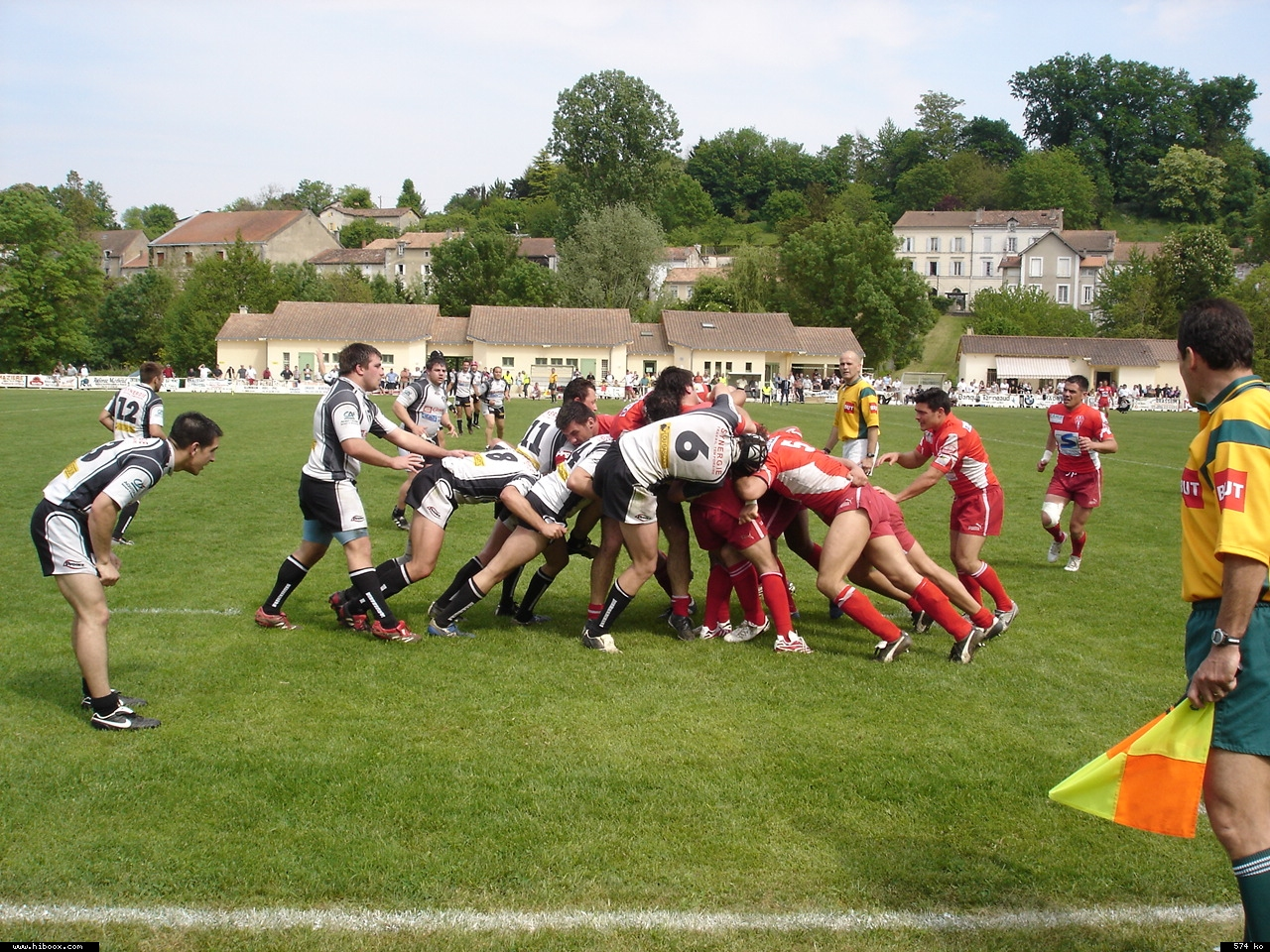
Fumel-Niort du 29 avril 2007.

Fumel est en Deuxième Division avec Grignols, Monein, Mugron, Saint-Médard, Saint-Paul les Dax, Peyrehorade, Soustons, Nérac et Langon. L'effectif fumélois pour la saison était composé de Kaïza, Deguilhen, Zacchia, Lolmède, Orriols, Frayssinous, Néotti, Costes, Bénaglia, Toro, Navarro, Sassi, Bousquet, Rigal et Faucher. Pour le premier match de championnat Fumel est défait à domicile par Soustons sur le score de 6 à 3. C'est la première mi-temps qui fut fatale aux Fumélois qui devront concéder un essai superbe. Par la suite la jeune cavalerie fuméloise va réaliser des prouesses pour essayer d'inverser le résultat. Très vigilants en défense, les visiteurs arriveront à éloigner le danger. Fumel sera ensuite étrillé à Peyrehorade sur le score de 34 à 0. À domicile les Fumélois s'imposeront face à Mugron 13 à 9 mais subiront de cuisantes défaites à domicile face à Saint-Médard (25 à 18), face à Peyrehorade (10 à 7), face à Saint-Paul les Dax (26 à 11). Les Fumélois terminèrent 9e de leur poule remportée par Soustons devant Saint-Paul les Dax. La saison 1991-1992 sera à ranger dans le rayon des mauvais souvenirs. Pourtant tout n'a pas été irrémédiablement perdu comme on aurait pu le craindre à l'entame du mois de septembre 1991. Un club exsangue, par le départ sévèrement jugé par le public, de nombreux joueurs. Une petite équipe dirigeante ébranlée, mais fidèle au poste pour assurer l'avenir et 27 joueurs seniors en tout et pour tout pour former les deux équipes chargées de défendre les couleurs de l'USFL. Max Martin (Président de l'USFL) faisait le point « Je reste satisfait de ce qui s'est passé puisque nous avions vingt-sept seniors en début de saison. Je tire un grand coup de chapeau à tous ceux qui ont défendu nos couleurs cette année et aussi à l'entraîneur Gérard Casanova, qui a vécu cette situation difficile. J'ai tiré un trait sur le passé et surtout sur la fin de la saison 1990-1991 ».
Saison 1992-1993
Fumel est en Deuxihème Division avec Caussade, l'Isle Jourdain, Eauze, Carmaux, Decazeville, Castelsarrasin, Foix, Lavaur et Gaillac. Max Martin est Président de l'USFL. Belotti, Casanova et Crayssac sont les entraîneurs. Parmi les Fumélois de la saison : Ferracin, Pallat, Kacemi, Chazelle, Caujolle, Champeil, Deguilhem, Navarro, Lolmède, Faucher, Brambzack, Bénaglia, Daymar, Costes, Avelino, Zacchia et Frayssinous. Pour le premier match de championnat les Fumélois s'inclinent face à Decazeville sur le score de 16 à 15. Ils seront passés tout près de l'exploit se faisant souffler dans les toutes dernières minutes la victoire. Pour le premier match important devant son public, les Fumélois s'imposeront face à Castelsarrasin sur le score de 19 à 14 avec deux essais de Faucher et Navarro et trois pénalités de Faucher. Dans un match crispant qui pouvait basculer en faveur de l'une ou l'autre des équipes, ce sont les Fumélois plus fringants en fin de rencontre qui parviennent à forcer la victoire grâce à un bel essai signé par l'ailier Navarro. Après une défaite à Lavaur (22 à 0), les Fumélois s'impose face à Foix 6 à 3, s'inclinent ensuite à Caussade 27 à 0, puis vaincront Carmaux à domicile sur le score de 28 à 6. À l'issue de la dixième journée de championnat voilà l'USFL en droit d'espérer. Sixième de la Poule, les Fumélois réussiront un bel exploit en battant le leader Lavaur sur le score de 32 à 13 avec quatre essais de Faucher, Deguilhem, Navarro et Costes. Jouant particulièrement juste, ne commettant pas la moindre erreur, distillant à merveille tous les ballons, ce fut un régal pour le quinze fumélois de disputer cette rencontre. Cette victoire a fait chaud au cœur. Comme le disait le président Max Martin : « C'est fabuleux ! On vient juste de faire un match magnifique en jouant juste à tous les niveaux. Tous les joueurs en avaient envie, et ils ont battu le premier de la poule. Je crois que maintenant, nous n'avons peur de rien. Si on continue dans cette voie, plus personne ne viendra nous inquiéter à Fumel, et je crois que nous sommes capables d'aller gagner à l'extérieur ». Lors des matchs retour les Fumélois s'imposeront face à Caussade (22 à 3 - trois essais de Deguilhem). Lors de l'avant-dernière journée les Fumélois arrachent le nul à Carmaux 10-10 (un essai et un drop de Deguilhem). La place en play-off se joua à domicile face à l'Isle-Jourdain. Cette rencontre s'est déroulée sur le fil du rasoir, chaque formation prenant tour à tour l'avantage. P Pozzer et J Collado ont êté intraitables en défense. Une pénalité à 10 minutes de la fin réussie par Lolmède sera suffisante pour voir l'USFL arracher in-extremis la victoire et la qualification (victoire 15 à 14). Ils terminèrent 5e de la Poule et se qualifieront pour les play-off en compagnie de Lavaur, Quillan et Langon. Lors du premier match des play-off face à Lavaur, les Fumélois plus toniques au niveau du pack auront toujours la maîtrise du match. Trois essais de Néotti, Zacchia et Deguilhem leur permettront de s'imposer sur le score de 34 à 9. Dans les vestiaires, le président Max Martin était euphorique « C'est plus que fabuleux. On les a atomisés. Notre défense a été intraitable. C'est très beau mais restons modestes ». Lors du deuxième match à domicile face à Quillan les Fumélois furent largement dominés. Le rouleau compresseur quillanais est passé sur la pelouse d'Henri-Cavaillier et a impressionné les observateurs. Plus toniques, conquérants en touche, dominateurs dans tous les compartiments du jeu ouvert et maîtres de la récupération de la balle, les joueurs de la haute vallée ont largement dominé un débat tout en leur faveur. Finalement, Quillan s'imposa sur le score de 16 à 6. Lors du troisième match à Langon, les Fumélois furent défaits sur le score de 47 à 9. Lors des matchs retour, il y aura deux défaites à Lavaur sur le score de 48 à 3, et à Quillan sur le score de 61 à 15. Lors du dernier match, Langon s'imposa à Fumel sur le score de 16 à 14. L'assemblée générale qui suivit confirma que les Fumélois réalisèrent néanmoins un beau parcours.
Saison 1993-1994
Fumel est en Deuxième Division avec Niort, La Tremblade, Salles, Sainte-Foy la Grande, Gujan-Mestras, Nérac, Lormont Cenon, Grignols et Villeneuve-sur-Lot. les entraîneurs sont Crayssac et Geoffre. L'effectif fumélois est composé de : Dannacher, Zacchia, Bénaglia, Avelino, Laurenco, Costes, Chazelle, Caujolle, Castagnol, Daymard, Bramzack, Vaccari, Néotti, Despouy, Champeil, Delsol, Frayssinous, Jérôme Collado, Faucher, Baldy, Falga, Laville et Loumerie. Les Fumélois eurent de très grandes difficultés toute la saison. Lors du premier match à Lormont, les Fumélois s'inclinent sur le score de 33 à 6. Puis ce sera une grande déception avec une défaite à domicile face à Nérac sur le score de 16 à 9. Lors du derby face à Villeneuve sur Lot les Fumélois handicapés par plusieurs blessures s'inclinent sur le score de 19 à 10 (un essai de Crayssac, une transformation et une pénalité de Champeil). Une nouvelle défaite face à Grignols à domicile (20 à 13), puis à Gujan (25 à 6) amenèrent énormément d'inquiétude. Lanterne rouge de la poule les Fumélois sont en crise. Un sursaut face à la Tremblade (victoire 23 à 0 avec deux essais de Brambzack et Faucher) puis un match nul face à Lormont Cenon (12 à 12) firent croire que les Fumélois allaient se sauver. Le derby retour face à Villeneuve-sur-Lot ne leur permit pas de se sauver. Malgré leur vaillance, c'est Villeneuve qui l'emporta sur le score de 16 à 9. Michel Geoffre (entraîneur) déclarait : « Je suis très malheureux d'avoir perdu cette rencontre qui nous enfonce un peu plus. C'est dommage que nous n'ayons pas su la gagner. Ce qui aurait dû être la logique vu les occasions que nous avons créées. L'essai concédé sur interception contre le cours du jeu est pour nous tous une véritable injustice. Nous avons perdu face à une formation qui n'a rien entrepris et qui, mis à part les qualités dans la conduite du jeu de Mironov, ne nous a rien prouvé ». En janvier 1994, les Fumélois réalisent un sursaut. Victoire à domicile face à Gujan-Mestras sur le score de 22 à 9 (un essai de Despouys, un drop, quatre pénalités et une transformation de Crayssac). La suite sera plus difficile avec des défaites à Salles (21 à 3) puis à Caussade (49 à 15) et à domicile face à Niort (défaite 36 à 10). La fin de la saison sera à la Tremblade avec une sévère défaite 74 à 24. L'on savait les « noir et blanc » condamnés. Mais ils auront livré leur dernier match de deuxième division comme un chemin de croix. Dommage pour une jeune équipe qui a tenu quand même à finir la saison au complet. L'avenir de l'USFL sera en troisième division. La succession de Max Martin sera assurée par Yves Fouriscot.
Saison 1994-1995
Les Fumélois se trouvent en troisième division avec Saint Cernin, Espalion, Balma, Malemort, Carmaux, Montech, Negrepelisse, Figeac et Lalinde. Ils termineront premier de leur poule devant Balma, Figeac et Lalinde. L'effectif est composé de Ferracin, Néotti, Zacchia, Costes,Raffy, Collado, Chazelle, D. Pozzer, P. Pozzer, Bargue, Navarro, Champeil, Mayor, Crayssac, Deguilhem, Despouys, Kacemi, Delsol et Frayssinous. Pour le premier match, Fumel s'impose face à Saint-Cernin sur le score de 27 à 5 (trois essais de Navarro, et Dannacher), puis ils s'imposent à Espalion (23 à 10. À l'issue des matchs aller les Fumélois sont premiers avec sept victoires et seulement deux défaites. Lors des matchs retour, ils s'imposeront face à Carmaux 22 à 13, puis face à Négrepelisse 33 à 12. Ils terminèrent 1er de la poule devant Balma, Figeac et Negrepelisse. En play-off, les Fumélois se retrouvent avec Saujon, Saumur et Cambo-les-Bains. Après avoir passé avec succès les play-off, ils seront défaits par Balma en 16e de finale à Caussade lors du match de la montée sur le score de 28 à 26 (après prolongation). Une rencontre a oublié partie houleuse avec deux cartons rouges à nos 3 ligne Collado Jérôme et Pozzer Pascal. En challenge de l'Espoir, Fumel est dans la même poule que Carmaux, Gimont, Villeréal, Vannes et Cahors. Les Fumélois passent avec succès les phases préliminaires en finissant 3e pour se retrouver en 16e de finale contre Bort-les-Orgues (victoire 51 - 5) puis en 8e de finale contre Bazas à Bon Encontre (victoire 22 à 8) puis en quart de finale contre Nogaro à Condom (victoire 17 à 10) puis en demi-finale contre Carmaux à Figeac (victoire 19 à 16) pour enfin remporter la finale face à Argeles-Gazost à Nogaro sur le score de 18 à 17.(essai de Mayor)
Saison 1995-1996
Finaliste du Championnat de France de 3e division fédérale. Yves Fouriscot est Président de l'USFL avec dans son équipe dirigeante : Daniel Lavilleledieu, Yvan Lautié, Henri Amouroux et Guy Noël. Les Fumélois se trouvent dans la même poule que Souillac, Villeréal, Luzech, Capdenac, Negrepelisse, Figeac, Malemort, Espalion & Saint-Cernin. L'effectif fumélois est composé de Deguilhem, Perez, Pinto, Rigal, Mayor, Navarro, Baldy, Aranda, Leroyer, Mironov, Despouys, Gasmi, Kacemi, Benaglia, Dott, Lopez, Lapierre, Brambzac, Birioukoff, Delherm, Costes, Bensoussi, Raffy, Pozzer, Frédéric Castagnier, Benoît Castagnier, Neotti, Lourenco, Agenor, Seyral, J. L. Bourdeix et Ferracin. Les entraîneurs sont : Michel Estrada, Dominique Bargues & Pascal Pozzer. À Fumel, Fumel bat Souillac 15 à 12, puis Villeréal 17 à 12, Luzech 63 à 17, Malemort 22 à 6, Capdenac 29 à 12, Negrepelisse 18 à 5, Souillac 6 à 3 et Saint-Cernin 36 à 7. Fumel (avec 14 victoires et seulement 4 défaites) termine 1er de la Poule devant Capdenac, Souillac, Espalion & Saint-Cernin et se qualifient pour les Play-Off. En challenge de l'Espoir les Fumélois sont qualifiés pour les 16e de finale. En 8e de finale du challenge de l'Espoir les Fumélois battent Adé par 17 à 6 sur le terrain de Nogaro et affronte Latour-Cyprien en quart de finale (défaite des Fumélois 32 à 30 après des prolongations obtenues grâce à deux exploits individuels de gilles Birioukoff sur le terrain de Auterive). Les play-off en Championnat de 3e division verront les Fumélois triompher à Castelnaudary 39 à 21, battre Coarraze-Nay 11 à 9 et Lembeye 20 à 17. Les Fumélois à l'issue de ces play-offs se qualifient pour les 16es de finale du championnat de France. En 16e de finale, à Beaumont de Lomagne, Fumel bat Foix 6 à 0 avec deux pénalités de Mironov. Mis à part une victoire logique et incontestable grâce à deux pénalités de Mironov, il n'y aura pas de quoi pavoiser dans le camp fumélois. En 8e de finale, pour le match de la montée en deuxième division, à Villeneuve sur Lot, Fumel bat Sainte-Livrade sur le score de 18 à 6 devant plus de 1700 spectateurs. Ils marqueront deux essais (5e et 80e) et deux pénalités (7e, 40e) par Mironov. En quart de finale, à Sevran, Fumel s'impose face à Bièvre sur le score e 14 à 9 avec un essai de Leroyer (80e) et trois pénalités de Mironov (65e et 77e). Les vestiaires fumélois ne respiraient pas la grande joie à l'issue de la rencontre. Non les chants et les cris ne résonnaient pas dans l'antre du stade de Servian. Sûrement parce que les Fumélois savaient que la victoire avait été bien longue à se dessiner. Le 26 mai 1996, à Rion des Landes, Fumel s'impose en 1/2 finale face à Hendaye sur le score de 25 à 19 avec un essai Navarro (4e), une transformation Mironov, six pénalités Mironov (33e et 46e) et Pinto (71e, 80e, 95e et 110e). On jouait les dernières secondes du match et les basques menaient alors de trois points (19-16). Les Fumélois grillaient leurs dernières cartouches. Mêlée dans les 22 mètres hendayais. Si le Stade gagne ce ballon et parvient à se dégager, les hendayais sont au paradis. Il n'en est rien et la mêlée fuméloise vole le ballon sur introduction adverse avant d'enclencher la marche avant. Une pénalité est sifflée par M. Bordenave, l'arbitre béarnais, contre un frontalier coupable d'avoir stoppé illicitement l'avancée des noirs. Manuel Pinto, l'arrière fumélois, pose le tee sur la pelouse à 21 mètres environ des perches, légèrement en coin. Pinto a déjà sauvé la baraque fuméloise en suppléant comme buteur le russe Mironov par vraiment en réussite. Pinto frappe en souplesse et le ballon passe entre les poteaux. Fumel arrache le nul (19-19) et les prolongations. Fumel revenait de très loin. Enfin ce fut la finale de Troisième division, le dimanche 9 juin 1996 face à Latour-Saint Cyprien. Les Fumélois malgré trois pénalités de Mironov et Pinto furent battus sur le score de 16 à 9. Les catalans ont fini par terrasser la chaleur de plomb qui, durant quatre-vingts minutes étouffa les bonnes velléités des deux formations. Mais comment donner de l'air au jeu lorsque les vingt-deux acteurs en manquent si manifestement ? Certes, cette finale n'atteignit jamais les sommets techniques et le cuir échappa souvent à la maîtrise des deux adversaires (nombreuses fautes techniques explicables, entre autres, par la fébrilité face à l'enjeu) mais l'engagement physique suppléa ces faiblesses. Et c'est finalement sur un coup de pied tardif (dans les arrêts de jeu) que bascula cette finale indécise jusqu'au bout. Une contre-attaque des Catalans avec un ballon qui parvient à Daric. Le no 13 (porte-bonheur ?) de Latour-Saint Cyprien passe la ligne médiane et décoche un coup de pied à suivre. Olibo suit le mouvement et profite du rebond favorable pour aplatir dans l'en-but. Un véritable coup de poignard assené aux Lot-et-Garonnais? Du vol ? Certes non, tant il est vrai que les hommes de Gérard Colomines signèrent une prestation crescendo. Une victoire édifiée petit à petit mais sûrement……Car l'entame fut largement lot-et-garonnaise… Les cadets sauvèrent l'honneur fumélois en remportant leur titre de champion de France cadet Teuliere entraîné par Jérôme Collado et Mounir Bensousi face à la rochelle . Les champions de France cadets étaient : Miquel, Skouma, Moumen, Jaadi, Chapdelaine, Jorand, Lapouge, Boom, Delmouly, El Othamani, Lopez, Phillip, Agenor, Lassaigne, El Kaissonni.
Saison 1996-1997
Fumel se trouve en Deuxième division avec Bizanos, Gujan-Mestras, Arudy, Salles, Mugron, Mont-de-Marsan, Linxe, Villeneuve de Marsan, Mauléon, Hagetmau, Nérac, Saint-Sever, Grignols. L'effectif fumélois pour la saison est composé de Pinto, Leroyer, Navarro, Mayor, Deguilhem, Nadalig, Brioux, Mironov, Gasmi, Chesnais, Saint-Martin, Doste, Pozzer, Brambzack, Costes,Raffy, Bensoussi, Delherm, Maradènes, Castagné, Lourenco, Seyral et F. Castagnié. En championnat, les Fumélois s'imposeront face à Salles 15 à 10 puis Linxe 29 à 28 et surtout Mont-de-Marsan 19 à 14 avec un essai de Coste et quatre pénalités Mironov. Puis plusieurs victoires lors de la saison (Fumel bat Saint-Sever 22 à 16, Fumel bat Arudy 58 à 0, Fumel bat Grignols 29 à 19, Fumel bat Villeneuve de Marsan 29 à 8, Fumel bat Mugron 12 à 3, Fumel bat Bizanos 19 à 16, Fumel bat Salles 16 à 13…) permettront avec 18 victoires et 8 défaites de terminer quatrième de la poule 7 de deuxième division derrière Mont-de-Marsan, Hagetmau et Bizanos. En match de barrage à Bergerac, les Fumélois s'imposeront face à Salles 25 à 7 (Trois essais de Deguilhem (55e), Bensoussi (61e) et Mironov (65e)). Les Fumélois faisaient une très bonne entame de match, dominaient territorialement. Salles sauvait l'honneur grâce à un essai de Gomes transformé par Dumartin. Fumel se montra plus motivé, plus volontaire, plus généreux. En seizième de finale à Sarlat, devant 1600 spectateurs, Bergerac s'imposa face à Fumel sur le score de 20 à 3 et ruinait ainsi les espoirs de montée. Les bergeracois avaient amplement mérité leur succès, mais le score reflétait assez peu la superbe combativité des Fumélois. Les clés du match ont été d'une part la mainmise des périgourdins en touche, et d'autre-part le manque de réussite inhabituel d'Igor Mironov dans ses tentatives de pénalités. Pour le reste, Jean-Denis Costes et ses coéquipiers pouvaient sortir la tête haute, les Fumélois perdront face à Bergerac sur le score de 20 à 3. Les clés du match ont été d'une part la mainmise des périgourdins en touche, et d'autre-part le manque de réussite inhabituel d'Igor Mironov dans ses tentatives de pénalités. L'équipe fuméloise était composée de Mironov, Doste, Mayor, Deguilhem, Navarro, Pinto, Gasmi, Pozzer, Delherm, Saint-Martin, Benssoussi, Costes (Cap), Ferracin,Castagné,Lourenco.
Saison 1997-1998
Les Fumélois évoluent en deuxième division avec dans leur poule les clubs de Vannes, Niort, Malemort, Tulle, Lormont Cenon, Bretenoux-Biars, Langon, Sarlat, Surgères, Cognac et Saint-Céré. L'équipe de Fumel voyait évoluer les joueurs suivants : Delsol, Moumen, Michakov,Raffy, Moronov, Birioukoff, Collado Jérôme, Deguilhem, Saint-Martin, Navarro, Bargues, Agenor, Gasmi, Brioux, Doste, Mayor. L'arrivée d'un seconde ligne de deux mètres en provenance de Valence d'Agen, Michakov, et la montée en puissance de juniors de qualité, ont permis à l'équipe de se renforcer et d'enchaîner la saison 1997-1998 sur la lancée de celle passée. Son style concocté par Michel Estrada basé sur la jeunesse des joueurs, sur un pack dynamique, des trois-quarts inventifs, mais aussi la botte de Mironov, a eu raison de la plupart de ses adversaires. Lors du premier match de championnat Fumel disposera de l'équipe de Malemort sur le score de 30 à 11 avec trois essais de Moume, Michakov et Delsol. Puis ils collectionneront les victoires contre Vannes (31 à 20), puis face à Congac (victoire à l'extérieur 27 à 15)avec deux cartons rouges côtes fumelois Pozzer et Collado. face à Surgères (44 à 7) puis face à Langon (25 à 15). En fin de saison, les Fumélois s'imposeront à domicile face à Cognac sur le score de 46 à 12,match très houleux un carton rouge Michakov et deux cartons jaunes Pozzer et Collado.et face à Sarlat sur le score de 26 à 18. En tête de la poule avec Sarlat depuis le mois de septembre, Fumel se qualifie directement pour les seizièmes de finale. Fumel était sur la bonne voie pour atteindre l'objectif défini en début de saison : la montée en Groupe B. Tôt dans la saison, Fumel est apparu en haut du classement et n'a jamais quitté cette position. La phase aller s'est soldée par un quasi sans-faute. Le club ne comptant qu'une défaite face à Niort. Puis des blessures et des suspensions sont venues porter ombrage au parcours des Fumélois. La force du club est d'avoir su maintenir la dynamique de victoire qui l'avait amené l'an dernier en seizième de finale. Malgré les départs de tous les joueurs de la première ligne, dont Seyral à Brive, de l'ouvreur et du capitaine et entraîneur Pozzer, les dirigeants de l'USFL ont géré l'été suivant sereinement. En toute logique, les Fumélois vont battre Langon sur le score de 33 à 14 en 16e de finale avec cinq essais de Navarro, Brioux (2), Gasmi et Doste. Ils rencontreront Sarlat en huitième de finale sur le terrain de Bergerac. Ce derby passionnel, joué sous une chaleur torride, devant un stade comble, coloré et enthousiaste vit Sarlat l'emporter sur le score de 16 à 13. Avec une troisième ligne omniprésente, les Sarladais furent plus entreprenants. Le score étriqué a donné lieu à un suspens permanent et le nombreux public a été tenu en haleine. Le dimanche suivant, les Fumélois furent opposés à Millau en match de barrage (pour la montée en Groupe B). Sur le terrain de Villefranche de Rouergue, le dimanche 24 mai 1998 les Fumélois vont réaliser un très grand match. Il aura fallu les prolongations pour départager les deux équipes et c'est finalement les millavois qui s'imposeront sur le score de 29 à 19. Millau put s'estimer chanceux d'avoir conservé sa place en Groupe B. On pense notamment à une pénalité égalisatrice, bienvenue à quelques secondes de la fin du match. Dès lors, les millavois réussirent à se défaire des Fumélois en transformant des pénalités décisives en fin de match. L'équipe fuméloise était composée pour ce dernier match de la saison de Lolmède, Gasmi, Mayor, Delsol, Brioux, Navarro, Mironov, Chesnais, Lopez, Saint-Martin, Coste, Doste, Bensoussi, Michakov, Castagnié, Khilal et Raffy. Les cadets gagnent la finale de la coupe d'Aquitaine à Captieux face à Grenade-sur-Adour sur le score de 33 à 0. L'équipe était composée de J. El Kaisouni, M. Mokthari, Maas, Thielen, Frament, Bensoussi, Marrot, F. David, D. Filaire, Estrada, Gibilis, Nadal, Faucher, El Ganaoui, Tran-Ngoc-Loï, A. David, El M'Rabhet, S. Mokthari, Sotoriva, Rebois, Pinetre et Magnol.
Saison 1998-1999
Les Fumélois évoluent en deuxième division avec dans leur poule les clubs de Saint-Junien, Grenade, Villeneuve sur Lot, Cahors, Tulle, Mérignac, Malemort, Saint-Céré, Caussade, Gourdon, Bordeaux E.C… Les présidents de l'USFL sont Yves Fouriscot et Ennio Martin. L'USFL compte trois cents licenciés (70 seniors, 60 juniors, 50 cadets et 120 jeunes à l'école de rugby) et dispose d'un budget de 2 Millions de Francs. Les sponsors sont Ladhuie, Leclerc, Intermarché, Gifi, Banque Populaire L'équipe de Fumel voyait évoluer les joueurs suivants : Pinto, Mironov, Michakov, Birioukoff, Moumen, Doste, Lacombe, Navarro, Brioux, Gasmi, Mayor, Lassaigne, Vareilles, Delsol, Chesnais, Saint-Martin, Jérôme Collado, Raffy, Delmouly et Castagné. Pour le premier match de championnat les Fumélois font match nul à Malemort sur le score de 20 à 20, puis à domicile s'imposent face à Mérignac 21 à 6. Lors de la troisième journée ils seront battus à Tulle 19 à 15, puis s'imposeront au BEC ainsi qu'à Villeneuve sur Lot sur le score de 22 à 0. Au bout de 6 journées, les Fumélois sont premiers de la poule devant Malemort. Lors des matchs retour les Fumélois s'imposent face à Tulle (15-8), puis face au BEC (46 à 22). Ce fut ensuite une très belle victoire face à Saint-Céré à domicile sur le score de 54 à 14 avec sept essais (Navarro, Brioux, Mayor (2), Lassaigne, Pinto et Moumen). Le derby face à Villeneuve-sur-Lot verra les Fumélois s'imposer sur le score de 11 à 3 avec un essai de Lacombe et deux pénalités de Mironov. Ensuite les Fumélois s'imposent à Gourdon 25 à 20. Fumel termine premier de la poule devant Saint-Junien, Malemort et Tulle et se qualifie pour les seizièmes de finale de deuxième division. Compte tenu de leur parcours exemplaire en matchs de poule, les noir et blanc ont pour objectif la montée. À Moissac, en seizième de finale, les Fumélois s'imposent face à l'Isle-Jourdain sur le score de 41 à 20 avec quatre essais collectifs (19e), Doste (65e), Navarro (71e) et Mayor (80e). Les Fumélois auront mis une mi-temps pour perturber l'organisation gersoise. Des gersois qui parurent émoussés par rapport à leur match précédent. Avec un pack performant, les Fumélois vont prendre l'avantage dès le début de la rencontre et le buteur Mironov toujours aussi précieux ne laissa pas passer l'occasion. En deuxième mi-temps, les Fumélois vont sortir le grand jeu menant même 36 à 8 à dix minutes de la fin. Les meilleurs Fumélois furent Saint-Martin, Mayor, Khilal, Moumen, Chesnais, Pinto et Mironov. En huitièmes de finale, à Périgueux, pour le match de la montée, Fumel bat Malemort sur le score de 17 à 14 après prolongations. Treize ans après, l'USFL retrouve la Nationale 1 à l'issue d'une rencontre incertaine. Ennio Martin était très satisfait « Cette journée restera dans toutes les mémoires puisque les juniors sont en finale, les cadets viennent d'accéder aux huitièmes et les seniors en Nationale 1. C'est la cerise sur le gâteau. Je souhaite maintenant que les joueurs aillent jusqu'au bout, ils en ont les moyens et l'ont prouvé aujourd'hui ». L'équipe était composée de Lacombe ; Mironov, Mayor, Brioux, Navarro (cap.), Pinto, Gasmi ;Raffy Saint-Martin, Doste, Costes, Pozzer, Michakov ; Khilal, Maradenes, Péreira et Chagil. En quarts de finale, à Nogaro les Fumélois se sont battus par Coarraze-Nay sur le score de 33 à 19. Joué devant un nombreux public, cette rencontre malgré l'enjeu s'est déroulé d'une manière des plus correctes. Fumel avait engagé les hostilités à 100 à l'heure dominant par sa ligne d'avants qui permettait à son ouvreur Pinto de lancer une excellente cavalerie pour mener 14 à 0 à la vingt-troisième minute. La seconde période fut pratiquement à l'avantage de Coarraze-Nay. Fumel faisant des fautes aussitôt exploitées par les Béarnais. À noter une énorme défense de la 3e ligne. Yves Fouriscot (Président de l'USFL) était naturellement très déçu et reconnaissait que sa formation ne pouvait pas gagner cette partie à cause des nombreuses fautes qu'elle avait commis après une première mi-temps où tous les espoirs lui étaient permis. En Junior Balandrade, les Fumélois iront en finale à Béziers et affronteront l'équipe de Cannes-Mandelieu. À la vue de la maîtrise des avants fumélois, l'équipe de Thierry Bénaglia ne pouvait laisser échapper le titre. Las, il se trouve que les joueurs de Cannes-Mandelieu ont su puiser dans leurs ressources mentales pour venir à bout des Fumélois dans les dernières minutes et finalement l'emporter sur le score de 22 à 21. Parmi les juniors fumélois, on notait la présence de Vigneau, Chapdeleine, Moumen, Agenor, Dahmani, El Kaissouni, Lassaigne

### Les années 2000: de la Fédérale 1 à la Fédérale 3
Saison 1999-2000

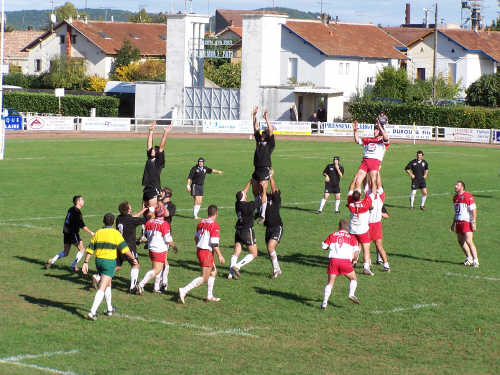
Fumel 2009.

Les Fumélois évoluent en Fédérale 1 avec dans leur poule les clubs d’Angoulême, Lormont-Cenon, Albi, Mauléon, Malemort, Sarlat, Mazamet, Bergerac, Limoges et Oloron. Parmi les Fumélois de l'époque : Getto ; Deguilhem, Lacombe, Jaadi, Mayor, Navarro, Maillard, Chesnais ; Saint-Martin, Vartanian, Espinasse, Bouglon, Tikhonov, Jérôme Collado, Michakov Longuet, El Kaisouni, Khilal et Monmaillé. Les entraîneurs sont Jean-Jacques Gesson et Jacques Alicot. Les Fumélois démarrent la saison par une victoire probante face à Limoges sur le score de 15 à 10 (5 pénalités de Maillard). Jean-Jacques Gesson (entraîneur) s'exprimait après ce premier match de championnat : « Ce soir, c'est un peu la victoire du cœur plus que le contenu et la manière. C'est important de débuter par un succès face à un club qui plus que nous a l'habitude de jouer à ce niveau. On a su résister à la pression et Maillard, malgré un début irritant, nous a donné la victoire par son jeu au pied ». Les Fumélois vaincront ensuite Bergerac (24 à 13), puis Mauléon (22 à 5), puis Lormont (25 à 23)et Oloron (19 à 7). Ils terminèrent leur saison à la 4e place derrière Oloron, Sarlat et Bergerac et seront qualifier pour les barrages. Sur le terrain d'Issoire, les Fumélois seront opposés à l'équipe d'Ugine. Les deux équipes ont eu chacune leur mi-temps. La première est à mettre au crédit de Ugine qui par un jeu au ras très performant de sa deuxième et troisième ligne et une orientation au pied bien pensée de son demi-d'ouverture est arrivé à la mi-temps avec 8 points d'avance. Mis sur orbite par un pack plus puissant, les coéquipiers du capitaine Chomette ont bousculé les « noir » de Fumel, les provoquant autour. Mais grâce à un groupe volontaire, Fumel n'a jamais lâché prise, réussissant même à se mettre en position de botter à plusieurs reprises. Beaucoup s'attendaient à voir Fumel s'effondrer en deuxième période devant une équipe d'Ugine qui prenait l'ascendant régulièrement sur ses adversaires. Mais c'était sans compter sur l'orgueil et la cohésion de Fumel qui non seulement se relançait dans le match en revenant à deux points -14-12) grâce à la botte de Maillard. À la fin du temps règlementaire le score était de 17 à 17. Puis ce fut la prolongation qui a été fatale à Fumel. Finalement Ugine s'imposa sur le score de 25 à 20. L'équipe de Fumel était composée de : Momaillé, Khilal, Longuet, Michakov, Tikhonov, Bouglon, Espinasse, Vartanian, Chesnais, Guetto, Mironov, Navarro, Painchaud, Jaadi, Deguilhem, Lacombe et Maillard. En 2000 les Fumélois seront demi-finalistes du Championnat de France Junior Reichel.
Saison 2000-2001
Les Fumélois évoluent en Fédérale 1 avec dans leur poule les clubs de La Teste, Saint-Paul des Dax, Angoulême, Lormont-Cenon, Malemort, Gourdon, Aire s/Adour, Limoges et Sarlat. Les Fumélois de l'époque : Vidal, Seyral, Lassaigne, Longuet, Rousseau, Tickonov, Landiech, Espinasse, Bouglon, Daste, Chesnais, Pebay, Painchault, Jaadi, Rigal, Chapdelaine, Getto, Pinto. Le début de saison fut difficile avec une défaite à Saint-Paul les Dax sur le score de 20 à 12. Puis les Fumélois s'imposeront face à Angoulême (39 à 19), face à Gourdon à l'extérieur sur le score de 18 à 9. Lors des matchs retour, les Fumélois s'imposeront face à Saint-Paul les Dax (27 à 18) puis face à Gourdon (42 à 12), puis face à Lormont (34 à 23) et face à Sarlat (47 à 32). Ils terminèrent 6e de la poule derrière La Teste, Saint-Paul, Sarlat, Limoges et Angoulême. En barrages, les Fumélois créent la sensation. Pour ce premier rendez-vous avec les phases finales, les « noir et blanc » ont répondu présent en remportant une belle victoire face à Montréjeau sur le score sans appel de 26 à 14. Sous une canicule d'été, les hommes du président Ennio Martin débutent bien la rencontre en occupant parfaitement le terrain et en imposant leur loi en mêlée. En huitième de finale, sur le terrain de Fleurance, les Fumélois rencontrent Saint-Paul les Dax. Ils s'imposeront sur le score de 26 à 22. C'est sous une température estivale (le 27 mai 2001), que les Fumélois à l'issue d'une rencontre folle et débridée s'imposeront sur le score de 26 à 22 avec 2 essais de Daste et Guetto. Fumel fut la révélation de la fin de la saison. Lors du quart de finale à Brive, les Fumélois vont s'incliner sur le score de 29 à 9 face à Limoges. Ambiance de phase finale côté tribune avec un millier de supporters y ayant pris place, de nombreux drapeaux « rouge et bleu » pour les Limougeauds et « noir et blanc » pour les Fumélois qui coloraient ainsi les gradins. Le coup d'envoi est donné par l'ouvreur lot-et-garonnais Thierry Pebay qui, dès la deuxième minute, ouvre la marque sur une pénalité accordée par l'arbitre, Henri Claverie (Béarn), avec l'aide du poteau à la suite d'un hors-jeu limougeaud. Nous assistons à un début de match très engagé de part et d'autre avec un engagement physique digne d'une rencontre éliminatoire. L'ouvreur limougeaud Baudry réplique à son vis-à-vis en passant une pénalité (5e) après que les « noir et blanc » sont sanctionnés en mêlée ordonnée suivie de contestations. Les coéquipiers d'Espinasse ont du mal à entrer dans la partie, ils doivent faire face à un pack solide et rugueux. Sur la première véritable offensive des Fumélois (15e), Pebay tape à suivre pour son trois-quarts aile Painchault, son homologue Badji récupère, il perce sur une cinquantaine de mètres avant que Chesnais, bien placé, ne le stoppe. Les hommes du président Ennio Martin manquent de sérénité, à l'image du cafouillage dans les vingt-deux mètres de Lacombe qui adresse une passe très hasardeuse à un coéquipier. Les avants limougeauds récupèrent le ballon, point de fixation, libération rapide pour un essai (17e) du capitaine Pecher en position d'ailier. Transformation manquée. Les « noir et blanc » sont souverains en mêlée ordonnée mais ils éprouvent énormément de mal à construire leur jeu tant leur adversaire exerce une pression constante. De plus, les coéquipiers de Salah commettent de nombreuses fautes mais, malheureusement, Pebay n'est pas dans un grand jour et ce malgré l'appui du vent dans ce premier acte. Sur une nouvelle faute des Limougeauds, les Fumélois se voient attribuer une pénalité (35e) à 35 m environ de la ligne d'en-but. Ils décident de la jouer rapidement à la main au lieu de buter. Les entraîneurs sont furieux, la tension monte. L'équipe de Limoges finit fort en cette fin de première période avec des enchaînements qui mettent sur le reculoir les « noir et blanc », toujours autant dominateurs en mêlée, ce qui leur vaut une pénalité (43e) dans les arrêts de jeu réussie par Pebay. La dernière action de jeu est à mettre sur le compte de Daste qui traverse le terrain, trouve Agenor en relais pour une phase offensive qui aurait mérité un meilleur sort. La mi-temps est sifflée sur le score de 8 à 6 pour Limoges. La seconde période débute avec les entraîneurs fumélois qui opèrent trois changements avec les rentrées de Vidal, Seyral, Rousseau, à la place de Khilal, Longuet, Bensoussi, suivis de la sortie du capitaine Espinasse remplacé par Bouglon. Les Lot-et-Garonnais reprennent du poil de la bête et obligent leur adversaire à se mettre à la faute. Pebay en profite pour ajuster une pénalité (47e) à la suite d'une position de hors-jeu du troisième ligne aile Calmond. Les « noir et blanc » prennent l'avantage au tableau d'affichage pour mener, 9 à 8. Le trois-quarts centre Lacombe quitte ses partenaires, blessé à la cuisse droite. Il est remplacé par Facci. Cinq minutes plus tard, c'est au tour de Chesnais, entorse à une cheville, de sortir. Bats fait son apparition, Lassaigne hérite alors du capitanat. Celui-ci se distingue par le fait qu'il confisque un ballon en mêlée à son vis-à-vis Buyssière. Cette domination nette en mêlée ne s'avère pas suffisante pour surprendre les Limougeauds, emmenés par Salamy, qui prend l'intervalle, s'échappe et est stoppé à quelques mètres de la ligne. Mêlée Limoges, Calmond s'en extrait et pointe le cuir en terre promise (60e). Transformation réussie, 15 à 9 pour les hommes de la porcelaine. Les Fumélois sont sous la pression. Sur une offensive initiée par la ligne de trois-quarts, l'arrière « noir et blanc » Getto commet une faute sur l'ailier Savary, le planquant sans ballon. L'arbitre accorde un essai de pénalité (66e) que Baudry transforme. Les Fumélois sont KO debout. Ils essaient tant bien que mal de réagir par des séries d'enchaînements courageux mais les Limougeauds se montrent présents pour contrer ces initiatives. L'arrière Pujos récupère un ballon, transperce et sert Tonnelier qui vient de rentrer pour inscrire le dernier essai (79e) de la partie. L'USFL était composée de Khilal puis Vidal (45e), Castagne puis Lassaigne (26e), Longuet puis Seyral (45e), Bensoussi, Tickonov, Agenor, Daste, Espinasse puis Bouglon (48e), Chesnais puis Bats (51e), Pebay, Deguilhem, Jaadi, Lacombe puis Facci (40e), Painchault, Getto.
Saison 2001-2002
Les Fumélois évoluent en Fédérale 1 avec dans leur poule les clubs de Lombez, Graulhet, Fleurance, Garazi, Oloron, Villefranche de Lauragais, Bagnères, Mauléon, Blagnac, Sarlat et Peyrehorade. Parmi les Fumélois lors de cette saison : Pinto, Lamothe, Saadi, McGrath, Lacombe, Falga, Saber, Chesnais, Bouglon, Landiech, Agenor, Tilkhonov, Bensoussi, Seyral, Lassaigne, Castagne. Lors du match d'ouverture de la saison, les Fumélois s'inclinent à domicile face à Oloron, un des favoris de la poule, sur le score de 22 à 21. Grâce à leur courage et à la botte de l'ouvreur Pinto, ils referont surface en fin de match mais ils ne purent résister à leurs adversaires qui marqueront le drop de la victoire en fin de match. Malgré un match très accroché les Fumélois s'inclineront ensuite sur le terrain de Villefranche sur le score de 35 à 20 malgré deux essais de Jaadi et Sader. Puis à Fumel, il y eut un match nul face à Peyrehorade 22 à 22. À la fin des matchs aller, les Fumélois s'inclineront sur le terrain de Sarlat sur le score de 28 à 21. À la fin des matchs aller, les Fumélois se trouvent en 11e position avec 2 victoires, 3 nuls et 8 défaites. Lors des matchs retour, les Fumélois malgré une victoire à Oloron, s'inclineront à domicile face à Villefranche (9 à 10) et Angoulême (15 à 20). Puis lors du dernier match, Fumel s'inclina face à Angoulême sur le score de 20 à 15. Incapables de venir à bout de charentais solidaires et entreprenants, les Fumélois malgré quatre pénalités d'Estrada et un drop de Pinto ne purent renverser la vapeur. Malgré une fin de saison courageuse (victoires face à Blagnac 37 à 16) les Fumélois terminent 12e de la Poule (sur 14) avec 7 victoires, 3 nuls et 15 défaites. Le vainqueur de la poule fut Blagnac et pour les Fumélois ce fut la relégation en fédérale 2.
Saison 2002-2003
Les Fumélois évoluent en Fédérale 2 avec dans leur poule les clubs de Cahors, Lavardac, Moissac, Bergerac, Gourdon, Castanet, Sarlat, Malemort, Villeneuve-Sainte-Livrade. Les présidents de l'USFL sont MM. Laurent Bierne et Pierre Bressou. Les entraîneurs sont Philippe Laborde et Bernard Lacombe. Parmi les Fumélois : Bales, Mayor, Vigneau, Estrada, Chagil, Chesnais et Faucher. Les Fumélois entament la saison par une victoire à Moissac sur le score de 22 à 19 (un essai Chesnais et cinq pénalités Crayssac). Le commentaire du capitaine Bertrand Chesnais : « Le match a été très haché, Moissac a voulu s'imposer en « distribuant » des coups de poing. D'un autre côté, nous avons été téméraires et courageux, on y a cru jusqu'au bout, d'où la récompense avec l'essai inscrit en fin de partie. On prend trois points, c'est encourageant pour la suite ». Puis ce fut une défaite au Bugue (25 à 24) et face à Bergerac à domicile (10 à 16). Après une nouvelle défaite à Lavardac sur le score de 9 à 3, les Fumélois s'imposeront 26 à 19 face à Villeneuve sur Lot (deux essais de Deguilhem et Seyral). Lors de ce derby, l'équipe de Fumel était composée de Deguilhem, Saber, Brioux, Mayor, Vigneau, Bales, Estrada, Chesnais, Delmouly, Agenor, Tickhonov, Dhamani, El Kaissouni, Seyral et Vidal. Mais cette victoire fut sans lendemain. Gourdon s'imposa à Fumel sur le score de 25 à 18 (en février) avec un duel de buteur Estrada contre Cierniewski. Les Fumélois subiront ensuite une défaite à Sarlat sur le score de 36 à 20 et malgré une dernière victoire sur Lavardac (17 à 3) ils terminèrent avant-dernier devant Villeneuve sur Lot et descendront à l'étage inférieur pour la saison suivante.
Saison 2003-2004
Lors de la saison 2003-2004, Les Fumélois évoluent en Fédérale 3 avec dans leur poule les clubs de Royan, Objat, Pompadour, Isle s/Vienne, Angoulême, Le Bugue, Rochefort, Saint-Jean-d'Angely, Duras et Vergt. Fumel dominent toute la saison. Victoire face à Vergt (29 à 21), face à Pompadour (27 à 12), face à Duras (50 à 15), face au Bugue (28 à 16), face à Isle s/Vienne (34 à 20) et face à Objat (49 à 5). Ils terminèrent deuxième de la poule avec 11 victoires, 1 nul et 5 défaites derrière l'équipe de Vergt. Par contre, en phases finales les Fumélois ne passeront pas le cap et devront reprendre la saison suivante en fédérale 3 de nouveau.
En 2004 le club est également champion de France Excellence B.
Saison 2004-2005
Les Fumélois évoluent en Fédérale 3 avec dans leur poule les clubs de Villeréal, Angoulême, Nontron, Ussel, Guéret, Belvès, Saint-Junien, Soyaux, Pompadour et Le Bugue. Les Fumélois sont entraînés par Jacques Alicot. Parmi les belles victoires, les Fumélois s'imposeront 26 à 11 face à Nontron grâce à un essai de Chesnais et sept pénalités de Beuvelot. Ils s'imposeront également face à Pompadour (19 à 12), face à Soyaux (24 à 11), face à Ussel (21 à 10), face au Bugue (29 à 12), face à Belves (21 à 9) et face à Guéret (22 à 21). Qualifiés avec une 6e place, les Fumélois furent opposés à Mouguerre (victoire 26 à 16) puis à Canton d'Alban (victoire 20 à 12). En seizième de finale sur le terrain de Condom, les Fumélois réussirent l'exploit de battre l'ogre Orthez sur le score de 15 à 9 grâce à 4 pénalités d'Estrada et un drop de Vigneau. Sous les yeux d'un Hugues Miorin rivé à son téléphone pour ne pas perdre une miette d'un certain Stade Toulousain - Stade Français, Michel Estrada, l'entraîneur fumélois, est entré dans le vestiaire fumélois avec une bouteille de champagne….Une victoire comme celle acquise face à Orthez s'arrose forcément. Les Fumélois, les incroyables Fumélois, ont réussi l'exploit de battre Orthez, un des grands favoris du championnat. Ils disputeront ainsi une 1/8e de finale face à Nontron. Le vainqueur de cet explosif Fumel-Nontron accédera à la Fédérale 2. Par contre, pour le match de la montée face à Nontron ils furent battus 12 à 9 alors qu'ils dominèrent le match (un essai refusé). Les Fumélois qui jouèrent sur le terrain de Sarlat face à Nontron étaient : Vigneau, Soares, Gorrias, Cassagne, Beuvelot, Estrada, Chesnais, Moumen, Demeaux, Tizon, Cambou, Dahmani, Chaghil, Peireira, Luite et Doumeska. La défaite face à Nontron fut dure à avaler car sur la physionomie du match, les Fumélois méritaient de gagner. Avec deux essais refusés ce fut trop.
Saison 2005-2006
Les Fumélois évoluent en Fédérale 3 avec dans leur poule les clubs de Arpajon, Saint Céré, Maurs, Nérac, Casteljaloux, Bretenoux-Biars, Lavardac, Villeréal, Sainte-Bazeille, Passage d'Agen et Saint Simon. Parmi les Fumélois : Beuvelot, Plaino, Fonroques, Saber, Sort, Gorrias, Estrada, Chesnais, Moumen, Boulesque, Barbet, Fanals, Chaghil, Demeaux, El Kaissouni, Khilal et Pereira. Les Fumélois s'imposeront à deux reprises face à Casteljaloux (victoire 15 à 10 à domicile et victoire 15 à 6 à l'extérieur). Les Fumélois terminèrent les matchs de poule avec 18 victoires (dont 13 d'affilée) et seulement 4 défaites. En phase finale, les Fumélois vont triompher des basques de Bardos sur le score de 17 à 13 en trente-deuxième de finale, puis de Thuir sur le score de 35 à 17 et de Luzech sur le score de 27 à 21. Les Fumélois se retrouvent en quart de finale face à Ampuis (Isère) à Arpajon sur Céré. Sur le terrain les choses allaient très vite, c'est Ampuis qui, adossé à un fort vent de nord, ouvrait le score dès la 3e sur pénalité. Fabien Estrada touchait du bois dans la minute qui suivait. En-avant d'un Isérois sous ses poteaux, mêlée rush de Boulesques à la suite d'une mêlée sous les poteaux et c'est Karim Moumen qui aplatira un essai pour les siens. À la 6e, tout va très vite, Rostaing remet les siens devant sur une nouvelle pénalité : 6 à 5. À partir de cet instant, Fumel met la main sur le ballon et sur le match. Fabien Estrada enquille la pénalité : 8 à 6. L'USFL domine mais ne marque pas. La demi-heure de jeu est atteinte sur ce score de 8 à 6 malgré quinze minutes où les Fumélois auront beaucoup tenté, au près, au large, en vain. Ce n'est que par le pied de Fabien Estrada que le score évoluera, à la 33e, sur pénalité : 11 à 6. Cela aura pour effet de stimuler les « rouge et noir » d'Ampuis qui accuseront alors un retard de 5 points sur les hommes de Jacques Alicot. Que dire de cette première période ? Que les deux équipes, proches l'une de l'autre, ont régalé le public, engagement mais correction. Il restait cinq minutes d'une partie que l'on ne voulait pas voir s'achever tellement elle aura été haletante, indécise, bref tout simplement belle. À la 80e, Fumel a l'occasion par Fabien Estrada de l'emporter sur pénalité puis sur un drop des 25 m en face à la suite d'une relance qui a traversé toute l'Auvergne, pardon le terrain (85e) mais finalement l'USFL sera éliminée sur le score de 18 à 17. L'équipe de Fumel était composée de Plaino, Sort, Gorrias, Frankem, Saber, Estrada (o), Chesnai (m), Boulesques, Moumen (cap.), Barbet, Dahmani, Fanals, Elkaisouni, David, Kilhal et comme remplaçants : Zandouche, Péreira, Perrié, Zidani, Fonroques, Saber, Cambou.
Saison 2006-2007
Les Fumélois évoluent en Fédérale 2 avec dans leur poule les clubs de Soustons, La Teste, Aire sur Adour, Bazas, Boucau-Tarnos, Salles, Casteljaloux, Langon, Nogaro et Saint-Palais. Pour leur retour en fédérale 2, les Fumélois débutent face à l'équipe de La Teste. L'entraîneur est Jacques Alicot. Dominateurs en touche, les Fumélois lancent des attaques en première main. et finissent par s'imposer sur le score de 22 à 12. Une défaite ensuite à Soustons sur le score de 14 à 7, une victoire à domicile face à Casteljaloux sur le score de 9 à 6 et une victoire face à Saint-Palais permirent aux Fumélois de bien démarrer la saison. À la fin de match aller les Fumélois avec sept victoires et quatre défaites peuvent être heureux. Lors des matchs retours, l'USL se rendra à Casteljaloux. De nombreux supporters se déplacèrent à l'occasion de ce derby remporté sur le fil par Casteljaloux sur le score de 12 à 9. L'équipe fuméloise était composée de Plaino, Saber, Gorrias, Franken, Saber, (o) Estrada, (m) Chesnais, Boulesque, Fanals, (cap.) Moumen, Castex, Dahmani, Elmrabet, Tizon et Seyral. Les Fumélois s'imposeront ensuite face à Soustons sur le score de 26 à 11, mais seront défaits à Salles 16 à 0, puis à Boucau-Tarnos 14 à 12. Néanmoins, les Fumélois terminent par une victoire à domicile face à Aire sur Adour sur le score de 22 à 17. Ils disputerons les barrages. Le 29 avril 2007, ils affronteront l'équipe de Niort (Barrages fédérale 2). Au coup d'envoi, ce sont les nerfs des supporters fumélois qui sont mis à rude épreuve par un départ tonitruant des Niortais. Dès la première minute de jeu, à la suite d'une touche, l'attaque deux-sévrienne se développe jusqu'à l'arrière Brunet qui perce longuement avant d'être repris à proximité de la ligne. Sur le regroupement le capitaine Capel alerte sur le fermé son ouvreur Paillat qui se débarrasse d'un adversaire pour plonger derrière la ligne (5-0). Se sont-ils vus trop beaux, ou ont-ils pensé qu'à ce moment-là, ils n'allaient faire qu'une bouchée de Fumel, toujours est-il qu'un relâchement va permettre à Fumel grâce à son solide pack et surtout grâce à la botte d'Estrada de recoller au score sur pénalités. 11-6 à la pause en faveur de Niort. Dès la reprise, le match se dispute sur un petit rythme essentiellement à cause de la chaleur qui semble avoir marqué les organismes. Dans les dernières secondes du match, Fumel laisse la victoire aux Niortais qui s'imposeront finalement sur le score de 17 à 12. Parmi les Fumélois de l'époque : Mironov, Saber, Gorrias, Albasi, Meynard, Estrada, Chesnais, Boulesque, Moumen, Fanals, Castex, Demeaux, Favre, Dahmani, Pascau, Garcia, Luitre, Hozman, Cambou, David.
Saison 2007-2008
Les Fumélois évoluent en Fédérale 2 avec dans leur poule les clubs de Nontron, Castelsarrasin, Figeac, Malemort, Sarlat, Decazeville, Guéret, Rodez, Malemort, Nérac et Le Bugue. Parmi les Fumélois : Mironov, Boulesque, Estrada, Castex, Demeaux, Favre, Fanals, Tyson. Fumel s'imposera face à Nérac à domicile sur le score de 21 à 3 (2 essais Mironov et Boulesque, une transformation et trois pénalités d'Estrada). À l'issue de la rencontre, les supporters fumélois sont restés longtemps debout pour remercier leurs joueurs. Pour leur victoire bien sûr, mais surtout pour la vaillance dont ils ont fait preuve tout au long du match. Puis ce fut le déplacement en janvier 2008 en Corrèze à Malemort. Avec un essai de Marche, cinq pénalités et une transformation d'Estrada, Fumel réalisa un petit exploit. La suite du championnat fut beaucoup plus difficile avec notamment une défaite à domicile face à Figeac (17 à 3). L'équipe était composée de Mironov, Soares, Marche, Laval, Saber, Estrada(o), Chesnais (m), Boulesque, Moumen(cap.), Fanals, Bergougnoux, Cruzol, El Kaissouni, Tizon et Seyral. Deux autres défaites à domicile seront à noter d'une part face à Guéret (10 à 0) et ensuite face à Sarlat (27 à 17). Enfin à l'extérieur, les défaites face à Rodez (défaite 23 à 12), face à Nontron (défaite 16 à 6), face à  Castelsarrasin (défaite 31 à 20) et face à Decazeville (défaite 17 à 7)seront le signe de la relégation. Les Fumélois terminèrent 11e avec 4 victoires, 1 nul et 14 défaites et furent relégués. Le premier de la poule fut Le Bugue qui termina devant Gourdon et Guéret.
Saison 2008-2009
Les Fumélois évoluent en Fédérale 3 avec dans leur poule les clubs de Nérac, Tulle, Lavardac, Lacapelle-Marival, Ussel, Souillac, Malemort, Bon-Encontre, Saint-Cernin, Monflanquin et Belves. Lors du premier match de championnat les Fumélois seront largement défaits à Belvès sur le score de 52 à 7. Puis il y eut une défaite à domicile face à Tulle sur le score de 28 à 9. La suite du championnat fut extrêmement difficile. Fumel s'inclina à Lavardac sur le score de 27 à 15, puis ce fut une défaite face à Ussel sur le score de 36 à 7. Malgré un sursaut d'orgueil et une victoire sur Monflanquin 20 à 9, les Fumélois souffriront en fin de saison. Des défaites nouvelles eurent lieu face à Belves à domicile sur le score de 18 à 12 puis sur le terrain de Tulle (défaite 76 à 0), face à Lacapelle-Marival sur le score de 31 à 6 et face à Souillac (défaite 31 à 0). Les Fumélois terminèrent à la 12e et dernière place de la poule avec seulement 2 victoires pour 18 défaites. Le vainqueur de la poule fut Belvès. Avec plusieurs départs durant l'intersaison, les Fumélois vont évoluer pour la saison suivante en Honneur (Périgord Agenais. Une page de l'histoire du club est tournée. Mais les espoirs de revoir les Fumélois remonter sont réels. Lors de l'assemblée générale du mois de juin, le président Bressou qui a amélioré la situation financière du club cède sa place au nouveau président, Edmond Mazak (ancienne figure du rugby fumélois des années 1970). Les Fumélois de la saison : Brouillet, Rougier, Royo, Deguillehm, Zapliki, Aranda, Fontaine, Kilahl, Saez, Fanals, Demeaux, Favre, Doumeksa, Carmeille, El Kaissouni… Nous soulignerons aussi les retours à la compétition d'anciennes gloires du club comme Castagnié, Rigal, Lolmède, Delsol, Birioukoff ou Mayor.

### Les années 2010: la reconstruction et les espoirs
Saison 2009-2010

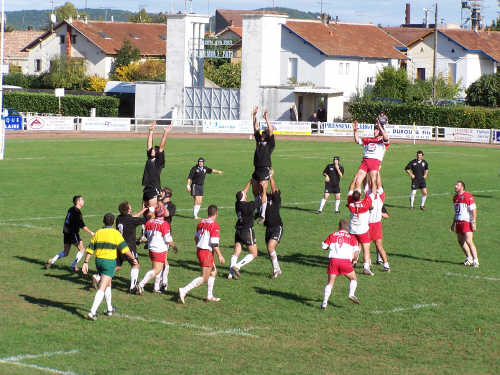
Fumel en 2009.

En ce début de saison, les Fumélois s'appliquent à redorer leurs couleurs en Honneur du Périgord Agenais. À la suite d'une série de trois matchs amicaux contre deux équipes de Fédérale 3 (Monflanquin aller-retour et Castillonnes), le groupe de Philippe Maradènes peut entamer sa saison avec trois victoires. Pour son retour après une cinquantaine d'années en Honneur du Périgord Agenais, les Fumélois seront amenés à évoluer avec les clubs de Lavardac, Le Lardin, Miramont, Sainte-Livrade, Tournon d’ Agenais, Sainte-Bazeille, Laroque, Nérac, Excideuil et Castelmoron. Le groupe de cette année compte parmi ces rangs de nombreux jeunes, notamment la ligne arrière, mais a conservé ses cadres : Brouillet J., Rougier K., Royo A., Deguillehm O., Zapliki D., Aranda M., Fontaine J, Kilahl A., Saez A., Demeaux R., Favre P., Doumeksa A., Carmeille J., El Kaissouni F., El M’rabet F., Castanié B… Parmi les recrues nous comptons : Toucouère A., Besse FX., Pezetta F, Drure A… Et de nombreux juniors montants : Maradènes M., Faucher M, Drure C, Serre N, Guffond A., Diniz C. …Les résultats de la saison 2009-2010 sont très prometteurs : Fume s'impose à Castelmoron sur le score de 11 à 9, puis l'emporte face à Excideuil sur le score de 25 à 9. À Nérac les Fumélois sont défaits 21 à 3. Puis Fumel bat Tournon 6 à 0, l'emporte à Laroque-Timbaut 26 à 21 et s'impose face à Sainte Livrade 13 à 9. En fin d'année, Fumel bat Miramont 12 à 0 et fait match nul 10 à 10 à Lavardac. Les Fumélois reçurent pour les matchs retour l'équipe de Castelmoron (victoire 9 à 9). La formation fuméloise était composée de : Jaadi ; Vayssières ; Castagné ; Abouzid ; Khilal ; Saez ; Pezzetta ; Besse ; (m) Lapouge ; (o) Faucher ; Bouchara ; Toucouère ; Aranda ; Royo ; Maradènes. Puis Fumel va battre Sainte-Bazeille 18 à 17 mais perdra début 2010 à domicile face à Nérac sur le score de 3 à 0. S'ensuivent des victoires face à Laroque 50 à 6, puis face à Sainte-Livrade 24 à 14 et Le Lardin 32 à 9. Au mois de mars 2010, Miramont s'impose 33 à 17 face à Fumel. Ce fut un très bon match de Miramont qui fit preuve de plus d'engagement que les Fumélois. Fumel reste leader de la Poule avec 13 victoires, 1 nul et 4 défaites devant Saint-Bazeille et Nérac. En avril 2010 pour le dernier match de poule, Fumel s'impose au Lardin 20 à 6. Pourtant menés pendant 60 minutes (8-6) les Fumélois sont allés chercher cette victoire, synonyme de montée directe en fédérale 3, dans les 10 dernières minutes en y inscrivant 2 essais décisifs. Le 25 avril, en 1/2 Finale du PA à Penne St-Sylvestre, Miramont s'impose face à Fumel sur le score de 19 à 16 - À la fin du temps règlementaire, les Fumélois menaient encore 16-12 lorsque David Dornon et ses équipiers de l'USM ont enclenché une énième cocotte dans les vingt-deux mètres de l'USFL. Les blacks reculaient inexorablement tout en essayant d'écrouler le maul. M. Cartault leur a donné deux avertissements mais, à la troisième fois, il a sifflé et filé sous les poteaux pour accorder l'essai de pénalité qui donnait la victoire à Miramont (19-16). Puis viennent les 32e de finale du Championnat de France. Sur le terrain de Nérac, Fumel l'emporte face à Beaumont de Lomagne sur le score de 6 à 5. Deux anciens grands du rugby se retrouvent pour ce 32e de finale et se sont les Fumélois qui l'emportent. En effet sur le terrain de Nérac, les Fumélois vont profiter du manque de réussite du buteur beaumontois pour l'emporter. La première ligne fuméloise fut exceptionnelle et les deux joueurs Besse et Toucouère furent irréprochables. En 16e de finale, à Castelnau Rivière Basse, l'équipe de Saint-Palais dispose du XV fumélois sur le score de 26 à 11. Les supporters fumélois ont remporté en Bigorre leur match, plus nombreux, plus bruyants que leurs homologues basques. Cela n'aura duré que 3 minutes, entame de feu de Saint-Palais, et trois minutes plus tard, à la suite d'une pénalité rapidement jouée, le talonneur basque pointait un essai qui sera transformé par celui qui sera le bourreau des Fumélois : Ayçaber, 7-0. On ne pouvait imaginer plus mauvais scénario pour les hommes du président Mazak. Les Fumélois se remettront dans le sens de la marche trois minutes plus tard ils réduiront le score sur pénalité 3-7, puis 6-7 après une nouvelle réalisation de Toucouère (24e). La pause intervenait sur le score de 6-10. Saint-Palais, Champion de Côte Basque, sans aligner une équipe de colosses, a fait ce qu'il fallait pour enrayer les intentions des Fumélois. l'USFL peut nourrir des regrets, une bonne conquête mais un jeu au pied un peu approximatif, ont privé les riverains du Lot d'un nouveau tour en Championnat de France. L'USFL était composée pour ce dernier match de la saison des joueurs suivants : Maradenes, Fontaine, Czaplicki, Aranda, Deguilhem, Toucouère, Royo, Besse, Pezzetta, Saez, Khilal, Abouzid, Castagné, Vayssière et Jaadi.
Saison 2010-2011
Pour la nouvelle saison, plusieurs mouvements :
Arrivées : Lassaigne, Cruzol (Cénac), Caillou (US Colomiers), Gorrias, Sort (US Bergerac), Lassarade (Castelmoron), Delmas, Fonroques, Toro (Penne-Saint-Sylvestre), M. Maillard (Avenir valencien), Robert, Dauzac (SU Agen), Ticot (Villeneuve), Basset (Belvès), Gerveau (Villefranche-du-Périgord)Départs : Marseille (Puy-l’Evêque), Maiouf (Villeneuve-sur-Lot), Soulier (Aiguillon), Brouillet (Saint-Vite), Serres, Rueda, Ambal (Saint-Aubin), El Mrabet, Czapliki (Tournon-d’Agenais), Demeaux, Aranda (Canton de Saint-Lys), Guerrin (Monflanquin).
Pour son retour en Fédérale 3, le président Titi Mazak a décidé de faire appel à quelques renforts de poids, pour jouer un rôle à ce niveau. Il s'est attaché avec l'encadrement technique à ramener au bercail certains joueurs de talent partis sous d'autres cieux. La première recrue incontestablement la plus connue est le 1/2 d'ouverture Mathieu Maillard. Fumel a dans sa poule 1 Secteur Sud-ouest Fédérale 3 les équipes de Guéret, Malemort, Lacapelle-Marival, Lalinde, Sarlat, Saint-Cyprien, Bergerac, Souillac, Mussidan, Saint-Léonard et Gradignan. Début septembre, le stade Henri-Cavallier a eu un parfum du passé, du temps ou les Fumélois et Bergeracois figuraient dans l'élite. Grâce aux 20 points de son 1/2 d’ouverture Mathieu Maillard, Fumel bat Bergerac 25 à 16. L'essentiel est acquis. Puis Fumel bat Saint-Cyprien 22 à 8, triomphe de Saint-Léonard 30 à 23 avec deux essais de Khilal et Toucouère, gagne à Lalinde 13 à 12, puis s'impose face à Gradignan 48 à 20. Face à Gradignan, les Fumélois attaquent à tout va et marquent le bonus offensif. Ensuite ils s'imposent à domicile face au leader Sarlat sur le score de 12 à 6 avec un Maillard décisif. Les matchs retour seront plus délicats avec l'absence de l'ouvreur Maillard qui se blessa lors du match gagné à Bergerac. En effet, le 16 janvier à Fumel, c'est Lacapelle-Marival qui s'impose sur le score de 34 à 27. Dès lors les Fumélois perdent à Saint-Cyprien sur le score de 14 à 8 puis s'inclinent à Gradignan sur le score de 32 à 13. Une très belle victoire face à Mussidan sur le score de 29 à 14 sera à souligner. L'USFL qui avait retrouvé le désir de gagner et malgré l'absence de Mathieu Maillard vont inscrire deux essais par Besse et Caillou ainsi que cinq pénalités et une transformation de Mongis. Le président Mazak s'est déclaré « rassuré », en poussant un soupir de soulagement. « Nous aurions dû marquer ce troisième essai pour arracher un bonus offensif, on s'est un peu laissé aller en deuxième mi-temps. Mais le principal, aujourd'hui, c'est d'avoir gagné. » Pour Philippe Maradènes : « nous avons construit des mouvements intéressants, par contre nous avons manqué d'un peu de constance dans le jeu. Nous avons eu envie et nous avons été au combat. Nous avons commis trop de fautes et joué trop souvent en infériorité numérique pour aller chercher un bonus à notre portée. » Par la suite il y aura une victoire face à Malemort sur le score de 21 à 16. Malgré cela les Fumélois ratent de peu la qualification. Philippe Maradenes (entraîneur) déclarait à l'issue du dernier match : « Je suis satisfait en particulier de notre première mi-temps, ayant retrouvé la sérénité, nous avons été performants dans la conquête. Nous avons bousculé le huit de Malemort et nous avons conduit de bons groupés pénétrants. Nous sommes à nouveau sur le bon chemin ». Avec 60 points au classement final, les Fumélois terminent 5e de la poule derrière les équipes de Sarlat, Malemort, Lalinde et Bergerac. Que de regrets, l'équipe n'est pas qualifiée pour les phases finales par rapport au nombre des punis mais réalise une excellente saison. L'équipe II quant à elle se qualifie pour les phases qualificatives et perdra contre l'équipe de Nontron lors des phases finales.
Saison 2011-2012

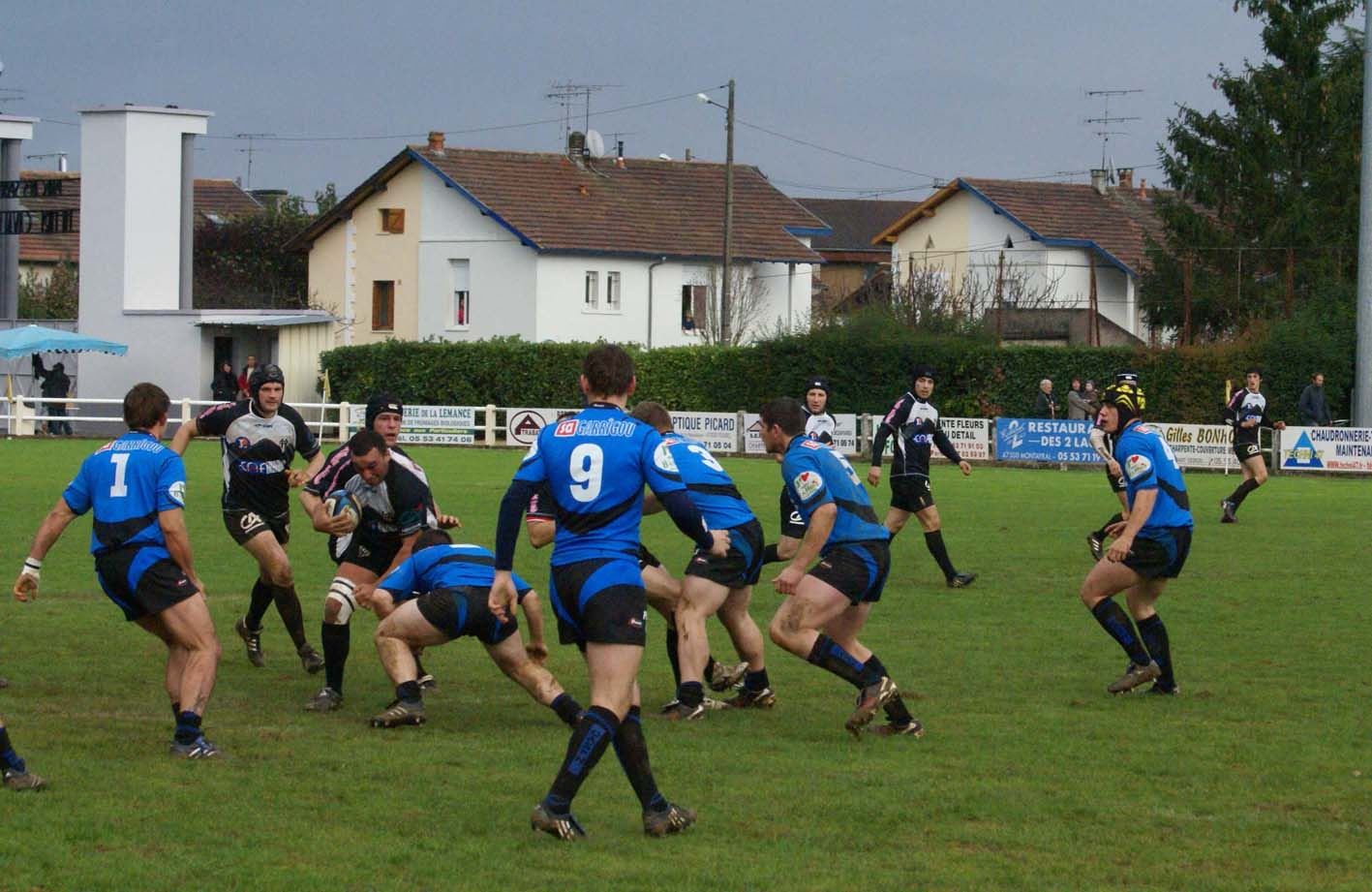
Fumel Sarlat Novembre 2010.

Les Fumélois sont en Fédérale 3 et seront dans la Poule 10 avec US Carmaux, Levezou Segala Aveyron, US Lalinde, FC TOAC TOEC, Gaillac, US Villereal, US Bergeracoise, Saint-Sulpice et l'US Monflanquin. L'ouverture de la saison rugbystique aura lieu le 25 septembre, avec un déplacement à Villeréal. L'ouverture de la saison a lieu le 25 septembre 2011 et les Fumélois s'imposent sur le terrain de Villéreal sur le score de 22 à 20. Une semaine plus tard, ils seront défaits à Monflanquin sur le score de 22 à 7. Pour leur premier match à domicile les Fumélois vont s'incliner face à l'équipe tarnaise de Saint-Sulpice sur le score de 19 à 9. Lors de ce match test, les fumélois ont sans cesse couru après le score et 3 pénalités de Técouères n'y feront rien. le 30 octobre 2011, les Fumélois vont relever la tête et s'imposer sur le terrain de Lalinde (victoire 31 à 16) avec 4 essais de Fontaine, Gorrias, Maillard et Besse. La réception de Gaillac, leader de la poule, le 6 novembre, ne fut pas une partie de plaisir et les Fumélois durent s'incliner sur le score sans appel de 38 à 3 avec 4 essais encaissés.
L'équipe fuméloise était composée de : Gayri, Fontaine, Gorrias, Czaplicki, Faucher (o), Maillard (m), Roy, Denayrolles, Besse (cap.), Williams, Cruzol, Robert, Jaadi, Lassaigne, Khilal. Remplaçants : Carmeille, El Kaisouni, Henry, Pezzetta, Aguilard, Caillou, Maradènes. S'ensuivirent des défaites à Carmaux (32 à 12), à domicile face au TOEC/TOAC (16 à 6). Après cette prestation décevante à domicile face aux Toulousains, les Fumélois se rendirent à Bergerac en Nocturne. Se multipliant en défense, et grâce à la botte de Maillard, les Fumélois s'imposèrent sur le score de 9 à 8. Le début de l'année 2012 fut excellent. Victoire face à Levezou-Ségala sur le score de 19 à 11, puis s'enchaînèrent des victoires à domicile face à Villeréal 9 à 3. Puis ce fut la réception de Monflanquin qui s'était déplacé à Fumel avec de sérieuses intentions de victoire. Les Fumélois sont finalement parvenus à faire la différence à 5 minutes de la fin du match (pénalité de Toucouères) score final : 11 à 3. L'équipe fuméloise était composée de : Maradènes, Fontaine, Gorrias, Caillou, Faucher, (o) Maillard (cap.), (m) Aguilard, Henri, Besse, Lassaigne, Cruzol, Robert, Khilal, Carmeille, El Kaisouni. Remplaçants : Jaadi, Pezzetta, Denayrolles, Favre, Gayri, Czaplicki. Début mars 2012, la réception de Carmaux fut une énorme déconvenue. Ce match de reprise (après plusieurs semaines sans jouer à cause du gel), confirma le réalisme des Tarnais qui concrétisèrent tous leurs temps forts. Sur un terrain gras avec une pluie fine, les Fumélois furent fébriles. Alors qu'on s'acheminait vers un score de parité 9 à 9, Carmaux crucifia les Fumélois par essai à la 77e minute. Le18 mars, Saint-Sulpice s'imposa à domicile devant les Fumélois sur le score de 22 à 12. Puis la fin de la saison fut très difficile : défaite au TOEC/TOAC 45 à 14, puis deux défaites à domicile face à Bergerac et Lalinde indiquèrent que les Fumélois allaient se diriger en Honneur pour la saison future. Un manque d'enthousiasme, un discours qui ne passe plus, le ressort cassé avec l'entraineur Philippe Maradenes à qui les joueurs demandèrent même la démission avant la fin de la saison, un effectif réduit : toutes ces raisons amenèrent les Fumélois à ne plus y croire. Les deux derniers matchs (défaites à Gaillac 87 à 7 et enfin le 22 avril à Levezou 90 à 10 confirmèrent la relégation déjà promise depuis plusieurs semaines. Au classement final, les Fumélois terminent derniers avec 6 victoires pour 12 défaites. Le premier de la poule fut Gaillac qui devança TOEC/TOAC, Bergerac et Carmaux. Lors de l'assemblée générale, l'USFL est composée d'un nouveau bureau avec à sa tête Frédéric Alaux (coprésident). Félicitations à Edmond Mazak et son équipe pour les 3 saisons passées à la tête du club.
Saison 2012-2013
La Poule Honneur 2012-2013 est composée de 12 clubs : Fumel, Le Bugue, Villeréal, Villeneuve-sur-Lot, Layrac, Nérac, Tournon, Sain-Cyprien, Le Lardin et Sainte-Bazeille. Dès le début de saison, les Fumélois s'imposent face à Sainte-Bazeille 12 à 11, Le Lardin 26 à 18, Saint-Cyprien 15 à 9 et Villeréal 26 à 23. En octobre 2012, sur le terrain de Tournon d'Agenais, les Fumélois seront défaits 16 à 15 (Estrada ancien Fumélois, passera une pénalité en fin de match qui fit la différence). La venue du leader Nérac le 12 novembre, permettra aux Fumélois de s'imposer sur le score de 19 à 10. L'équipe de l'USFL était composée de Saraiva, Cendres, Dufau, Capliki, Gallaraga, Gorrias, Moumen, Joucla, Henry, Drure, Fallière, EL Kaissouni, Lassaigne et Carmeille. Puis vint une défaite à Layrac (11 à 8) et à domicile une victoire face à Villeneuve sur Lot sur le score de 42 à 21. En janvier 2013, les Fumélois sont premiers de la poule avec Nérac (9 victoires pour 2 défaites). Après un succès au Lardin sur le score de 14 à 9, les Fumélois s'imposeront à domicile face à Saint-Cyprien (30 à 6) puis Tournon d'Agenais (36 à 0). Le 24 février, ils s'imposeront à Villeréal sur le score de 26 à 20. Le 3 mars, à Nérac, les Fumélois seront défaits par le leader de la poule sur le score de 21 à 14. Ensuite plusieurs victoires face à Layrac 27 à 12, Sainte-Bazeille 12 à 11, Villeneuve sur Lot 41 à 13 et enfin Le Bugue 22 à 7. Le dimanche 21 avril 2013, en 1/2 finale du PA, sur le terrain de Villeneuve sur Lot, les Fumélois s'imposeront sur le score de 25 à 19 face à Tournon d'Agenais (1 essai Gorrias, 4 pénalités et un drop de Maillard et 1 pénalité de Belotti). La balance a penché en faveur des Fumélois mais la victoire aura pu être celle de Tournon. En effet, au terme d'un match serré, Hugo Belotti tout juste 18 ans passe la pénalité de la gagne. En finale du Périgord Agenais, sur le stade d'Armandie (Agen), les Fumélois seront défaits face à Nérac sur le score de 17 à 12. En 32e de finale Honneur, sur le terrain de Souillac, les Fumélois vont s'imposer dans la douleur face à Argentat sur le score de 30 à 23. Dans une partie très serrée, chaque équipe a eu sa chance. 3 essais de Fontaine et Saraiva (2) ont permis aux Fumélois de se qualifier pour les 16e de finale. Sur le terrain de La Réole, le 19 mai 2013, les Fumélois vont affronter Mimizan (Champion de Côte d'Argent). L'USFL s'inclinera en prolongations alors qu'ils avaient amplement la possibilité de s'imposer. Ils s'inclineront sur le score de 19 à 12. Le Groupe fumélois était composé de Maradènes, Mongis, Fontaine, Gorrias, Czapliki, Saraiva, Galaraga, Maillard, Chesnais, Belotti, Moumen (cap.), Cruzol, Lassaigne, Couillac, Drure, Khilal, Falière, El Kaisouni, Carmeille, Grelon, Jaadi et Castagné. La saison se termine donc sur cette défaite en 16e de finale et la saison 2013-2014 sera de nouveau en Honneur
Saison 2013-2014 (Honneur Périgord Agenais)
La Poule Honneur du Périgord Agenais 2013-2014 est composée de 10 clubs : Fumel, Villeréal, Villeneuve-sur-Lot, Le Queyran, Vergt, Payzac, Layrac, Saint-Cyprien, Le Lardin et Sainte-Bazeille. Les entraîneurs de l'USFL sont Nicolas Grelon (entraîneur des avants) et Stephane Rigal (entraîneur des arrières). Comme toujours à l’intersaison, il y a eu des
mouvements, dont quelques départs de joueurs, entre autres Maradènes, Royo,
Carmeille, Falières, Doumeska, qui ont été compensés par des arrivées de
qualité, notamment des retours au club. La saison demarra par une victoire de Fumel à Sainte-Bazeille 46 à 6 (6 essais). Puis le dimanche 13 octobre Fumel bat Layrac 32 à 8 avec 4 essais de Benaglia (2e), Gorrias (13e), Cassang (15e) et Fontaine (55e). Le dimanche 20 octobre Fumel bat Le Queyran 21 à 3 puis en novembre Fumel bat Le Lardin 69 à 15 puis bat Villeréal 14 à 8 et Saint-Cyprien 46 à 19. Ensuite victoire à Villeneuve sur Lot 26 à 21 et à Payzac 13 à 10. Le dimanche 8 décembre Fumel bat Vergt 67 à 0. Début 2014 Fumel bat Sainte-Bazeille 27 à 23. Le dimanche 26 janvier à Layrac, Layrac bat Fumel 7 à 3. Puis ce fut des victoires face à Le Queyran 18 à 6, Villeréal 26 à 8, Saint-Cyprien 56 à 0, Le Lardin 30 à 15 et Payzac 78 à 0. En 1/2 Finale du Périgord Agenais, à Saint-Sylvestre, Fumel bat Villeréal 17 à 3. Le dimanche 4 mai 2014 la finaleh du Périgord Agenais eu lieu au Stade Armandie à Agen. Fumel battra Layrac 12 à 6 avec 4 pénalités de Maillard (11e, 33e, 68e et 76e). Fumel devient Champion du Périgord Agenais Honneur et monte ainsi en Fédérale 3 pour la saison 2014-2015 -  L'équipe fuméloise était composée de Jaadi, Lassaigne, Khilal, Drure, Fanals, Henry, Moumen, Jougla, (m) Gorrias, (o) Maillard, Faucher, Cassang, Moussard, Fontaine, Mongis. Sont entrés en jeu : Carmeille, Castagné, El Kaisouni, Cruzol, Delmas, Dufaud, Vergnes. Le 11 mai 2014 Pechbonieu, en 32e de finale du Championnat de France Honneur, les Fumélois s'inclineront face à Saint-Affrique (Aveyron) sur le score de 32 à 24 alors qu'ils menaient 18 à 5 à la 20e minute. Làs, les blessures de Maillard et de Drure vont avoir des répercussions importantes. Menant seulement 21 à 20 à la mi-temps, les Fumélois vont souffrir face au vent en seconde période. Les avants aveyronnais vont marquer par leur troisième ligne puis se sera autour de leur ailier d'enfoncer le clou à la 65e minute avec un essai. Les Fumélois qui composèrent l'équipe étaient : Castagné, Lassaigne, El Kaissouni;, Drure, Khilal, Fanalsz, Moumen (Cap.), Joula, Gorrias (m), Maillard (o), Moussaid, Cassang, Vergnes, Fontaine et Mongis. Les remplaçants étaient : Carmeille, Jaadi, Delcaillou, Cruzol, Delmas, Duffaud et Faucher. Bravo cependant au Fumélois qui réalisent une saison exemplaire puisqu'ils seront en fédérale 3. Fin mai lors de l'assemblée générale, le président Allaux a présenté sa démission tout en restant fidèle à l'USFL et c'est Eric Malardeau, ancien joueur des années 80 qui est nommé Président épaulé par Dominique Pozzer comme Vice-Président.
Saison 2014-2015 (Fédérale 3)
Pour la Saison 2014-2015 les Fumélois sont en Fédérale 3 et la poule est composée de Nègrepelisse, Tournon-d'Agenais, Levezou, Saint-Yrieix, Grenade-sur-Garonne, Ribérac, Monflanquin, Gourdon, Lalinde et Fumel. Les Fumélois avec leur trio d'entraîneurs Nicolas Grelon, Karim Moumen, Mathieu Maillard conservent leur ossature de la saison passée. Samedi 23 août : Challenge de l'Espoir : À Nontron, Nontron bat Fumel 15 à 14 puis le dimanche 14 septembre : À Lalinde : Fumel bat Lalinde 19 à 16 - Première très belle victoire en fédérale 3 à l'extérieur ! Le dimanche 21 septembre : À Fumel : Fumel bat Ribérac 18 à 15 - 6 pénalités Khalifa (7), Maillard (42, 44, 60, 63, 72). Les hommes du capitaine Aurélien Lassaigne malgré une mauvaise entame (mi-temps 6 - 3 en faveur de Ribérac) vont dominer après la pause et permettre à Mathieu Maillard de passer plusieurs pénalités. La fin fut intense et c'est finalement une victoire logique du XV fumélois qui confirmera l'excellent début de saison. Le dimanche 28 septembre : À Gourdon : Fumel bat Gourdon 20 à 19 - 1 essai (61e) Khalifa et 5 pénalités (7e, 19e, 22e, 31e, 58e) de Maillard. La rencontre fut très disputée. L'équipe de Gourdon a perdu d'un petit point malgré une seconde période où ils vont faire preuve de beaucoup d'envie. L'USFL sera très opportuniste. Elle profitera ainsi de plusieurs fautes pour marquer un essai en contre. Le dimanche 12 octobre : À Fumel : Fumel bat Nègrepelisse 12 à 11 - 4 P Maillard (2, 35, 46, 64) - Composition de l'équipe : Saraiva, Fontaine, Bettoli, Doignon, Khalifa, (o) Maillard, (m) Delmas, Moumen, Saber, Lapouge, Khilal, Drure, El Kaisouni, Lassaigne (cap.), Jaadi. Remplaçants : Cruzol, lmrabet, Satdler, Zidani, Aguilar, Vergnes, Mongis. Le Fumélois prit le match par le bon bout mais c'est Négrepelisse qui va virer en tête à la pause. Le début de la deuxième période sera assez difficile pour les Tarn-et-Garonnais mais les Fumélois ne concluront pas deux occasions d'essais. C'est Maillard qui marquera deux pénalités et finalement les Fumélois vont s'imposer d'un point face à Négrepelisse qui doit se contenter d'un point de bonus défensif. Le dimanche 19 octobre : À Tournon d'Agenais : Fumel bat Tournon d'Agenais 31 à 24 - 1 E Moumen (11e), 1 T Maillard (12e), 2 D Maillard (15e, 32e), 6 P Maillard (4e, 20e, 30e, 40.', 62e, 70e). Les hommes d'Olivier Sverzut ont paru paralysés tout au long de la première période. Beaucoup de faute. Maillard sera impérial lors de ce derby. Le dimanche 26 octobre : À Fumel : Monflanquin bat Fumel 12 à 9 - 3 Pénalités (25, 30, 70) Khalifa. Monflanquin fut dominé en mêlée mais va produire un très beau jeu. La blessure de Mathieu Maillard à la 7e minute sera un handicap majeur. L'USFL a usé d'un jeu plus restrictif avec beaucoup de percussions mais en vain. Victoire logique de Monflanquin et qui plus est à l'extérieur. Les Fumélois restent en tête de leur poule avec 5 victoires et 1 défaite devant Levezou-Segala et Ribérac.En novembre : À Levezou-Segala : Levezou-Segala bat Fumel 27-7 (MT 20-0) Levezou-Segala a bien négocié son match au sommet en prenant nettement le dessus sur Fumel, avec une victoire à 5 points avec 4 essais dont 3 en premiere mi-temps. Pour Fumel, un essai (66e) et 1 transformation de Kalifa. Le 23 novembre : À Fumel :  Fumel et Saint-Yriex font match nul 22 à 22 (MT 14-13 pour Saint-Yrieix) Match nul équitable - Les Fumélois ont été fortement sanctionnès et ils vont encaisser 3 essais des visiteurs. Menant 22 à 19 à la 80e minute, les Fumélois vont encaisser une pénalité pour une faute aux 30 mètres face aux poteaux. Pour Fumel : 1 Essai J. El Kaisouni (32) ; 5 Pénalités (22, 37, 55, 60,77) et 1 Transformation Maillard et le dimanche 30 novembre : À Grenade : Grenade bat Fumel 31 à 24 (MT 17-8) -  2 E (Mongis, 11) et (Lassaigne, 73), 1 T (73) et 5 P Maillard (29,53,59,68) -  Disputée dans des conditions difficiles, cette rencontre a été d'un très bon niveau et marquée par une surprenante course-poursuite vu l'état du terrain. Fumel a développé quelques finesses du jeu d'avants par gros temps. Cette tactique s'est avérée presque payante avec la complicité du pied de Mathieu Maillard. Le 14 décembre : À Fumel : Fumel bat Lalinde 11 à 6 puis à Riberac : Riberac bat Fumel 22 à 15 et le 18 janvier 2015 : À Fumel, Fumel bat Gourdon 18 à 15 avec deux essais du pack (30e) et Delmas (43e), 2 pénalités (11e et 78e) et une transformation (30e) Khalifa. En février, à Fumel, Fumel bat Tournon 15 à 9 et à Nègrepelisse : Nègrepelisse bat Fumel 20 à 17. Le dimanche 22 février 2015 : À Monflanquin : Monflanquin bat Fumel 15 à 9 puis Fumel bat Levezou-Ségala 16 à 14. Fin mars à Saint-Yrieix, Sain-Yrieix bat Fumel 54 à 3 - Match à sens unique où les Fumélois vont encaisser huit essais malgré les conditions climatiques peu propices aux grandes envolées. Enfin le dimanche 19 avril 2015 : À Fumel, Fumel bat Grenade 18 à 16 - Victoire à l'arraché des Fumélois pour le dernier match de la saison. 2 essais Cruzol (29e) et Elmrabet (62e), 1 pénalité et une transformatiojn de Khalifa - Les Fumélois terminent à la 6e place avec un total de 10 victoires, 1 nul et 7 défaites. Le premier de la poule est Levezou devant Saint-Yrieix, Grenade et Tournon d'Agenais qui seront qualifiés pour les phases finales.
Saison 2015-2016 (Fédérale 3)
Pour la Saison 2015-2016 les Fumélois sont en Fédérale 3 (Poule 7) - La poule est composée de Fumel, Monflanquin, Grenade, Périgueux, Saint-Cernin, Nègrepelisse, Souillac, Arpajon et Nontron. Lors du match d'ouverture, le 20 septembre 2015 Monflanquin 26 à 22 avec deux essais Jabel et de pénalité, 3 pénalités et une transformation de Maillard. Le derby fut peu enthousiasmant. Puis à Fumel les fumélois s'imposent face à Souillac 33 à 16 avec 4 essais Collectif, Moumen, Gorrias et Couilac. Le 4 octobre 2015 Ribérac, Fumel bat Ribérac 15 à 12 et ensuite s'impose à domicile face à Nontron 15 à 10 avec 5 pénalités de Maillard. Arpajon battra Fumel 34 à 23 puis Nègrepelisse Fumel 29 à 14. Grenade battra Fumel 20 à 14 à Fumel. Le 6 décembre 2015 : A Périgueux, Périgueux bat Fumel 44 à 12 - Après un début de match un peu laborieux, les Périgourdins ont su se concentrer et revenir sur ce qu’ils savent faire après avoir été réduits à 14. En infériorité numérique pendant 50 minutes, ils ont régalé leur public avec de très beaux mouvements de trois-quarts. Le dimanche 13 décembre 2015 : A Fumel, Saint-Cernin bat Fumel 13 à 12. Pour les matchs retour, à Fumel, Fumel bat Monflanquin 19 à 8 puis à Souillac : Fumel bat Souillac 14 à 11 et à Fumel, Fumel bat Ribérac 14 à 3. Les Fumélois devaient impérativement gagner ce match contre Ribérac pour se rassurer et continuer à espérer en la qualification. Si, vu la 2e mi-temps, Ribérac aurait mérité le point de bonus défensif, la victoire de Fumel est tout à fait méritée. Pour la fin de la saison, à Fumel, Fumel bat Nègrepelisse 30 à 13, puis à Grenade, Grenade bat Fumel 19 à 15. Le samedi 2 avril 2016 les fumélois s'imposeront face à Périgueux 19 à 9. Les Fumélois terminent la saison à la 5e place non qualificative derrière les équipes de Périgueux, Saint Cernin, Grenade et Arpajon
Saison 2016-2017 (Fédérale 3)
Pour la Saison 2016-2017 les Fumélois sont en Fédérale 3 (Poule 14) - La poule est composée de Fumel, Monflanquin, Montauban, Floirac, TOAC-TOEC, Bon-Encontre, Saint-Sulpice la Pointe, Negrepelisse, Beaumont de Lomagne et Bazas. Le 1er match de la saison eu lieu à Négrepelisse et les fumélois arrachèrent le match nul 23 à 23. A Fumel, le 25 septembre, FCTT (Toec-Toac) s'imposera sur le score de 27 à 16. Les fumélois passèrent complètement à côté de leur match. En octobre, à Bazas, Bazas bat Fumel 21 à 13 puis à Saint-Sulpice La Pointe, Saint-Sulpice bat Fumel 38 à 0. Le 22 octobre 2016 : A Fumel, Fumel bat Bon-Encontre 28 à 14 - Parmi les Fumélois : Rouquette ; Fontaine, Gorrias, Malter, Plaisance ; (o) Maillard, B. Dao ; (cap.) Moumen, Sabatet, Rigal ; Fa'aoso, Sattler ; Modebadze, Ribeiro, Doumeska. Le dimanche 30 octobre 2016 : A Montauban, RC Montauban bat Fumel 34 à 22. Pour les Fumélois trois essais de Lopez, Brites et Drure. Le 13 novembre, à Fumel, Floirac bat Fumel 21 à 16 et le 20 novembre, à Monflanquin, Monflanquin bat Fumel 28 à 21. Les Monflanquinois par les envolées de leurs trois-quarts (sautées, redoublées) et leurs combinaisons avec la puissance de leurs avants ont fini par étouffer les velléités des Fumélois en infériorité numérique et mis au supplice en fin de match. Le 27 novembre 2016 : A Fumel, Beaumont de Lomagne bat Fumel 23 à 13 puis le 15 janvier 2017 : A Fumel : Fumel et Négrepelisse font match nul 15 à 15 - Finalement chacun est déçu. Alors que les Fumélois menaient 12 à 5 à la pause, Nègrepelisse fera une très belle seconde mi-temps avec un magnifique essai. Les Fumélois à ce moment du Championnat ont presque les deux pieds en Honneur......Le 22 janvier 2017 : A Toulouse : FCTT Toac-Toec bat Fumel 46 à 6 - Confortablement installés à la seconde place derrière les invincibles montalbanais, le FCTT a confirmé ses bonnes dispositions en étrillant les Fumélois.. Le 29 janvier 2017 : A Fumel : Fumel bat Bazas 19 à 6 puis le 5 février 2017 : A Fumel : Saint-Sulpice La Pointe bat Fumel 12 à 9, le 19 février, à Bon Encontre, Bon Encontre bat Fumel 23 à 12. Le 5 mars 2017 : A Fumel : Fumel bat RC Montauban 16 à 6. Lanterne rouge de la poule, l'US Fumel-Libos a créé la surprise samedi soir à Henri-Cavallier en battant le RC Montauban, le coleader. Puis le 12 mars, à Floirac, Floirac bat Fumel 28 à 11, le 19 mars 2017 : à Fumel, Fumel bat Monflanquin 6 à 0. Le dernier match eu lieu le 2 avril 2017, à Beaumont, Beaumont de Lomagne bat Fumel 17 à 7.
Saison 2017-2018 (Fédérale 3)
Pour la saison 2017-2018 les Fumélois sont en Fédérale 3 avec les équipes de Layrac, Périgueux, Ribérac, Sarlat, Nontron, Mussidan, Belvès, Sainte-Foy-la-Grande, Lalinde, Monflanquin et Nérac
Le premier match de championnat opposera les fumelois à Sarlat le 17 septembre au stade Henri-Cavallier. Le début de la saison eu lieu le 17 septembre. Fumel et Sarlat firent match nul 12 à 12 puis à Lalinde, Fumel battra Lalinde 29 à 24. Le 1er octobre 2017, à Fumel, Belves bat Fumel 30 à 21 - «Nous avons manqué de cohésion et nos approximations nous coûtent le match devant une équipe de Belvès opportuniste», a déclaré, samedi soir, au coup de sifflet final, Pierre Chadebech, l'entraîneur de Fumel. Face à une équipe de Belvès qui cherche à monter en Fédérale 2, les Fumélois ont été vaillants. Mais cela n'a pas suffi. Le 14 octobre Mussidan, Fumel bat Mussidan 16 à 9 (MT : 10-3) - Fumel à Mussidan le promu. Pour Fumel, un essai Eziyar (32), 3 pénalités de Maillard (7, 56) et de Potet (64) et 1 T de Maillard (32). Le 22 octobre 2017 Fumel, Layrac bat Fumel 39 à 33 (MT 28-18) - Pour Fumel 4 essais de Rouquette (18), Khalfaoui (37), Gujaraidze (56) et Potet (67). 3 pénalités (13, 40 et 49) et 2 transformations de Maillard. Les joueurs de l'USFL étaient Khalfaoui, Ollier, Michel, Gujaraidze, Tuildiani, Couaillac, Serguini, Sabatet, B.Dao, Maillard (cap), Rouquette, Malter, Potet, Morales et Eziyar. Remplaçants : Dalakishvili, Djaber, Moumen, Brites, Toubeau, Skouma et El Kaisouni. Le 29 octobre, à Fumel, Fumel bat Nontron 17 à 10. Les Fumélois vont faire le dos rond en première mi-temps et prennent ensuite le jeu à leur compte avec des charges dévastatrices. Pour Fumel 2 essais Ollier (13, 72), 2 transformations Maillard-Potet et 1 pénalité Maillard (45). Le 5 novembre à Sainte-Foy la Grande, Sainte-Foy la Grande bat Fumel 30 à 21. Les Fumélois sont 6e de la Poule. Le 19 novembre, à Fumel, Périgueux bat Fumel 26 à 9 (MT : 26-9). Le challenge était difficile pour Fumel qui recevait le 1er de la Poule 9. Nettement supérieurs, Périgueux s'est appuyé sur un rugby efficace et simple. Pour Fumel, trois pénalités de Maillard (1) et Potet (2). Le 26 novembre à Monflanquin, Monflanquin bat Fumel 22 à 17 (MT : 9-0). L'équipe de Fumel était composée de Rouquette, Migueis, Potet, Dao, Lolmède, (o) Malter, (m) Eziyar, Moumen, Sabatet, Couaillac, Tvildiani, Gujaraidze, Khalfaoui, Ollier (cap.), Dalakishvili. Le 3 décembre àFumel, Fumel bat Ribérac 33 à 12. Le 10 décembre à Nérac, Nérac bat Fumel 15 à 9. Précieuse victoire de l'US Nérac avant la trêve face à une solide équipe fuméloise. B. Après une 1re mi-temps bien menée, l'USN malgré une conquête en touche retrouvée, a souffert en 2e ensuite mais a su trouver l'énergie pour tenir la victoire. Les Fumélois terminent la phase des matchs aller en 8e position avec 4 victoires, 1 nul et 6 défaites. Le leader de la poule est Périgueux suivi de Belvès et Layrac. Le dernier de la poule est Ribérac. Le 14 janvier 2018, à Sarlat, Sarlat bat Fumel 24 à 17 puis le 21 janvier, à Fumel, Fumel bat Lalinde 13 à 7 (MT 10-0) Les fumélois ont souffert et les fidèles supporters de l'US Fumel-Libos ont regardé régulièrement s'égrener les minutes et les secondes au tableau lumineux en toute fin de match. Car c'est vrai que si, à cet instant du match, leur équipe faisait la course en tête (13-7), le baroud d'honneur de Lalinde a bien failli leur jouer un bien mauvais tour. Le 28 janvier à Belvès, Belvès bat Fumel 37 à 22 puis en février, à Fumel, Mussidan bat Fumel 21 à 19 (MT : 3-8) - La formation de Pierre Chadebech s'est ratée sur sa pelouse d'Henri-Cavallier. Le 18 février 2018 : A Layrac, Layrac bat Fumel 29 à 8. Le 4 mars à Nontron, Nontron bat Fumel 28 à 6 puis le 11 mars, à Fumel, Fumel bat Sainte-Foy La Grande 43 à 7 (MT 21-7). Le 25 mars à Fumel, Monflanquin bat Fumel 18 à 12 (MT 12-12) - Au terme d'un triste derby, c'est finalement Monflanquin qui remportait un succès important dans la course à la qualification puis le 8 avril à Ribérac, Ribérac bat Fumel 20 à 13. Enfin à Fumel, le 22 avril, Fumel bat Nérac 17 à 16 (MT : 11-3) - Pour Fumel, 1 essai de Skouma (19e) et 4 pénalités Potet (2, 12) et Maillard (61, 72). L'équipe fuméloise était composée de Eziyar, Skouma, Maradènes, G. Dao, Potet, (o) Maillard, (m) Malter, Moumen (cap.), Sabatet, Hourtoule, Pezé, Gujaraidze, Brites, Ribeiro, Dalakishvili. Remplaçants : El Kaisouni, Grabiec, Tvildiani, B.Dao, Ambal, Morales. Les fumélois terminent 9e de leur poule avec 7 victoires, 1 nul et 14 défaites. Le premier de la poule fut Belvès suivi de Layrac, Périgueux, Nontron et Monflanquin.
Saison 2018-2019 (L'USFL déclare forfait)
Pour la saison 2018-2019 les Fumélois auraient dû être en Fédérale 3 (Poule 10) avec les équipes de Arpajon-Veinaze, Saint-Cernin, Ussel, Figeac, Sarlat, Uzerche, Lacapelle-Marival, Gourdon, Argentat, Belvès et Monflanquin. Lors de l'Assemblée Générale qui a eu lieu en mai 2018 au siège de l'USFL à Moncany, c'est la liste Loudes-Darquier qui est élue avec 55 voix soit 14 de plus que celle de Serge Bousquet-Cassagne dont l'objectif était de se rapprocher de l'US Tournon.La Liste Loudes-Darquier succède au bureau démissionnaire (Christian Sauvage, Serge Barras et Patrick Sicot). Début Septembre, en manque d'effectifs, l'USFL déclare forfait général pour les équipes séniors. Voici ce que La Dépêche du Midi relate le 4/09/2018 : "....Après la métallurgie, le rugby ! Ce qui va se passer ce soir dans le giron de l’US Fumel-Libos (Fédérale 3) pourrait bien s’apparenter à une deuxième "petite mort" pour la région du Fumélois. Selon nos informations, une réunion entre les dirigeants actuels du club de rugby va acter ce soir le forfait général de l’équipe première de rugby du club de l’US Fumel-Libos, initialement engagée en Fédérale 3. Fumel, un bastion historique du rugby français, depuis le faste des années 1940 et de "la grande équipe" ayant accueilli quelques-uns des meilleurs joueurs français, est durement touché par cette décision. .....Ce forfait général ne veut pas dire une mise en sommeil du club, puisque l’école de rugby va continuer à fonctionner. Pour faire taire les rumeurs, on nous a même affirmé que 28 juniors et 25 cadets seraient prêts à défendre cette saison les couleurs de l’USFL. Avec l’aide de la Ligue Nouvelle-Aquitaine, le club de rugby de Fumel-Libos devrait donc avoir un an pour reformer son équipe senior afin de repartir au niveau Honneur..."

### Fusion avec Tournon d’Agenais et Saint-Vite en 2019
Après le forfait général de l'US Fumel Libos, un rapprochement a lieu avec l'Union sportive tournonaise et le Rugby club de Saint-Vite. Les trois clubs sont respectivement dissous les 6 juin 2019, 5 juin 2019 et la semaine précédente, afin de créer un nouveau club : l'Union sportive vallée du Lot 47. Leur saison inaugurale se joue en Fédérale 3, division où évoluait jusqu'alors l'US Tournon.

## Identité visuelle

### Logo

Évolution du logo
Ancien logo.
Ancien logo.
Ancien logo abandonné en 2019.

## Palmarès

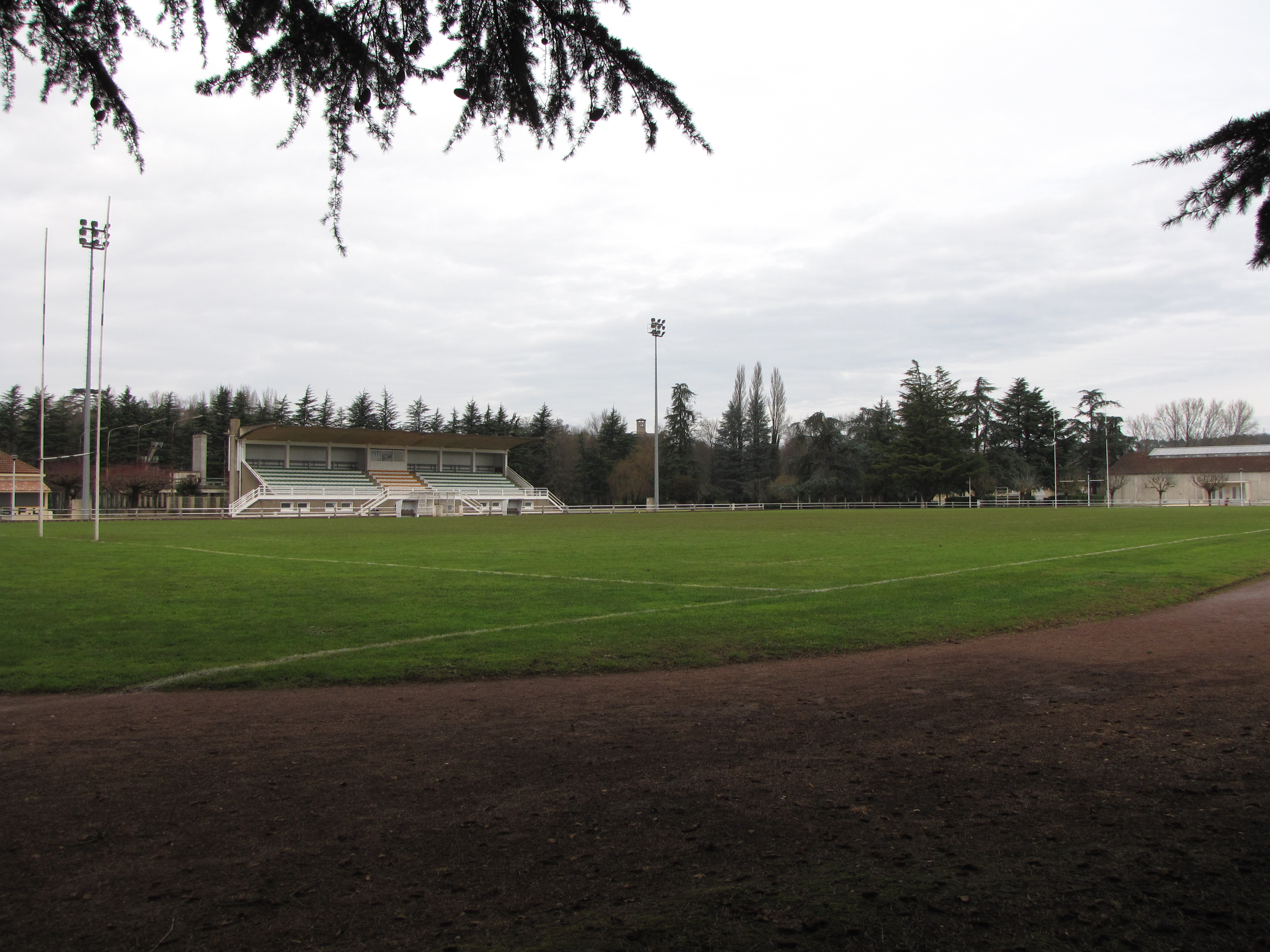
Stade

### Compétitions nationales
- 1958 : champion du Périgord Agenais Honneur
- 1961 : champion du Périgord Agenais Honneur
- 1996 : finaliste du championnat de France de 3e division (défaite face à La Tour Cyprien)
- 1996 : champion de France Cadets B Teulière face à Riom sur le terrain d’Argentat 17-8
- 2004 : champion de France Excellence B
- 2014 : champion du Périgord Agenais Honneur (Première) - Vice Champion du Périgord Agenais (Réserve)

### Autres compétitions
- Challenge de l'Espérance :
  - Vainqueur (2) : 1969 (face au TOEC) et 1972 (face au Stade dijonnais Côte d'Or)
- Challenge de l'Essor :
  - Vainqueur (1) : 1985 (face au CASG Paris)
- Challenge de l'Espoir :
  - Vainqueur (1) : 1995 (face à Argeles-Gazost)

## Personnalités de USFL

### Joueurs majeurs ayant évolué à Fumel
- Années 1940 : Élie Pebeyre qui ensuite fit les beaux jours de Brive où il débuta en équipe première en 1938. En 1943, il quitte la Corrèze et accepte un emploi dans une usine sidérurgique à Fumel, afin d'échapper au STO, et signe à l'US Fumel avec laquelle il atteint les demi-finales lors de la saison 1944-1945. Il retourne au CA Brive lors de la saison 1946-1947 et ne le quittera plus. En 1947, il dispute les quatre matchs du Tournoi des Cinq Nations. Il arrête sa carrière de joueur en 1954 et devient entraîneur, secrétaire général puis président du CA Brive, Pierre Taillantou qui fut plusieurs fois champion de France avec le Racing, joueur talentueux et véritable « Star » de l'après-guerre. Jacques Gomis troisième ligne.
- Années 1960 : Roland Lavau arrière talentueux venue de Cahors, Bernard Arnoul seconde ligne, Joseph Sassi joueur emblématique de l'USFL, Gérard Ladhui arrière, Michel Delrieu demi de mêlée, Jean-Claude Thomas seconde ligne venu de Langon, Marius Lagiewski Champion de France avec Agen en 1966, Serge Capelli ailier et également buteur de talent, Jean Curie troisième ligne en provenance d'Angoulême, Crayssac pilier durant plus de 10 ans et participant à toutes les montées d'Honneur en Nationale
- Années 1970 : Antoine Rassié deuxième ligne qui aura marqué l'USFL, Smail Moumen qui fut international marocain, Alain Pérez trois-quarts centre de très grand talent, Gérard Casanova International militaire qui a disputé des matchs contre l'Angleterre, la Roumanie. De la saison 1969-1970 jusqu'à la saison 1977-1978 il occupera les postes de trois-quarts aile et trois-quarts centre, Alain Filleul troisième ligne de combat, Francis Kong demi de mêlée majeur dans les années 68 à 72, Francis Corpel trois-quarts centre venu de Cahors, Alain Roudil joueur polyvalent, Gilbert Pailhes demi d'ouverture, Franzinetti seconde ligne, l'excellent demi de mêlée Costes, les talonneurs, Albesa, Geoffre et Gilis.
- Années 1980 : Les piliers Rossi et Labrande, Alain Cabalet demi d'ouverture ou demi de mêlée, Yves Fouriscot demi d'ouverture, Michel Estrada buteur hors pair, Philippe Dugué troisième ligne de devoir, Yves Falcomer demi d'ouverture, Bernard Lataste demi de mêlée majeur, Jean-Pierre Marcati grand pilier qui poursuivit sa carrière à Dax, les frères Didier et Eric Graulout, les cousins Fabrice et Eric Malardeau, les frères Pascal et Dominique Pozzer, le sud-africain Brent Jordaan qui réalisa plusieurs saisons exceptionnelles.
- Années 1990 : Hugues Miorin Seconde ligne qui fut international et Champion de France avec le Stade Toulousain, vit à Toulouse actuellement. Alain Guettache demi d'ouverture qui ira ensuite à Brive, Driss Khaiza, Reichel champion PA, troisième ligne centre et aile, évolua en groupe B Chambéry, international rugby à 7 et 15 Marocain, finit sa carrière en top 16 à Auch, à une fille espoir française Nawel,joueuse élite Top 16 à blagnac, Igor Mironov international russe venu de Villeneuve sur Lot, Bernard Lacombe qui joua à Agen, Champion de France en 1988 et 2 sélections en Équipe de France.

- Années 2000 : Mathieu Maillard qui joua à Toulouse, Biarritz, Dax et Bayonne.

### Joueurs nés à Fumel
- Michel Courtiols, né le 27 avril 1965 à Fumel, a évolué à Castres et Bègles. Champion de France en 1991 avec Bègles et 3 sélections en équipe de France.
- Jean-Pierre Razat, né le 15 octobre 1940 à Fumel, a évolué à Agen et Villeneuve sur Lot. International, il a d'autre-part été trois fois Champion de France en 62, 65 et 66.
- Hugues Miorin, né le 30 octobre 1968 à Fumel, a joué avec l'équipe de France, le Stade toulousain puis l'US Colomiers, évoluant au poste de deuxième ligne - Champion de France à 7 reprises avec le Stade Toulousain
- Alain Guettache, né le 19 mai 1968 à Fumel, ancien joueur de rugby à X évoluant au poste de demi d'ouverture (a joué à Fumel, à Agen et à Brive)
- Stéphane Prosper, né le 11 mars 1971 à Fumel, a évolué au poste de demi d'ouverture (a joué au Stade Montois, à Narbonne et à Agen)

### Présidents de l'USFL
- Années 1910 : Mazuc
- Années 1930 : Menon, Issandou
- Années 1940 : Daguino
- Années 1960 : Guy Toussaint
- Années 1970 : Roger Dubieff, Guy Malardeau
- Années 1980 : Roger Saccarère
- Années 1989-1990: Max Martin
- Années 1990 : Yves Fouriscot, Ennio Martin
- Années 2001-2002 : Bressou-Bierne
- Années 2010 : Titi Mazak, Frédéric Alaux, Eric Malardeau

### Grands entraîneurs
- André Melet dans la fin des années 1960 qui a été champion de France avec le Stade Toulousain lors de la saison 1946-1947.
- André Carabignac dans début des années 1970 (ancien entraîneur du SU Agen en 1968)
- Marcel Dax en 1975 (ancien entraîneur du Stade Toulousain, de Rodez et de Carmaux qui lui permit d'être Champion de France en 1951)
- Jacques Gomis en 1976 (ancien 3e ligne de l'USFL et du SU Agen)